# 미스코리아

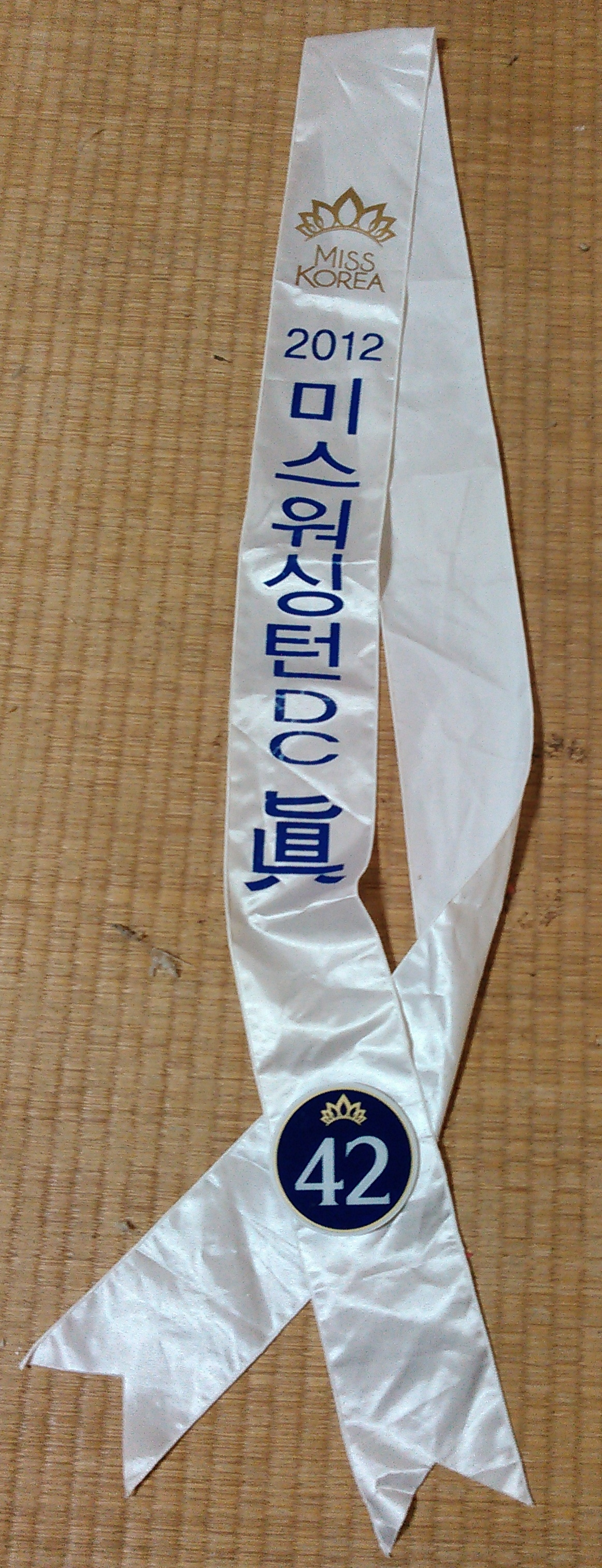
2012 미스 코리아 워싱턴 대표의 어깨띠

미스코리아(Miss Korea)는 한국일보가 주최하고 1957년 제1회를 시작으로 대한민국에서 역사가 가장 오래된 미인 대회이다. 미스코리아 본선 선발은 우승자인 진(眞)은 1명, 2위인 선(善)은 2명, 미스코리아의 3위인 미(美)는 4명이 선발된다. 이렇게 선발된 본선 수상자는 미스 월드, 미스 유니버스 등 세계 미인대회에 대한민국을 대표하여 참가한다. 하지만 미스 월드는 2010년을 마지막으로, 미스 유니버스는 2015년을 마지막으로, 미스 인터내셔널과 미스 어스는 2024년을 마지막으로, 세계대회 참가권 재계약을 하지 않아 더 이상 참가하지 않는다.
2018년 글로벌 이앤비 (구 한국일보 이앤비)가 미스코리아를 인수했다.

## 역사
1930년대 이광수, 김동인과 함께 대중잡지 《삼천리(三千里)》를 발행하던 김동환은 경쟁지인 소파(小波) 방정환의 ‘별건곤’을 따라잡기 위해 지상 미인대회를 생각해냈다. 여성들의 상반신 사진을 응모 받아 최고 미인을 표지에 싣는 형태였다. 1949년에는 월간지 ‘신태양’이 ‘미스 대한’을 뽑았다. 응모자의 사진을 확대해 덕수궁 뜰에 진열해 놓고 일반인들에게 인기투표를 실시했다. 현재와 비슷한 형식의 미인대회는 1953년 중앙신문사 주최로 부산에서 본격적으로 개최됐고 1953년 대회 우승자는 강귀희였다.
1990년대 후반부터 제기된 성 상품화 및 외모지상주의에 대한 사회적 비판이 거세지면서, 2002년을 기점으로 미스코리아 대회는 지상파 방송에서 더 이상 중계되지 않게 되었다. 이로 인해 대회의 대중적 인지도는 점차 감소하게 되었다.
2010년부터는 미스 월드 참가권을 계약하지 않았고 이어 2016년부터는 미스 유니버스에 참가권 역시 연장하지 않았다. 미스코리아의 역사가 깊은만큼 배출한 스타들이 이미 상당히 많고 한국 대중문화가 전세계적으로 인기를 끌고 있어 국제대회에 참가할 대한민국 대표를 뽑는 것보다는 자국 내의 엔터테이너를 선발하는 형식으로 탈바꿈 한 것으로 보여진다. 국제대회는 미스코리아 본선 수상자에 한해서 2024년까지 미스 인터내셔널과 미스 어스에 참가하고 있었지만 2025년부터는 참가권을 재계약하지 않았다.
2010년대 중후반부터 대중의 관심이 점차 감소하는 추세를 보였다.

## 입상자
| 대회         | 진(眞)   | 선(善) | 미(美) | 준미스코리아                           | 한국일보 |
| ------------ | -------- | ------ | ------ | -------------------------------------- | -------- |
| 1회(1957년)  | 박현옥   |        |        | 김정옥 · 홍인방                        |          |
| 2회(1958년)  | 오금순   |        |        | 정연자 · 김미자                        |          |
| 3회(1959년)  | 오현주   |        |        | 정옥이 · 서정애                        | 나인덕   |
| 4회(1960년)  | 손미희자 | 김정자 | 이영희 | 진: 박수자 · 선: 장인자 · 미: 김미자   | 김자현   |
| 5회(1961년)  | 서양희   | 이옥자 | 현창애 | 진: 임영빈 · 선: 임미애 · 미: 엄순영   | 이명주   |
| 6회(1962년)  | 서범주   | 손양자 | 정태자 | 진: 송혜자 · 선: 임경실 · 미: 최인자   | 정의자   |
| 7회(1963년)  | 김명자   | 최유미 | 최금실 | 진: 김혜원 · 선: 강경림 · 미: 강애리사 | 신정화   |
| 8회(1964년)  | 신정현   | 이혜진 | 윤미희 | 진: 문순자 · 선: 최승자 · 미: 이수진   | 최정인   |
| 9회(1965년)  | 김은지   | 김민진 | 이은아 | 진: 장혜경 · 선: 모성량 · 미: 이숙영   | 최수아   |
| 10회(1966년) | 윤귀영   | 진현수 | 정을선 | 진: 이봉분 · 선: 임수향 · 미: 김영성   | 이명숙   |
| 11회(1967년) | 홍정애   | 최양지 | 정영화 | 진: 손은정 · 선: 김윤 · 미: 김춘진     | 김정숙   |
| 12회(1968년) | 김윤정   | 김희자 | 이지은 | 진: 장문정 · 선: 방인숙 · 미: 장혜선   | 진경례   |
| 13회(1969년) | 임현정   | 김유경 | 김승희 | 진: 임정은 · 선: 서원경 · 미: 이주희   |          |

| 대회         | 진(眞) | 선(善) | 미(美) | 정(貞) | 숙(淑) | 현(賢) | 양(良) | 한국일보 |
| ------------ | ------ | ------ | ------ | ------ | ------ | ------ | ------ | -------- |
| 14회(1970년) | 유영애 | 김인숙 | 이정희 | 이은자 | 김경순 | 이지수 |        | 박지연   |
| 15회(1971년) | 노미애 | 최숙애 | 차순영 | 홍신희 | 이영은 | 조애자 |        | 이명신   |
| 16회(1972년) | 박연주 | 서윤희 | 신가정 | 배정자 | 정금옥 | 오영은 | 김성실 | 이인숙   |
| 17회(1973년) | 김영주 | 김매자 | 김준경 | 박신화 | 이태현 | 안순영 |        | 이혜숙   |
| 18회(1974년) | 김은정 | 김경옥 | 심경숙 | 김지현 | 강영숙 | 이희영 |        | 전혜경   |

| 대회         | 진(眞) | 선(善)          | 미(美)                   | 협찬사상                                   |
| ------------ | ------ | --------------- | ------------------------ | ------------------------------------------ |
| 19회(1975년) | 서지혜 | 이성희 · 이연옥 | 이형목 · 노덕자 · 진숙   | 김자영 · 이경아                            |
| 20회(1976년) | 정경숙 | 정광현 · 한영애 | 차장옥 · 신병숙 · 이혜경 | 조인옥 · 유재선                            |
| 21회(1977년) | 김성희 | 이정화 · 정정화 | 김영선 · 신병옥 · 김순애 | 백경선 · 정미희                            |
| 22회(1978년) | 손정은 | 채정숙 · 박경애 | 김은희 · 제은진 · 박숙재 | 최현아 · 이수미                            |
| 23회(1979년) | 서재화 | 홍여진          | 김진선                   | 이주연 · 김미재                            |
| 24회(1980년) | 김은정 | 장혜지          | 김혜란                   | 정나영 · 강민정                            |
| 25회(1981년) | 이은정 | 이한나          | 김소형                   | 김종숙 · 박현주                            |
| 26회(1982년) | 박선희 | 최성윤          | 이현주                   | 김미선 · 정애희                            |
| 27회(1983년) | 임미숙 | 김선미          | 서민숙                   | 오숙희 · 정영순 · 김종중                   |
| 28회(1984년) | 최영옥 | 김경리          | 장시화                   | 임지연 · 박은경 · 이주희                   |
| 29회(1985년) | 배영란 | 안정미          | 김윤정                   | 최은희 · 서현경 · 임명숙                   |
| 30회(1986년) | 김지은 | 정화선          | 정명선                   | 권민경 · 오수경 · 이혜정 · 민선경          |
| 31회(1987년) | 장윤정 | 최연희          | 김미림                   | 이윤희 · 김희연 · 장혜연 · 이지연 · 황보경 |
| 32회(1988년) | 김성령 | 김혜리          | 김희정                   | 채화연 · 양현정 · 추영미 · 김유나 · 오현주 |
| 33회(1989년) | 오현경 | 고현정          | 이윤영                   | 신소금 · 채경진 · 조애선 · 김미진 · 장영희 |
| 34회(1990년) | 서정민 | 김태화          | 윤제선                   | 이승은 · 권정주 · 김현숙 · 강은숙 · 이혜정 |
| 35회(1991년) | 이영현 | 염정아          | 이미영                   | 김현주 · 이선혜 · 장미영 · 전혜진 · 소영경 |
| 36회(1992년) | 유하영 | 장은영          | 이승연                   | 서연정 · 우정아 · 김인영 · 구교현 · 이정희 |
| 37회(1993년) | 궁선영 | 허성수          | 김영아                   | 채연희 · 윤수진 · 장미호 · 정지영 · 손수미 |
| 38회(1994년) | 한성주 | 이유리 · 윤미정 | 김미숙 · 김예분 · 성현아 | 전민선 · 최명련                            |
| 39회(1995년) | 김윤정 | 최윤영 · 김정화 | 김민정 · 김아린 · 한성원 | 이경숙 · 임주연                            |
| 40회(1996년) | 이은희 | 설수진 · 김양희 | 최숙영 · 이지희 · 최정윤 | 이자영 · 권민중                            |
| 41회(1997년) | 김지연 | 조혜영 · 김진아 | 임선홍 · 여혜전 · 정은주 | 함소원 · 조윤주                            |
| 42회(1998년) | 최지현 | 김건우 · 이재원 | 이정민 · 양소현 · 최윤희 | 이정희 · 곽신혜                            |
| 43회(1999년) | 김연주 | 한나나          | 설수현                   | 김효주 · 강옥미 · 이혜원 · 손혜임          |
| 44회(2000년) | 김사랑 | 신정선          | 손태영                   | 장은진 · 손민지 · 박소윤 · 박미선          |
| 45회(2001년) | 김민경 | 서현진          | 백명희                   | 고윤미 · 김지혜 · 정아름 · 한지원          |
| 46회(2002년) | 금나나 | 장유경          | 기윤주                   | 이진아 · 김소윤 · 이재남 · 김연수          |
| 47회(2003년) | 최윤영 | 박지예 · 신지수 | 오유미 · 안춘영 · 양혜선 | 김소훈                                     |
| 48회(2004년) | 김소영 | 한경진          | 김인하                   | 조혜진 · 최영아 · 김혜연                   |
| 49회(2005년) | 김주희 | 오은영 · 이경은 | 유혜미 · 김은지 · 유혜리 | 김정현                                     |

| 대회         | 진(眞) | 선(善)            | 미(美)                                     |
| ------------ | ------ | ----------------- | ------------------------------------------ |
| 50회(2006년) | 이하늬 | 박샤론 · 장윤서   | 박희정 · 김유미 · 박성민 · 김수현          |
| 51회(2007년) | 이지선 | 조은주 · 박가원   | 이진 · 유지은 · 이재아 · 김주연            |
| 52회(2008년) | 나리   | 최보인 · 김민정   | 서설희 · 장윤희 · 이윤아 · 김희경          |
| 53회(2009년) | 김주리 | 차예린 · 서은미   | 박예주 · 유수정 · 이슬기 · 최지희          |
| 54회(2010년) | 정소라 | 장윤진 · 김혜영   | 하현정 · 고현영 · 이귀주 · 안다혜          |
| 55회(2011년) | 이성혜 | 김이슬 · 김혜선   | 이세미나 · 남미연 · 김수정 · 공평희        |
| 56회(2012년) | 김유미 | 이정빈 · 김사라   | 김영주 · 김나연 · 김태현 · 김유진          |
| 57회(2013년) | 유예빈 | 한지은 · 김효희   | 구본화 · 최혜린 · 한수민 · 김민주 · 최송이 |
| 58회(2014년) | 김서연 | 신수민 · 이서빈   | 류소라 · 백지현 · 이사라 · 김명선          |
| 59회(2015년) | 이민지 | 김정진 · 김예린   | 박아름 · 소아름 · 최명경 · 한호정          |
| 60회(2016년) | 김진솔 | 신아라 · 문다현   | 이영인 · 김민정 · 홍나실 · 이채영          |
| 61회(2017년) | 서재원 | 이한나 · 정다혜   | 피현지 · 김사랑 · 남승우 · 이수연          |
| 62회(2018년) | 김수민 | 송수현 · 서예진   | 임경민 · 박채원 · 김계령 · 이윤지          |
| 63회(2019년) | 김세연 | 이하늬 · 우희준   | 이혜주 · 신윤아 · 이다현 · 신혜지          |
| 64회(2020년) | 김혜진 | 이화인 · 류서빈   | 전혜지 · 전연주                            |
| 65회(2021년) | 최서은 | 최미나수 · 김수진 | 조민지 · 정도희                            |
| 66회(2022년) | 이승현 | 유시은            | 김고은                                     |
| 67회(2023년) | 최채원 | 정규리 · 김지성   | 조수빈 · 장다연                            |

| 대회         | 진(眞) | 선(善) | 미(美) | 협찬사상        |
| ------------ | ------ | ------ | ------ | --------------- |
| 68회(2024년) | 김채원 | 박희선 | 윤하영 | 박나현 · 이재원 |

| 대회         | 진(眞) | 선(善) | 미(美) | 예(藝) | 재(才) |
| ------------ | ------ | ------ | ------ | ------ | ------ |
| 69회(2025년) | 정연우 | 김보금 | 유은서 | 박지유 | 이서현 |

## 지역 예선

### 대한민국
- 미스코리아 서울
- 미스코리아 인천
- 미스코리아 경기
- 미스코리아 강원
- 미스코리아 대전-충남
- 미스코리아 세종-충북
- 미스코리아 대구
- 미스코리아 경북
- 미스코리아 부산
- 미스코리아 울산
- 미스코리아 경남
- 미스코리아 광주-전남
- 미스코리아 전북
- 미스코리아 제주

## 역대 주요 참가자 사진

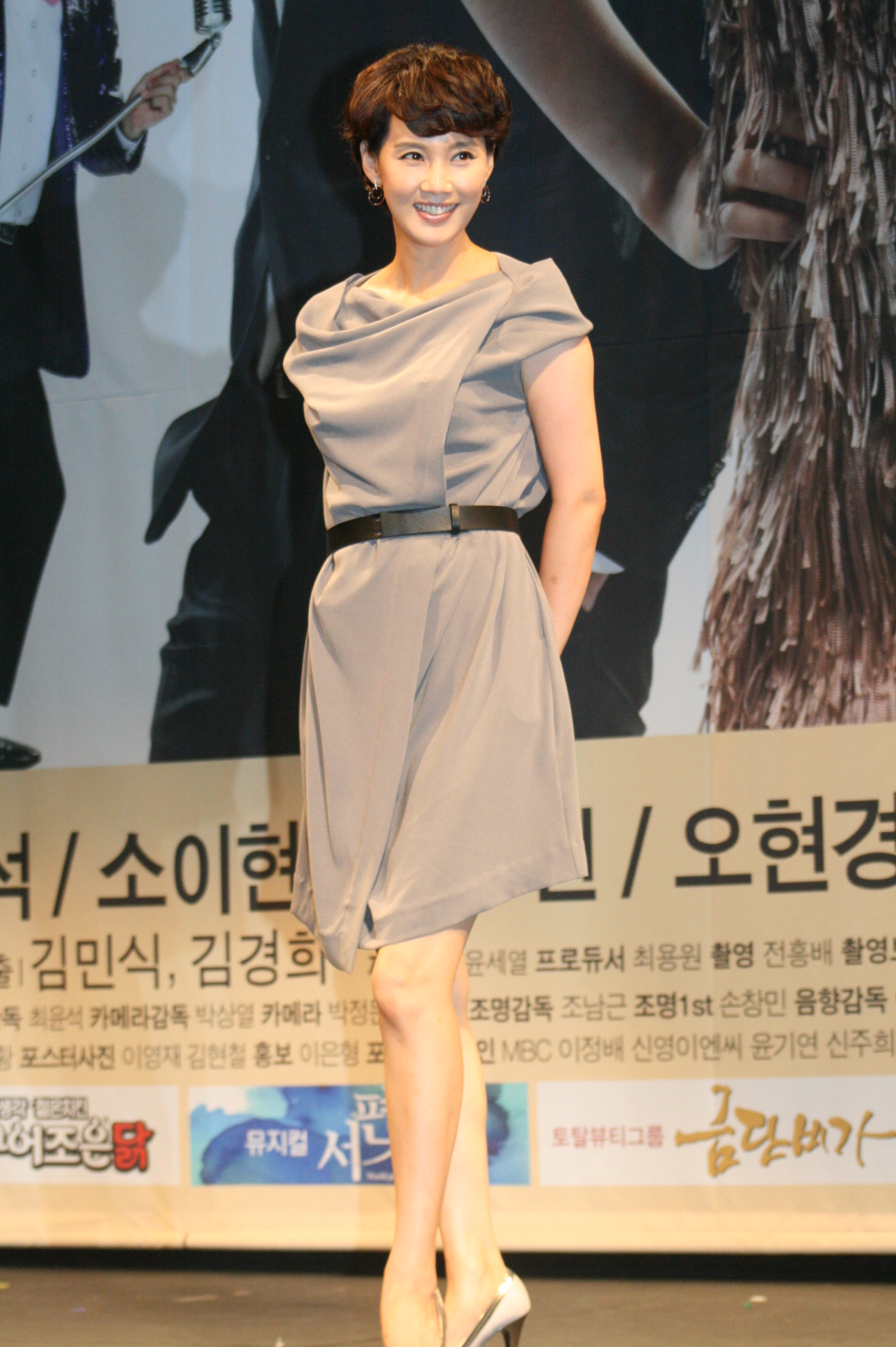
1989년 미스코리아 진 오현경, 미스 서울
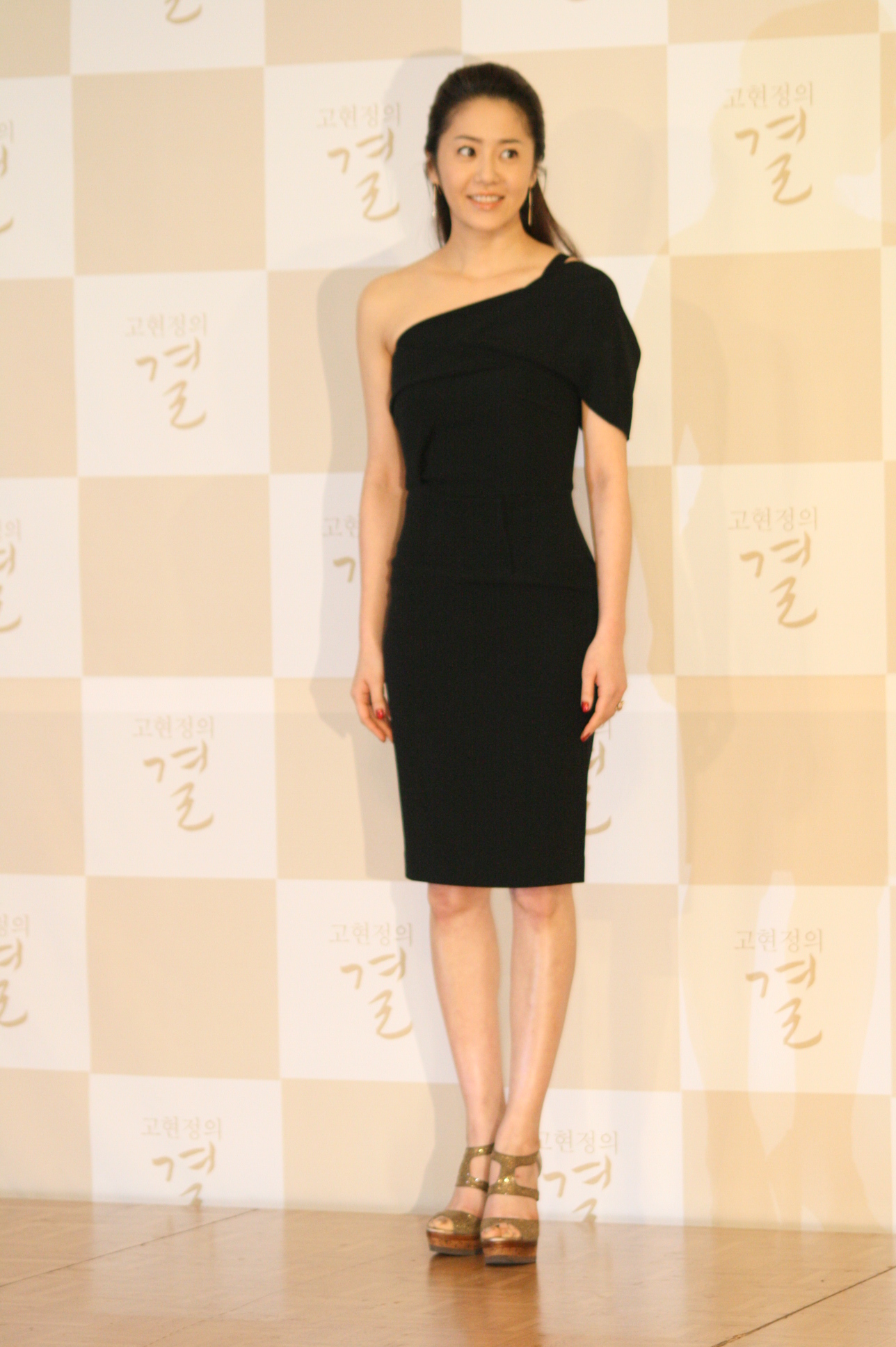
1989년 미스코리아 선 고현정, 미스 서울
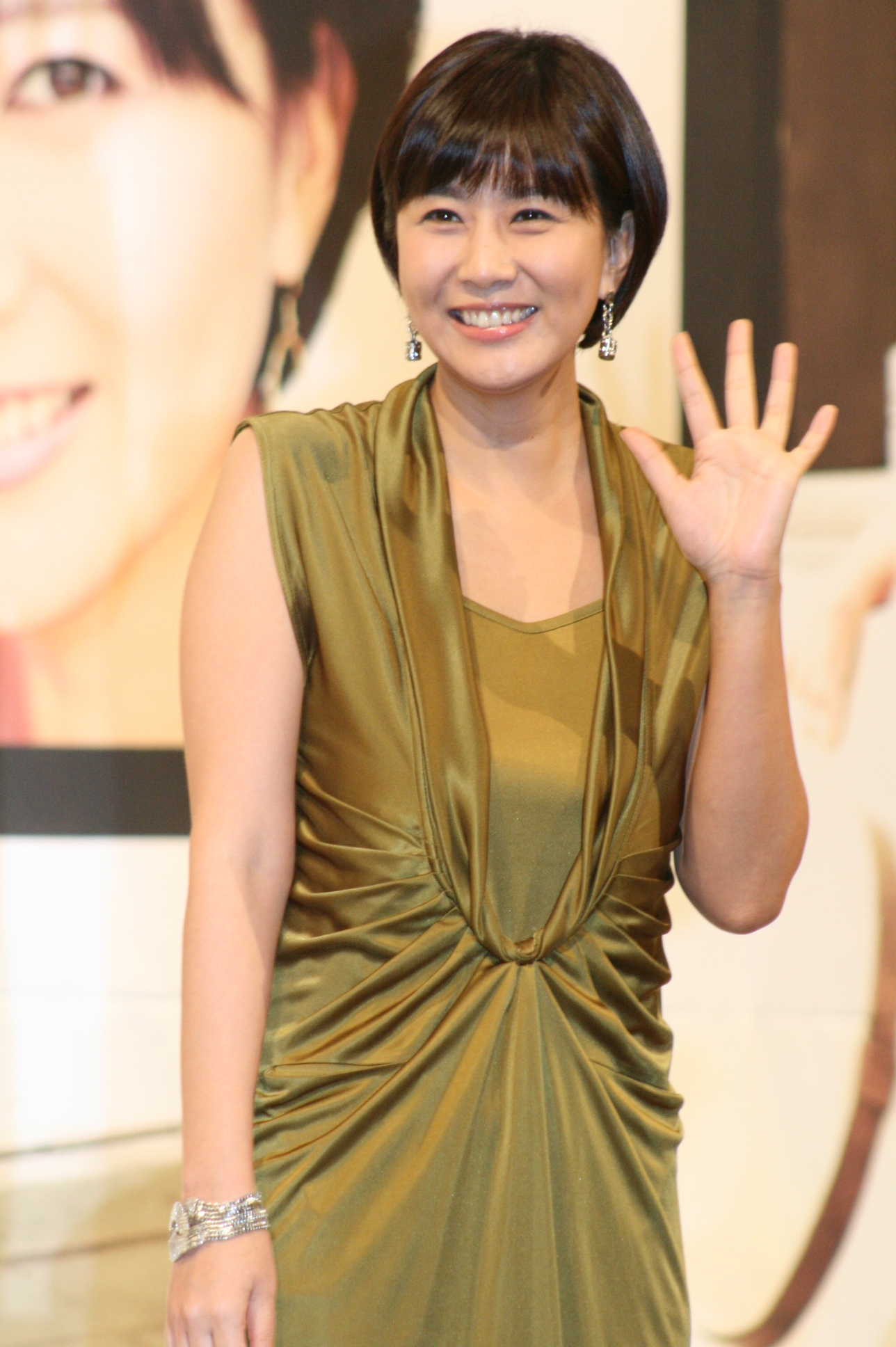
1990년 미스코리아 후보 양정아, 미스 서울
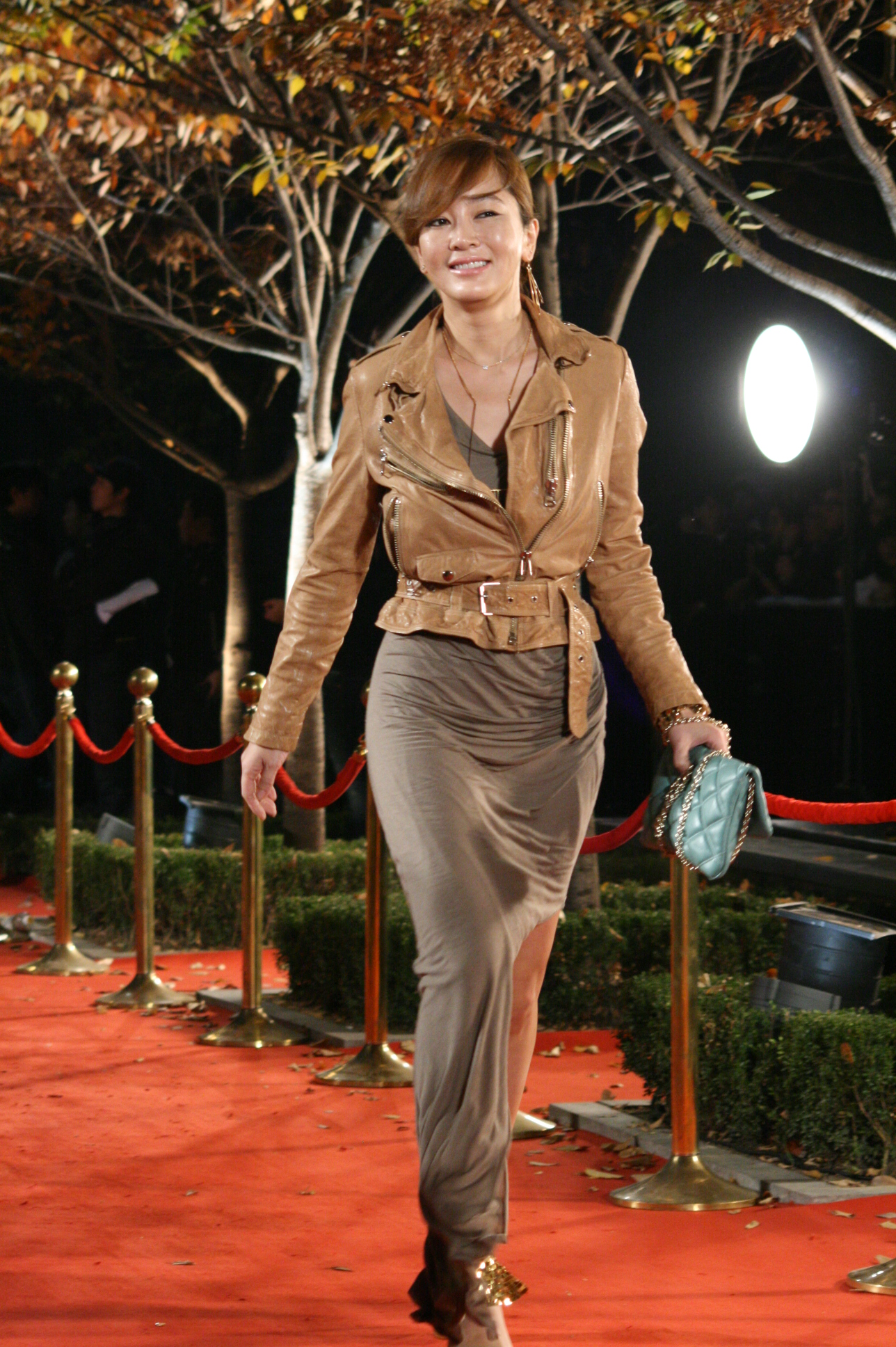
1992년 미스코리아 미 이승연, 미스 서울
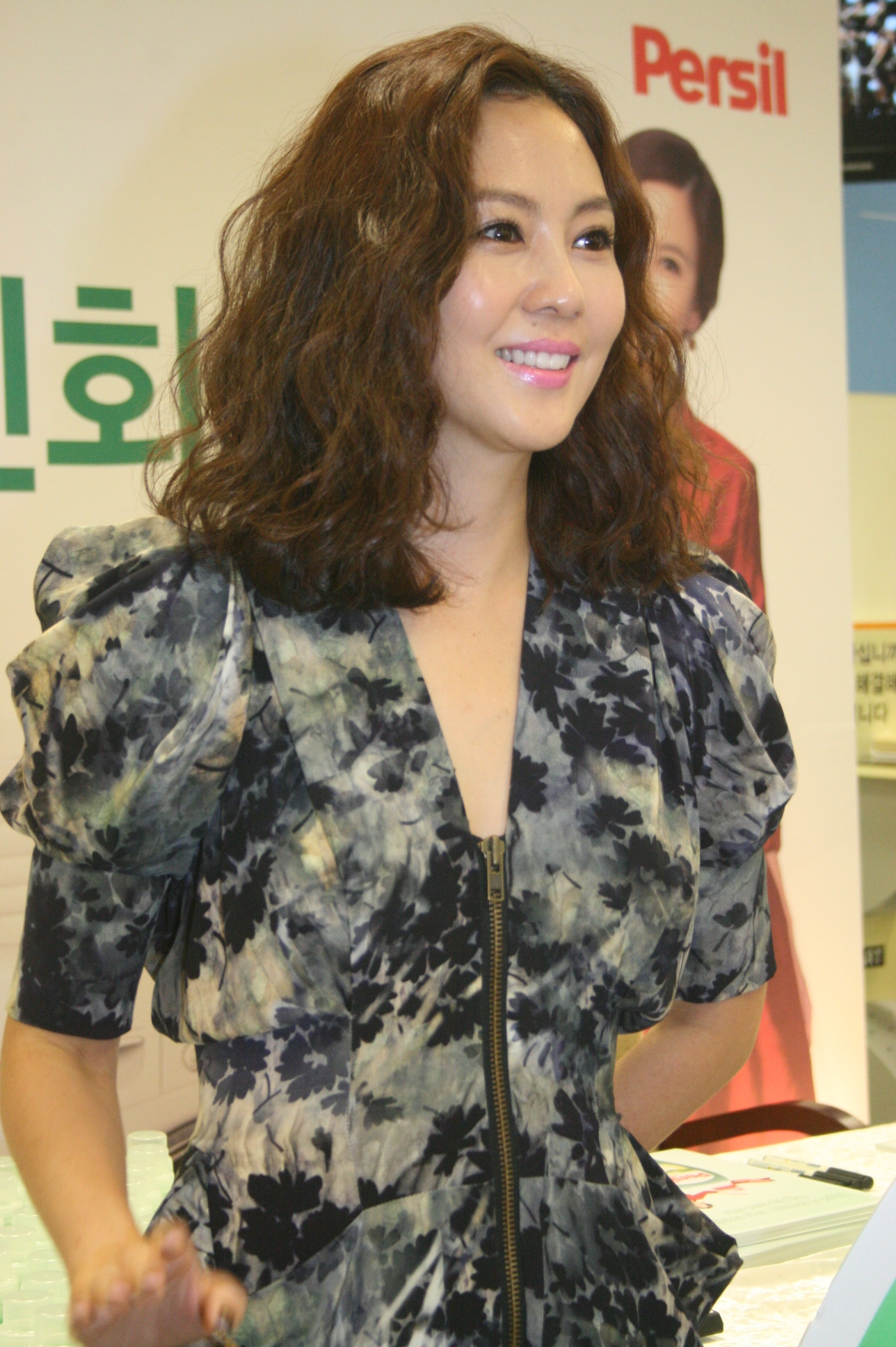
1992년 미스코리아 후보 김남주, 미스 경기 진
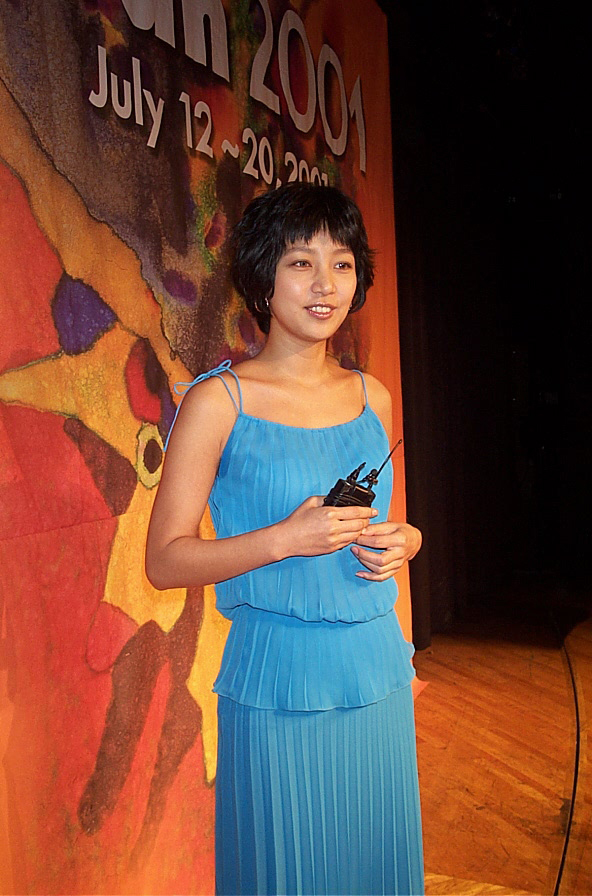
1993년 미스코리아 후보 장진영, 미스 대전-충남 진
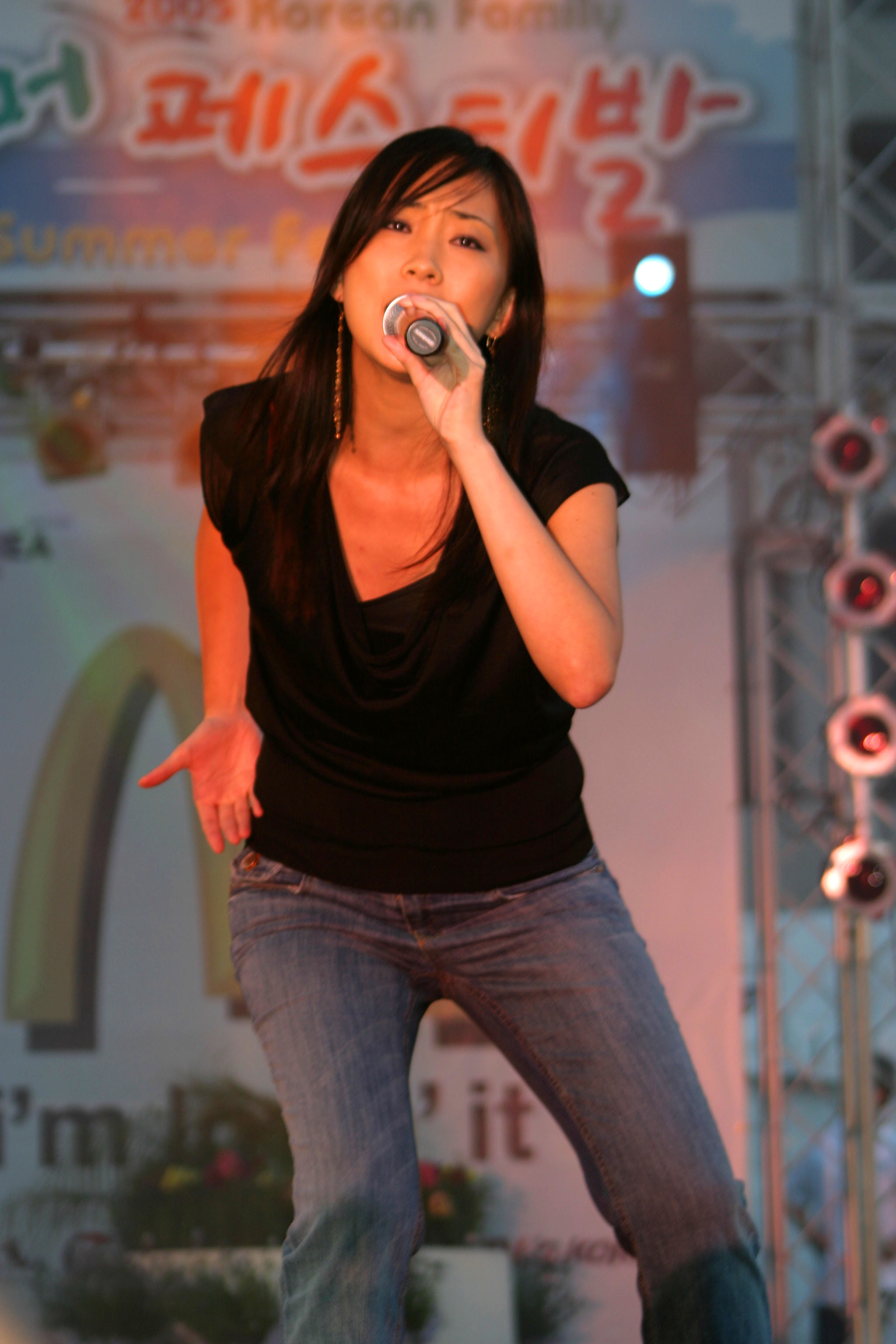
1995년 미스코리아 미참가 제이(정재영), 미스 워싱턴 선
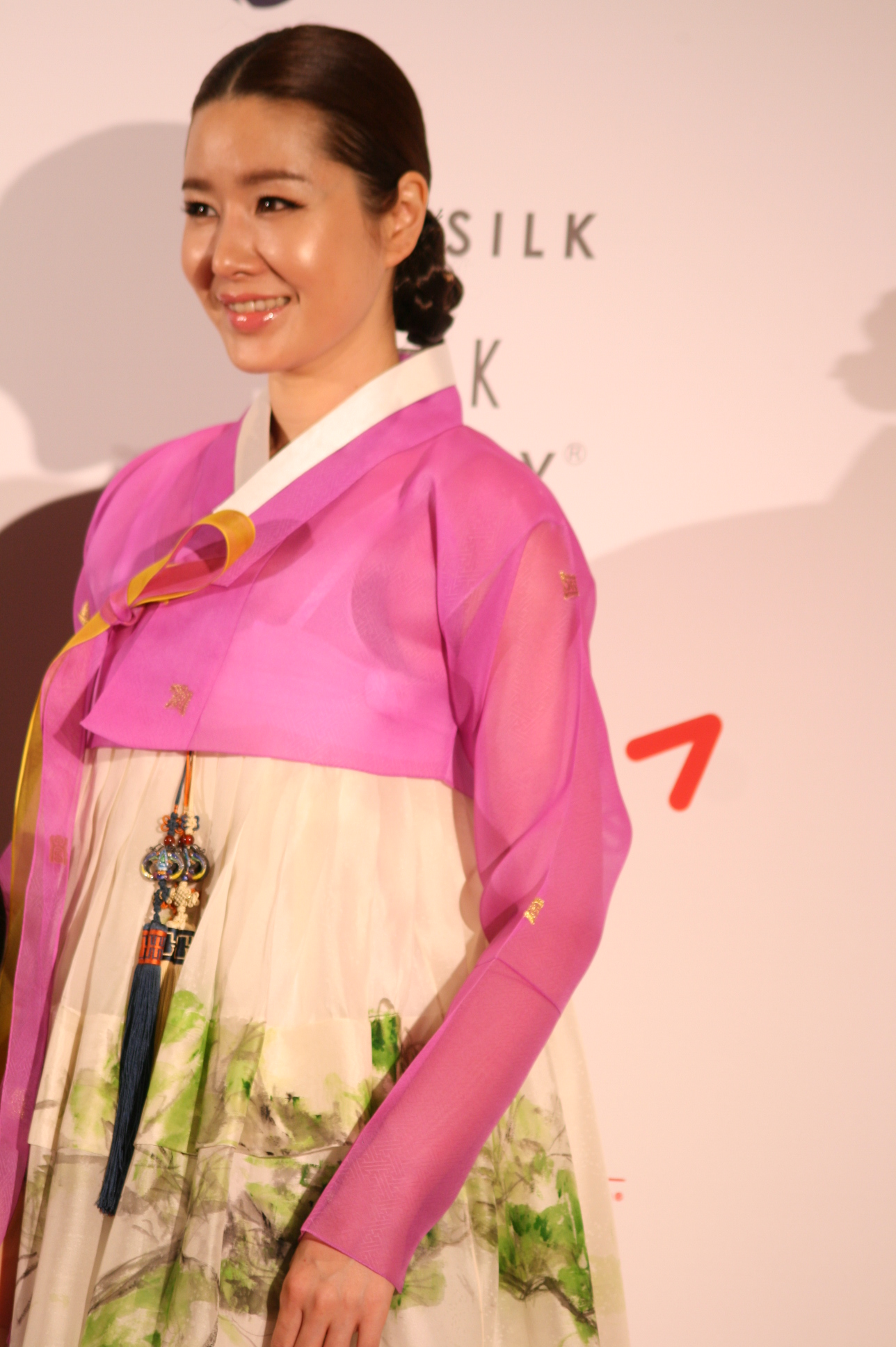
1997년 미스코리아 진 김지연, 미스 서울 진
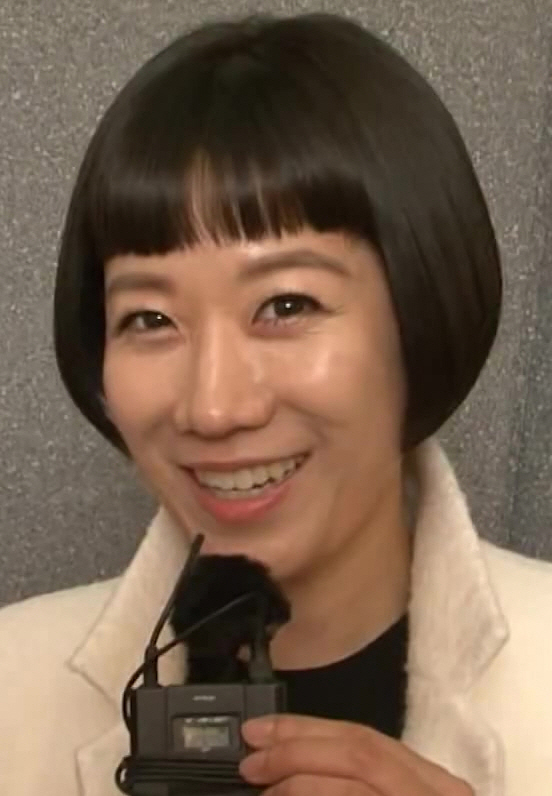
1997년 미스코리아 후보 전혜진(전이다), 미스 경남 선
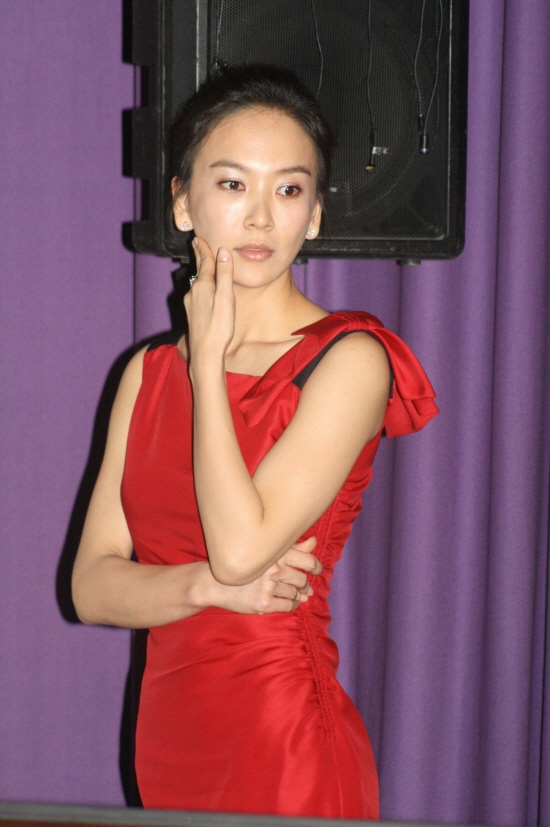
1998년 미스코리아 진 최지현, 미스 서울 진
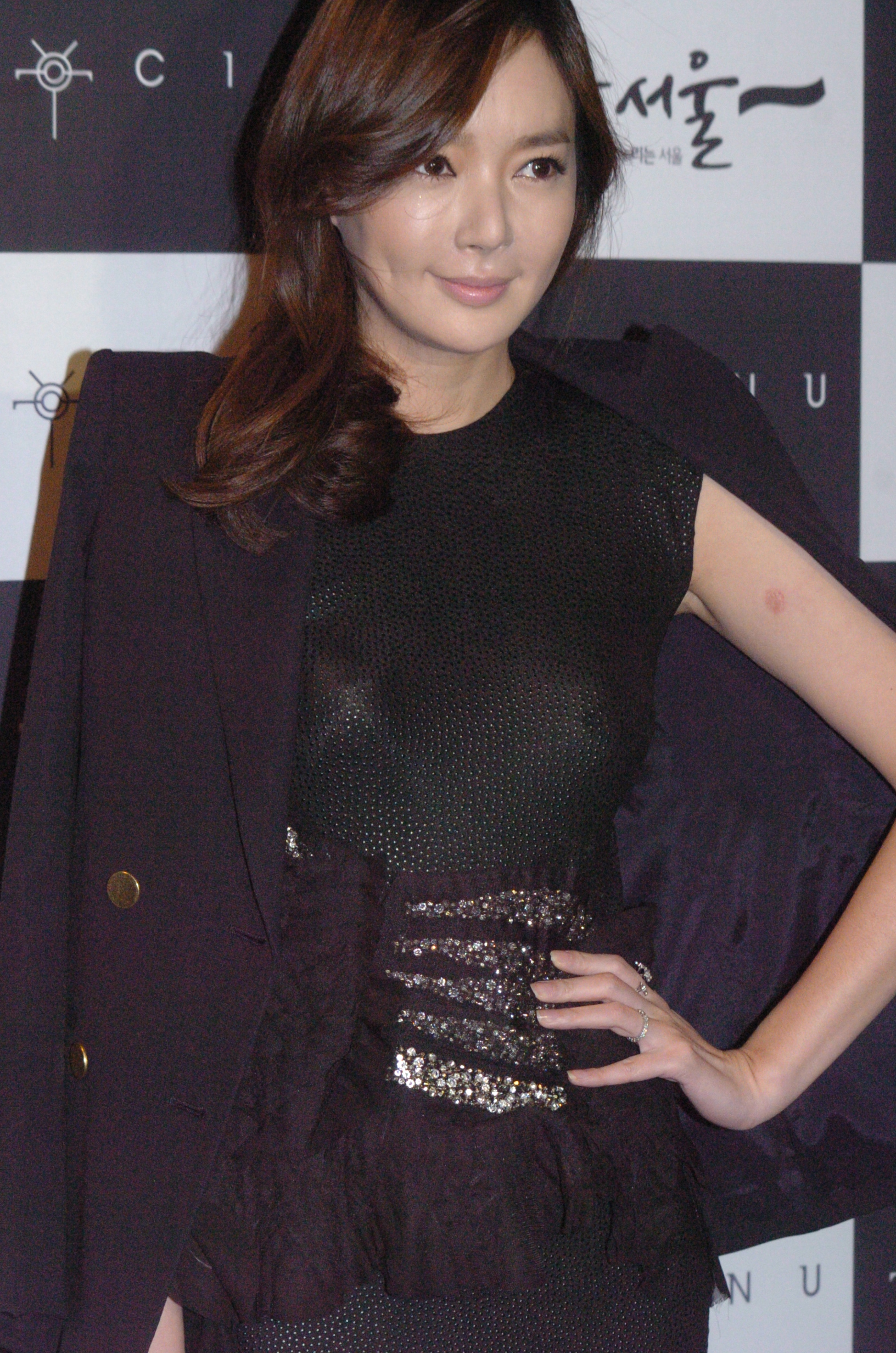
1999년 미스코리아 진 김연주, 미스 대전-충남 진
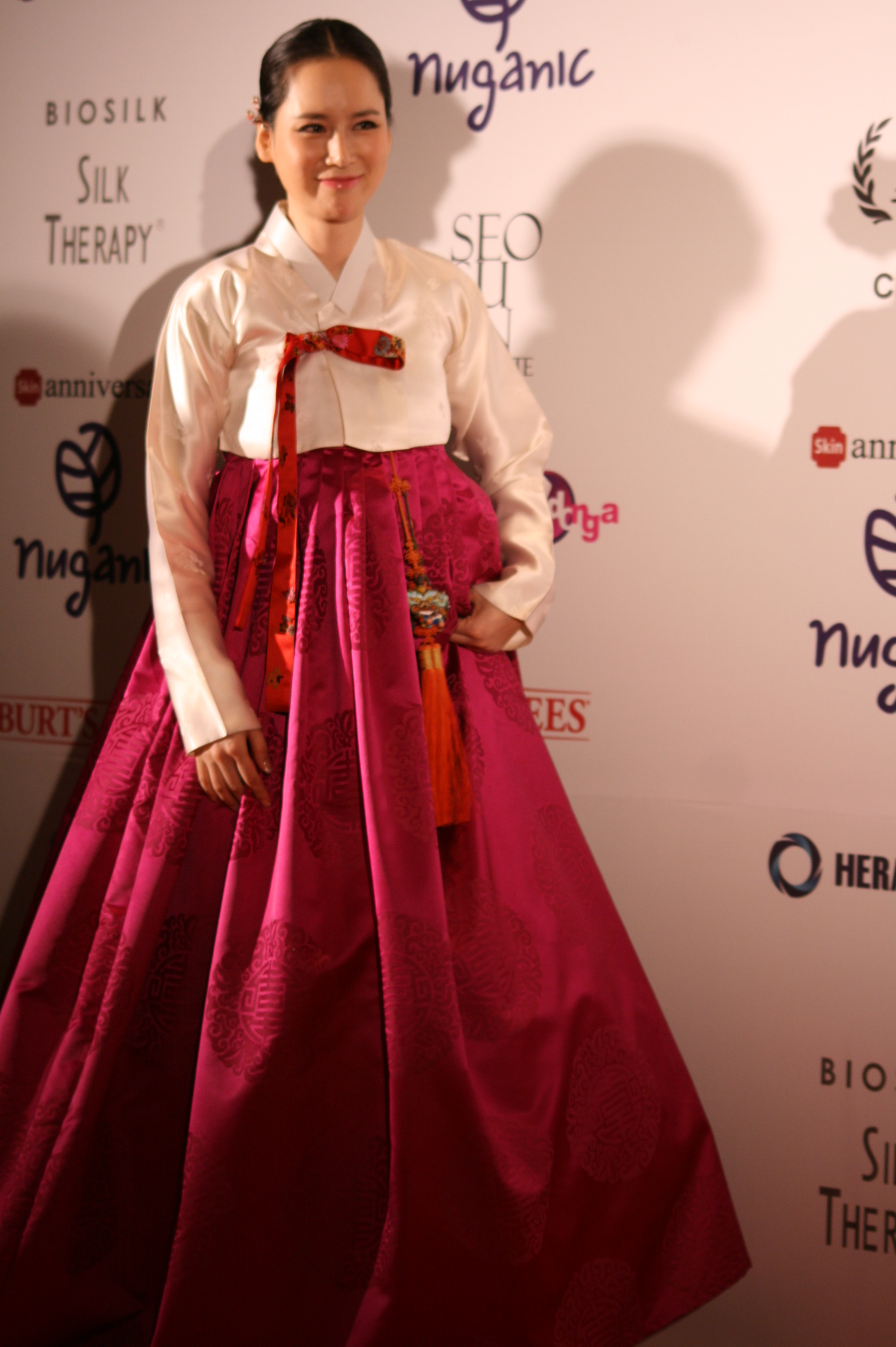
1999년 미스코리아 휠라 이혜원, 미스 서울 미
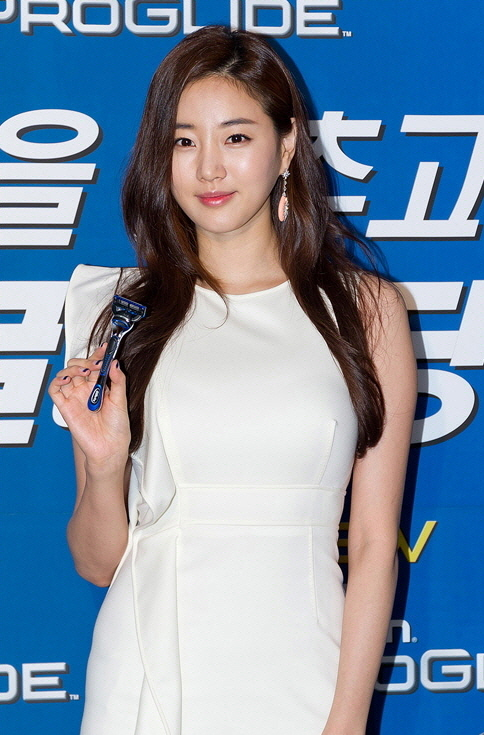
2000년 미스코리아 진 김사랑, 미스 서울 진
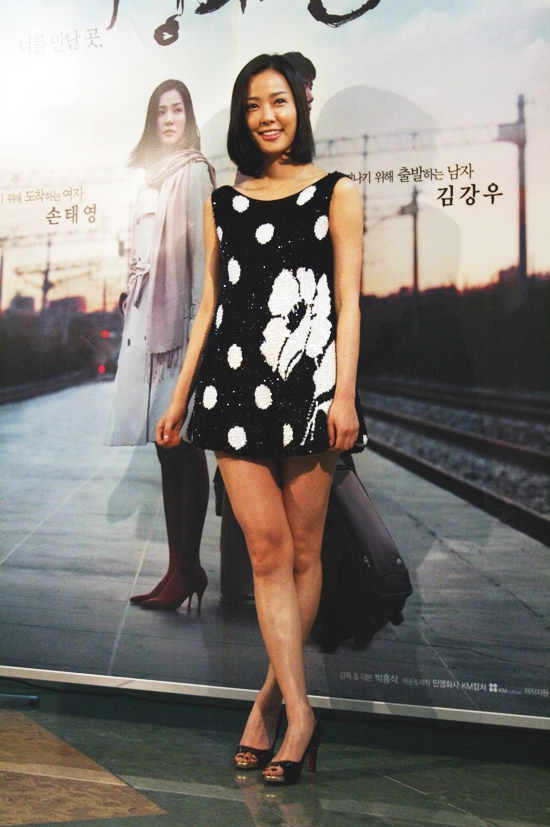
2000년 미스코리아 미 손태영, 미스 대구 진
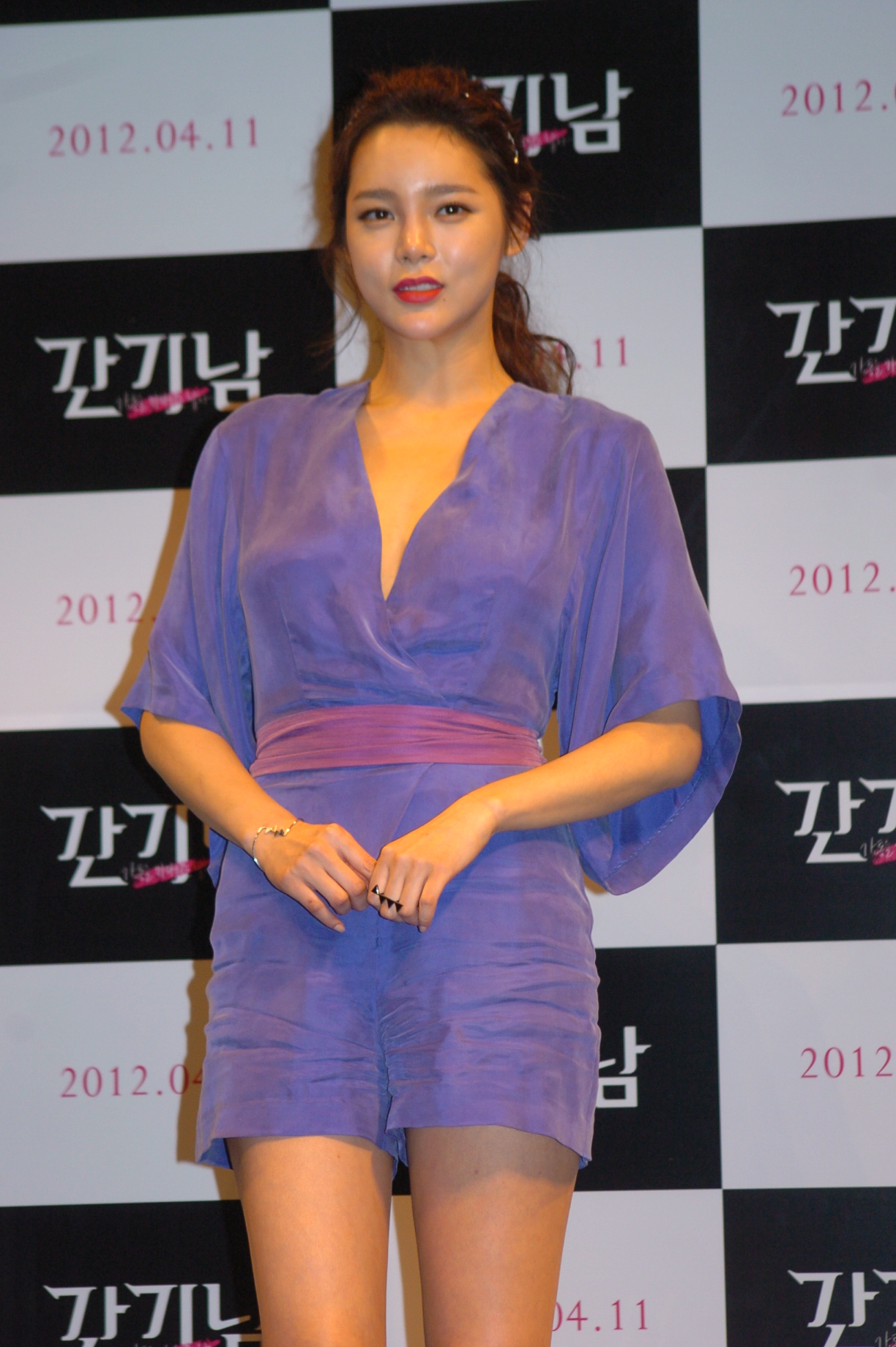
2000년 미스코리아 후보 박시연(박미선), 미스 서울 미
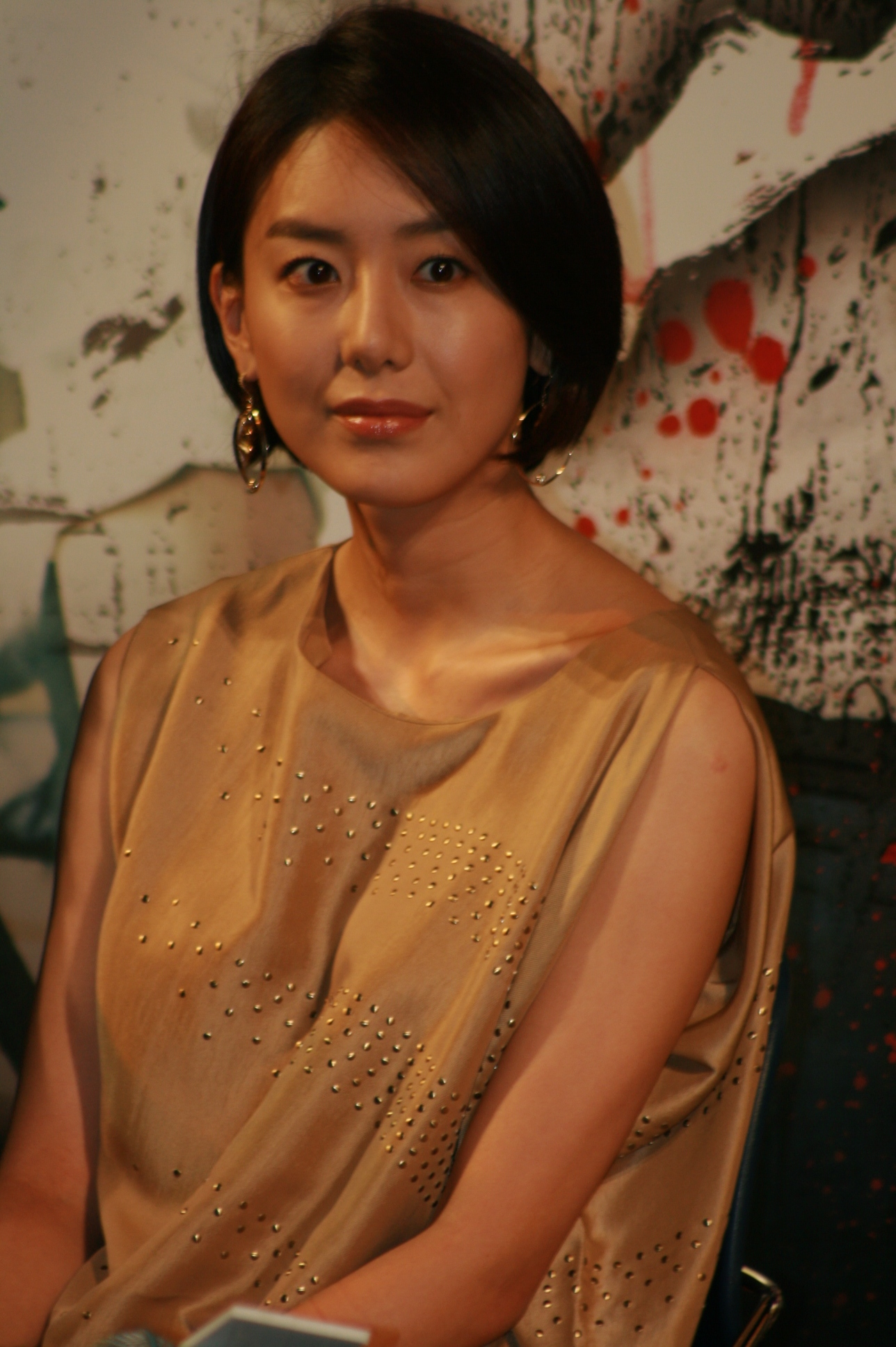
2000년 미스코리아 후보 윤정희, 미스 경기 미
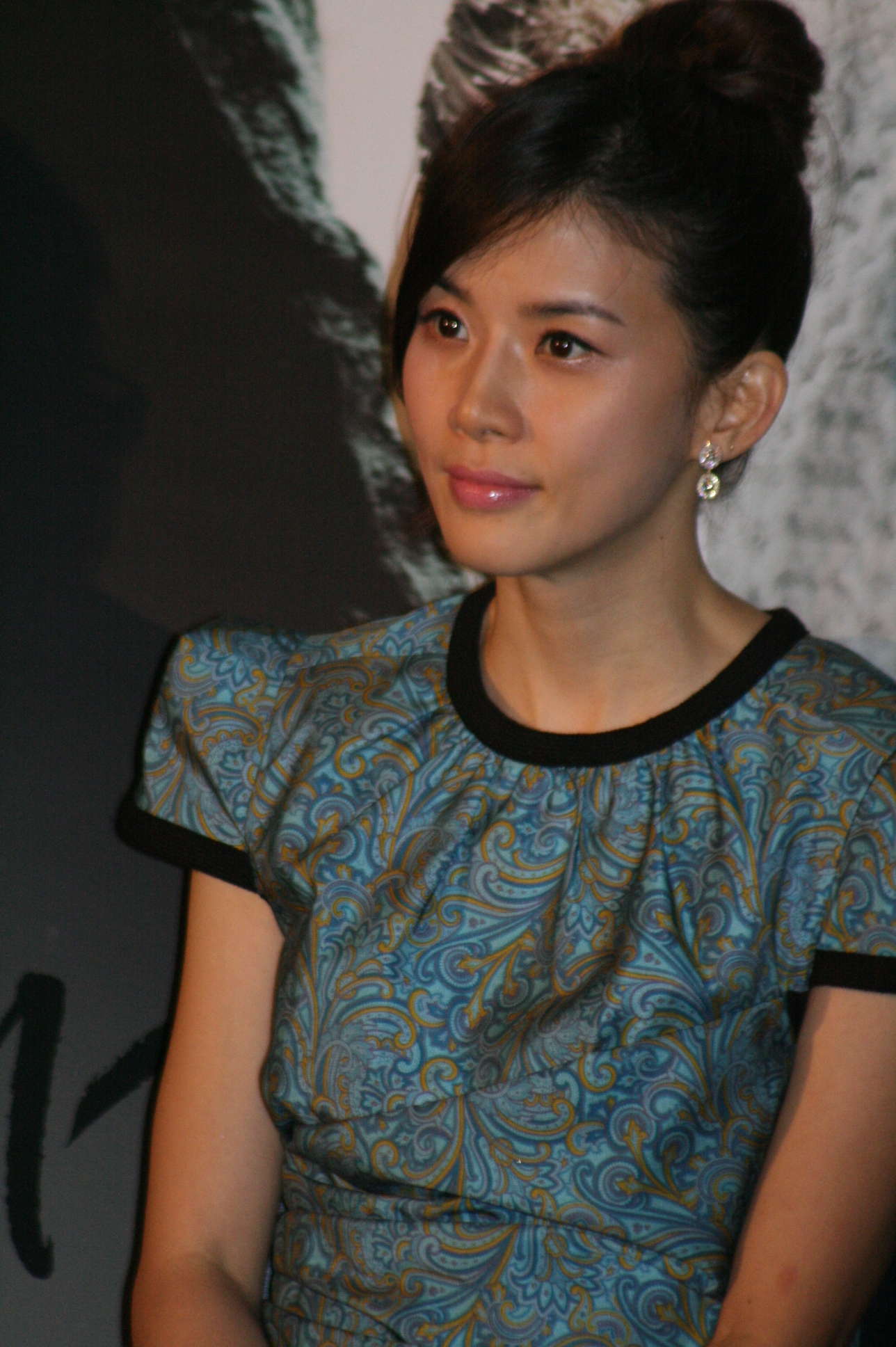
2000년 미스코리아 후보 이보영, 미스 대전-충남 진
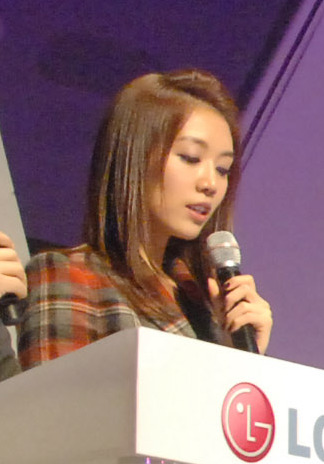
2001년 미스코리아 선 서현진, 미스 대구 선
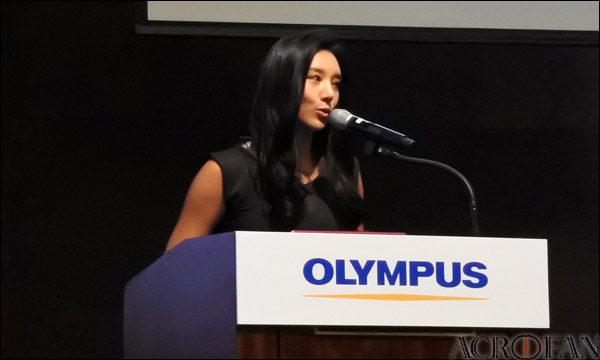
2001년 미스코리아 무크 정아름, 미스 서울 선
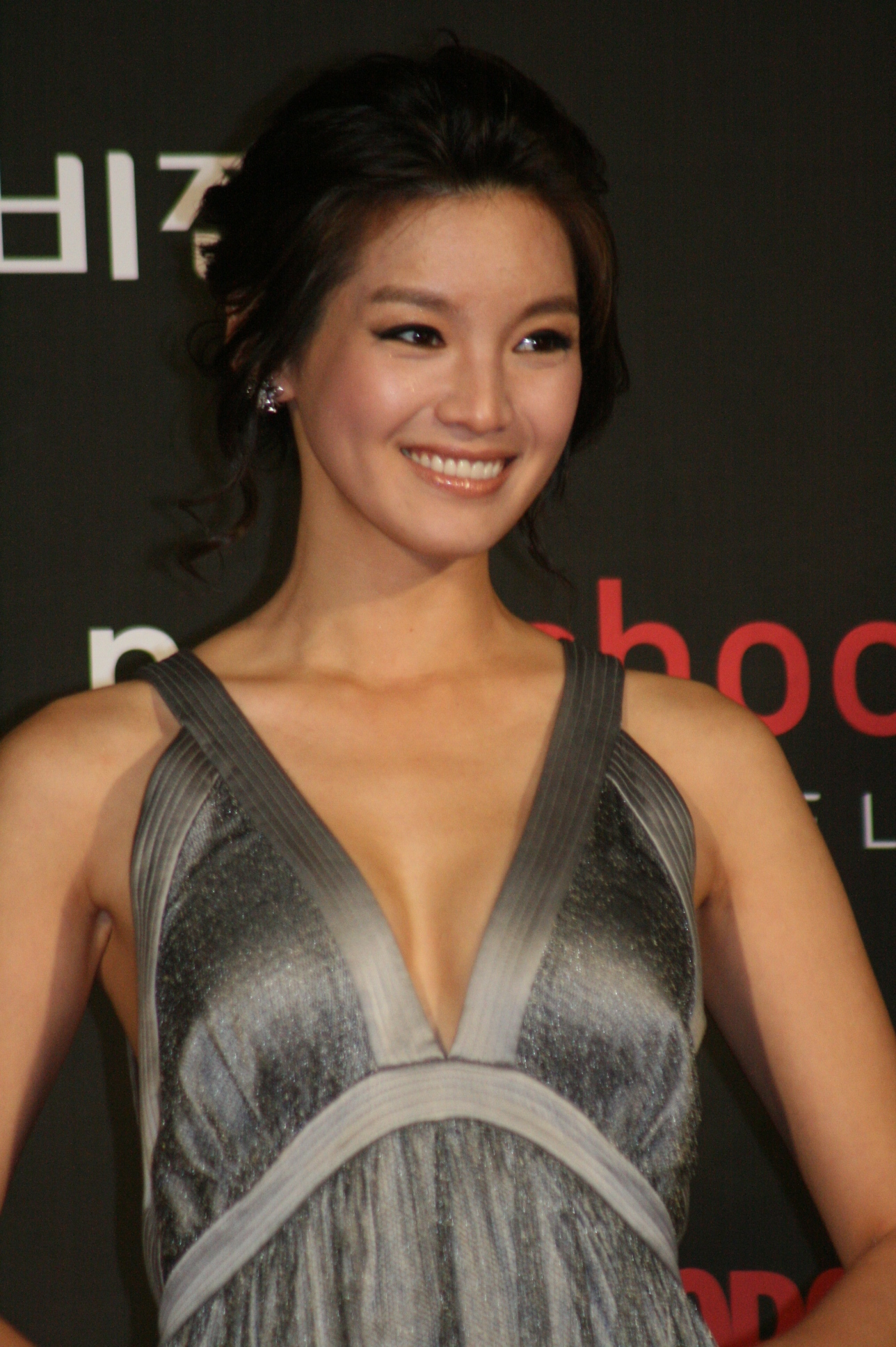
2001년 미스코리아 후보 정가은(백성향), 미스 경남 선
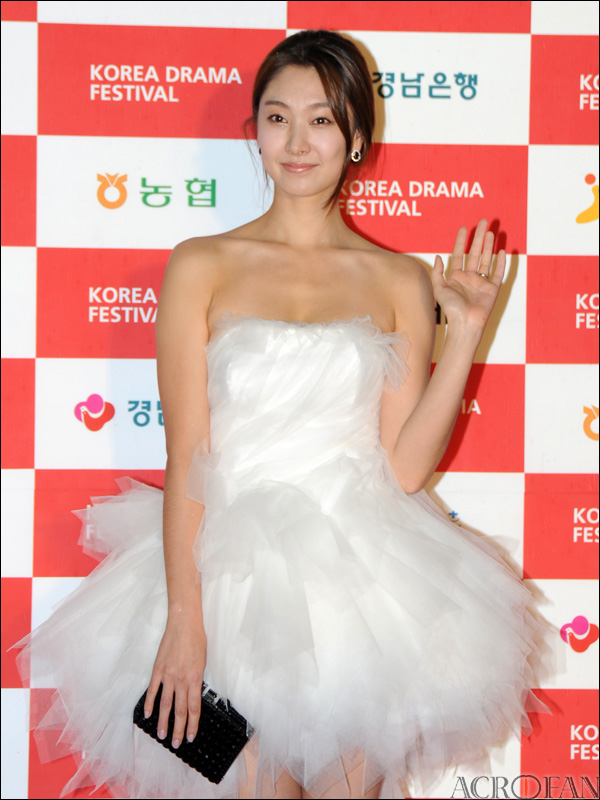
2003년 미스코리아 후보 차현정, 미스 강원 진
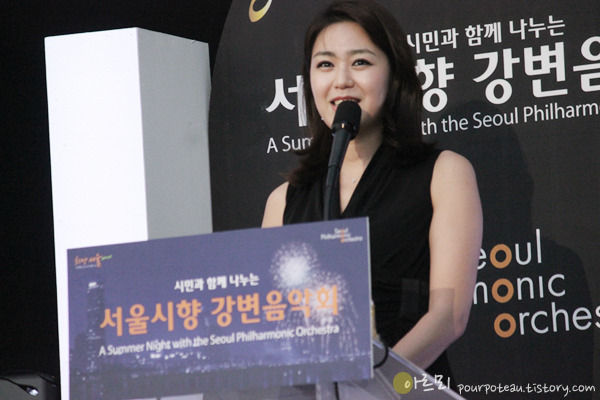
2005년 미스코리아 진 김주희, 미스 서울 진
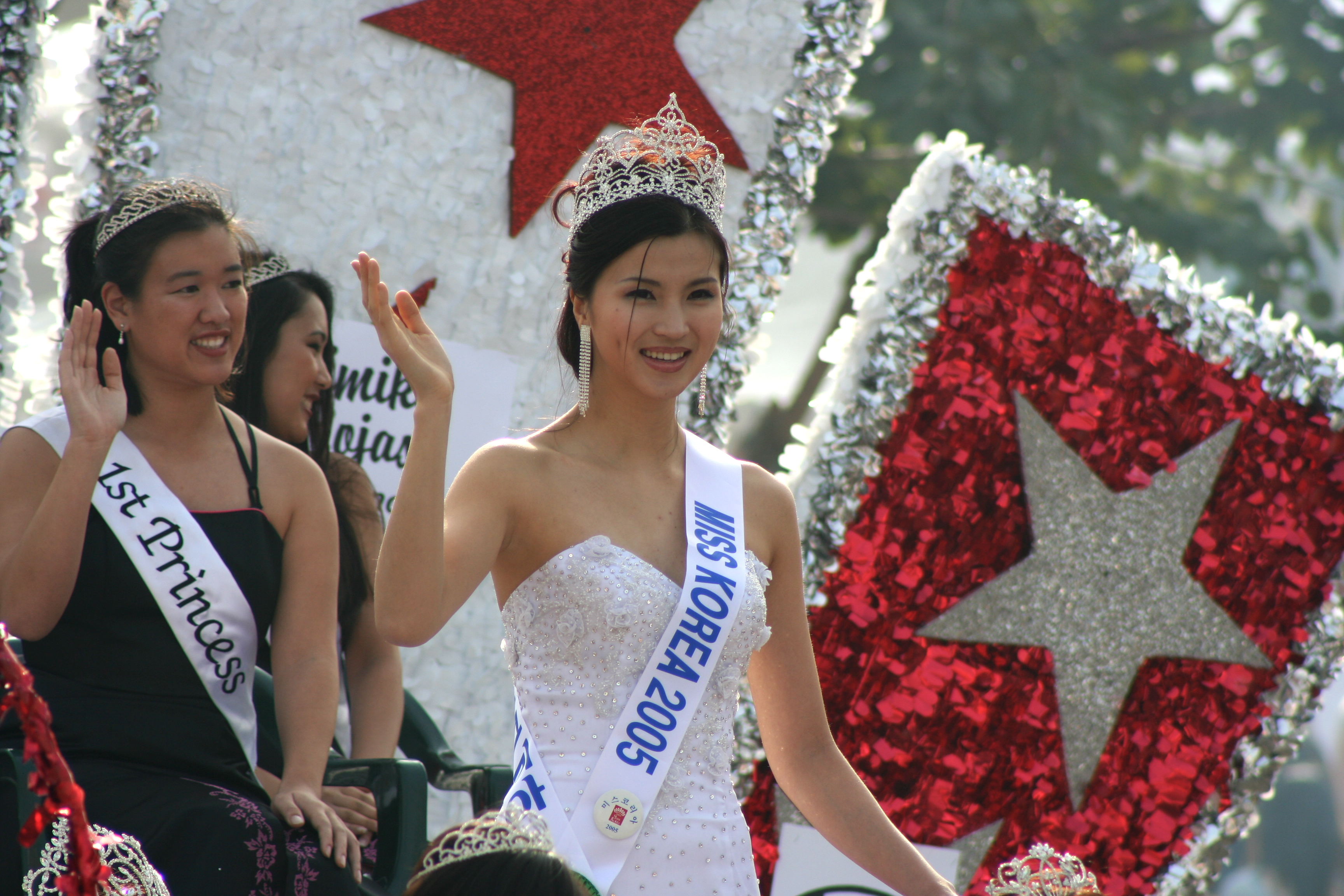
2005년 미스코리아 미 유혜미, 미스 경기 진
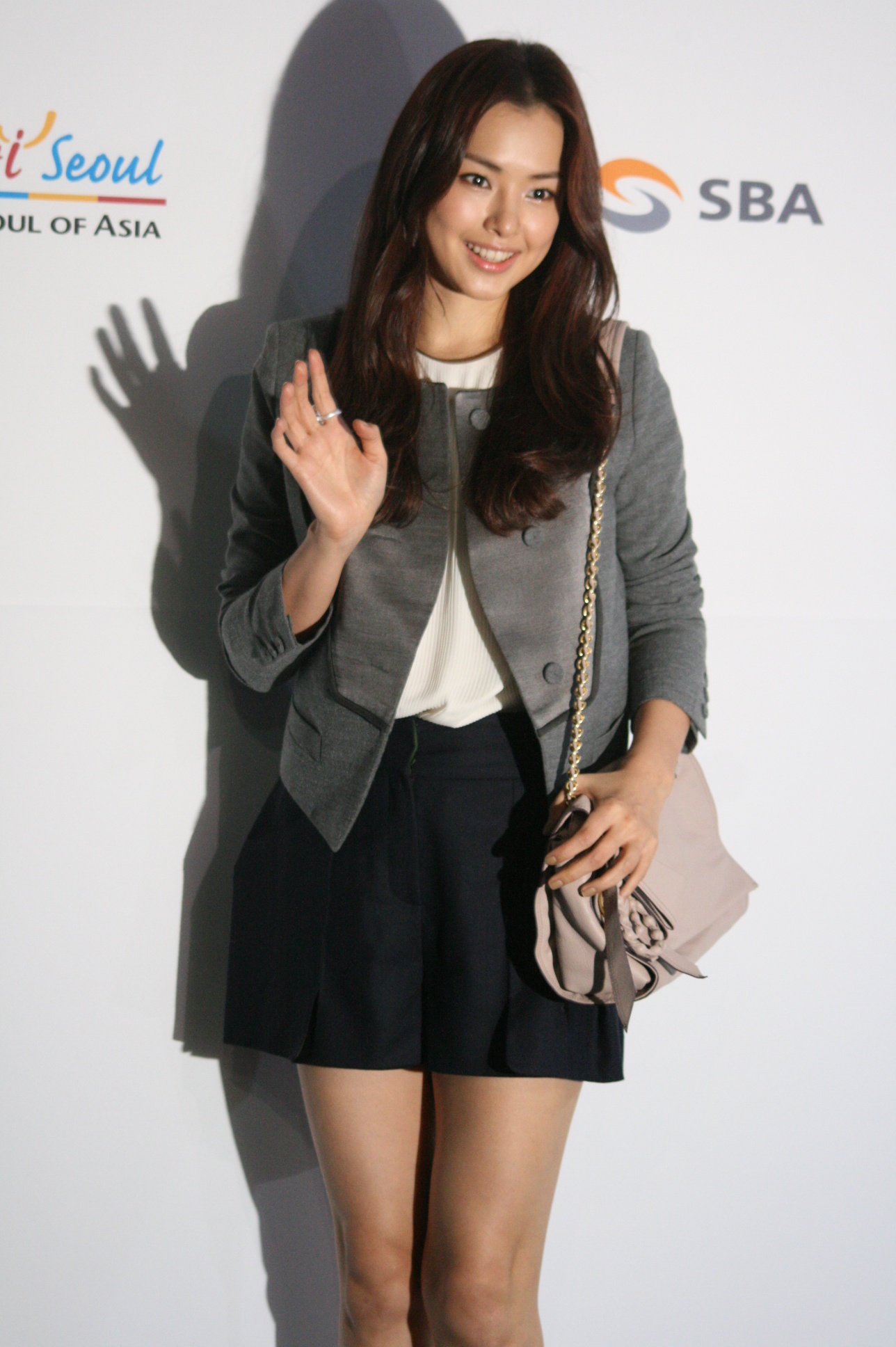
2006년 미스코리아 진 이하늬, 미스 서울 진
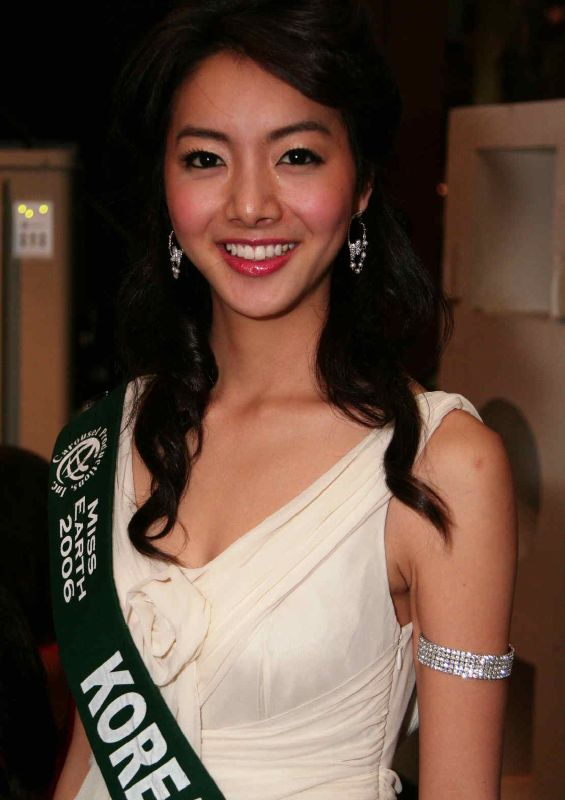
2006년 미스코리아 미 박희정, 미스 부산 선
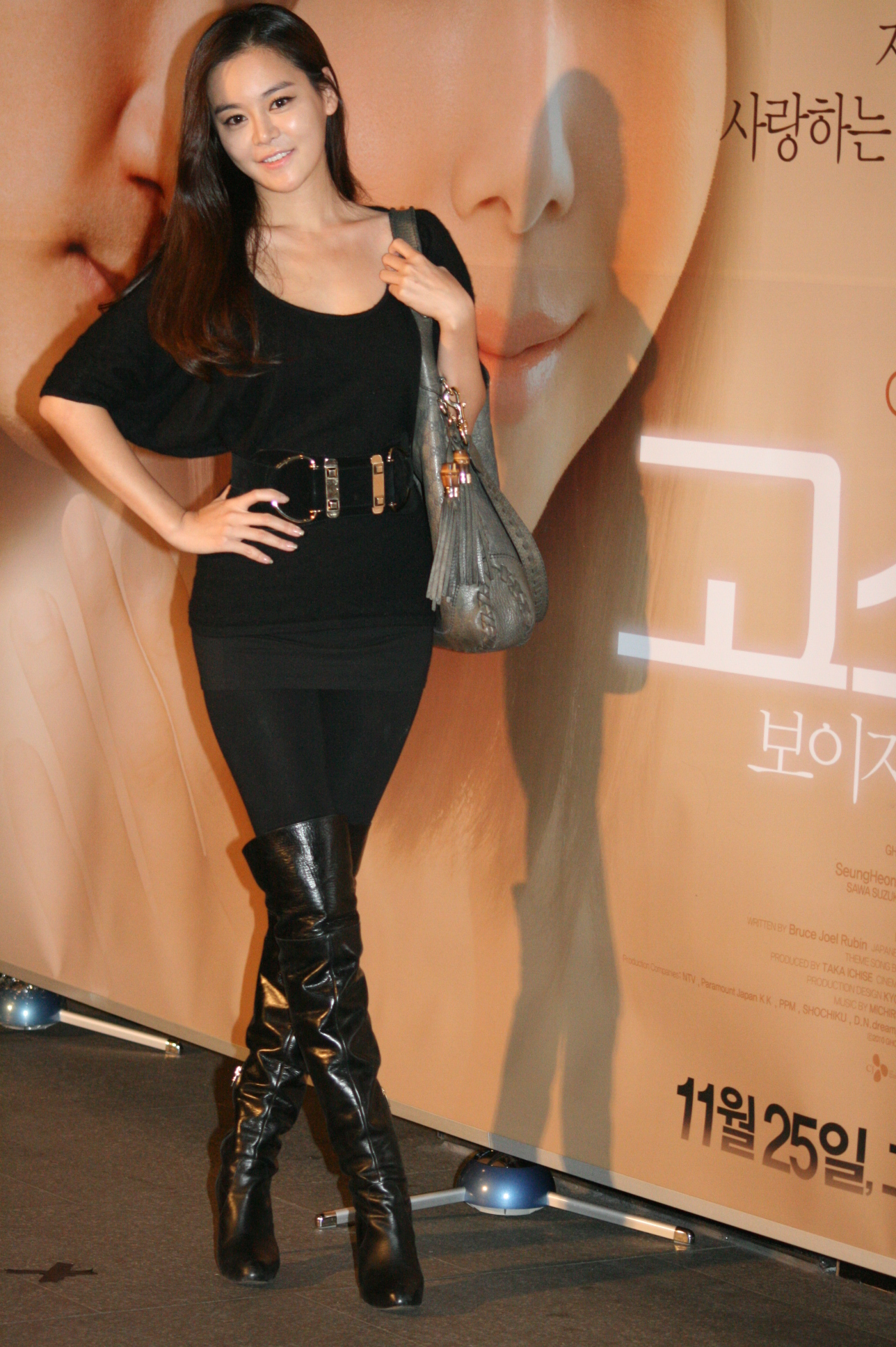
2007년 미스코리아 진 이지선, 미스 서울 진
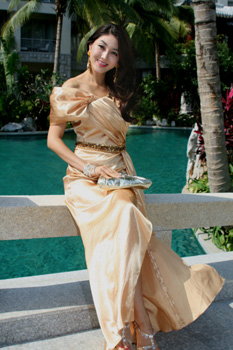
2007년 미스코리아 선 조은주, 미스 제주 선
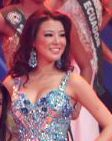
2007년 미스코리아 미 유지은, 미스 서울 미
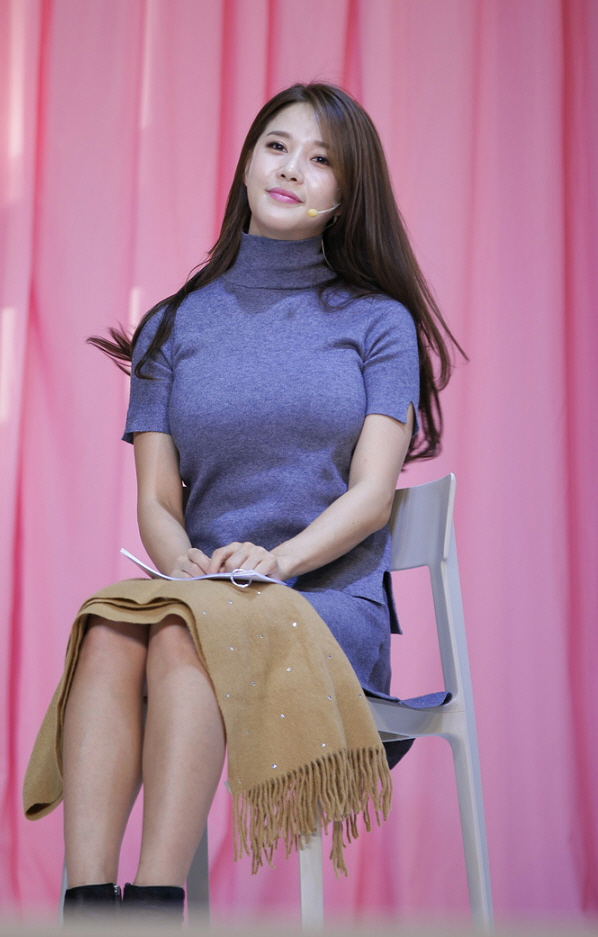
2007년 미스코리아 후보 레이 양(양민화), 미스 부산 진
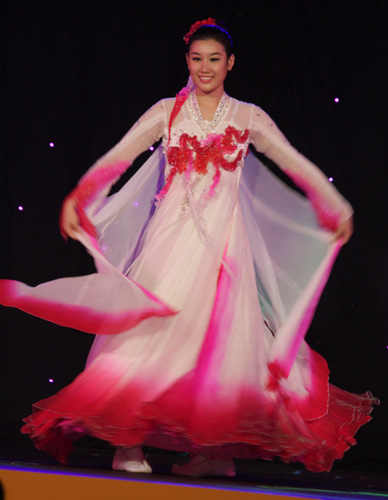
2008년 미스코리아 선 최보인, 미스 서울 미
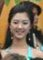
2008년 미스코리아 미 서설희, 미스 경북 진
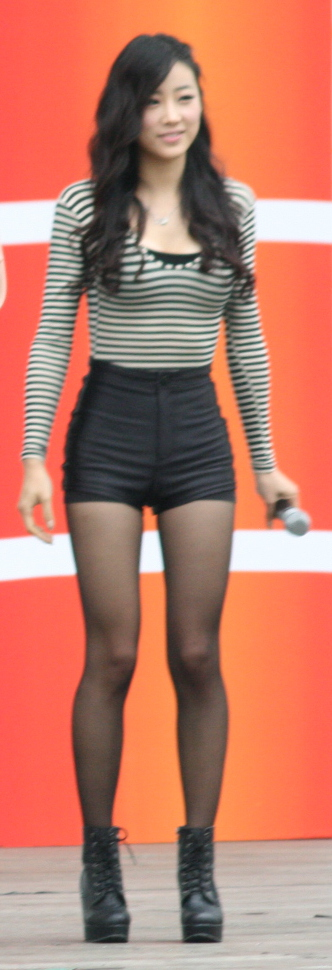
2008년 미스코리아 후보 예진(한예진), 미스 시애틀 진
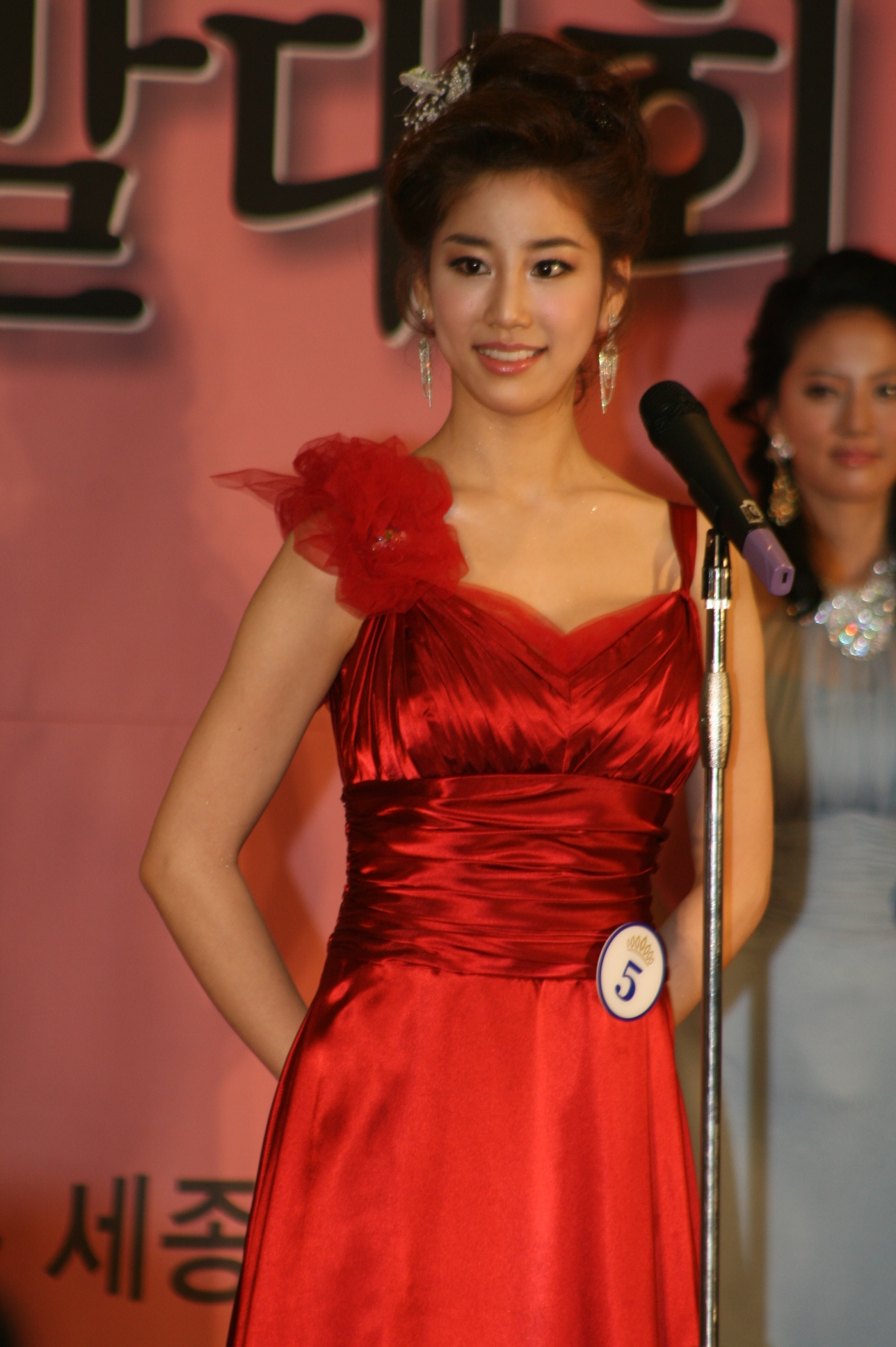
2009년 미스코리아 진 김주리, 미스 서울 진
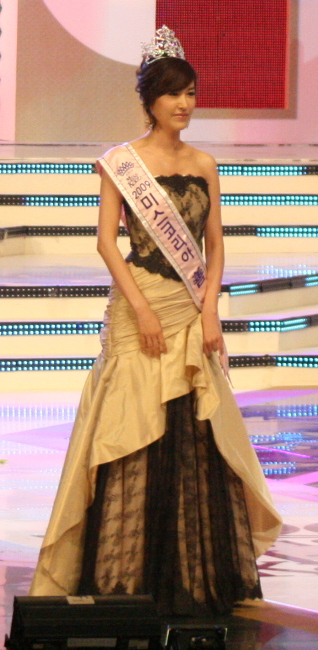
2009년 미스코리아 선 차예린, 미스 전북 진
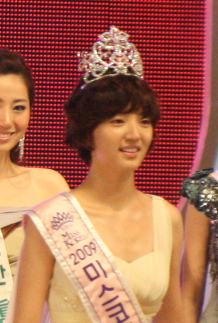
2009년 미스코리아 선 서은채(서은미), 미스 대구 진
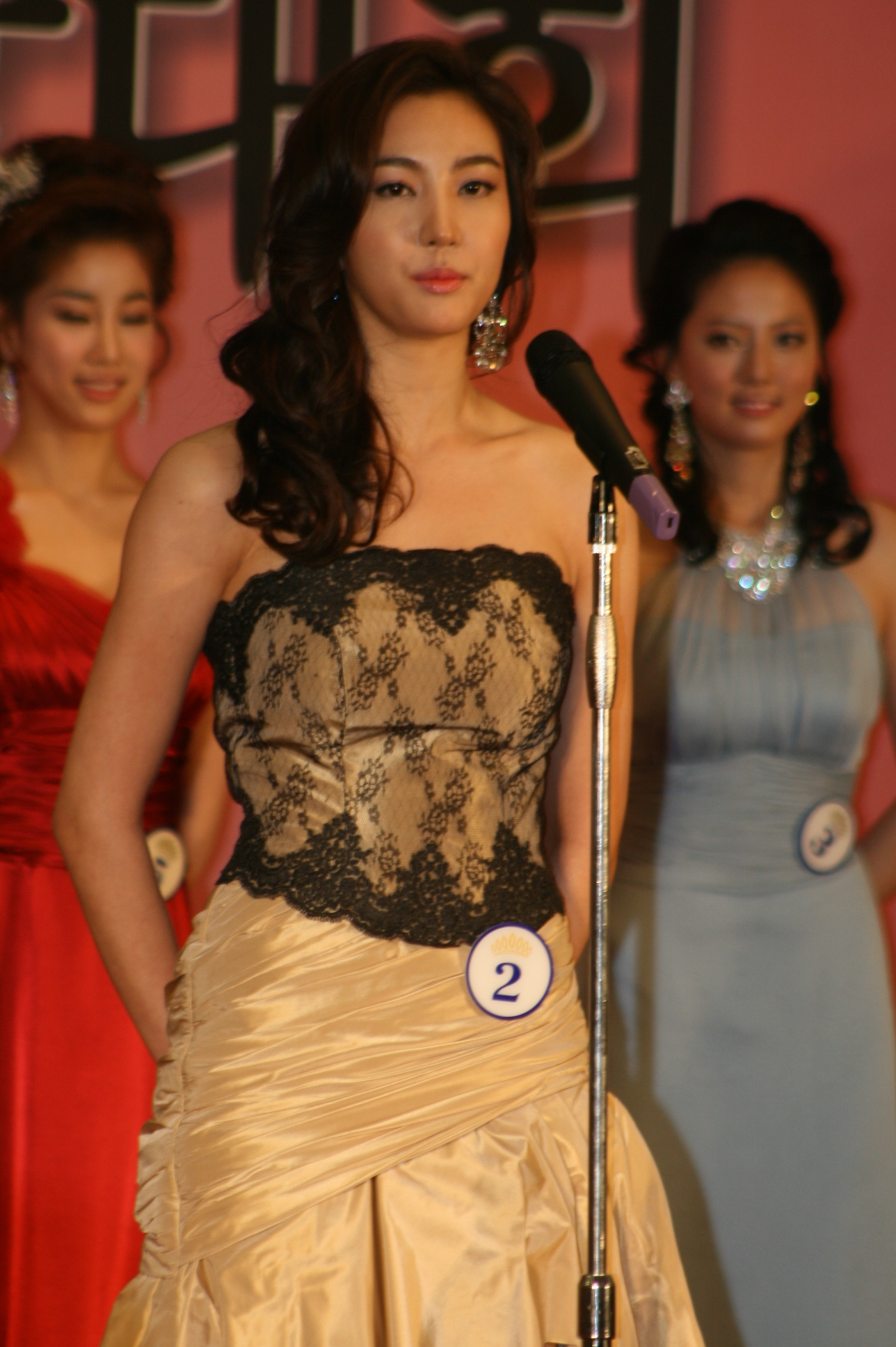
2009년 미스코리아 미 박예주, 미스 서울 미
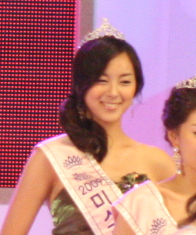
2009년 미스코리아 미 이슬기, 미스 강원 진
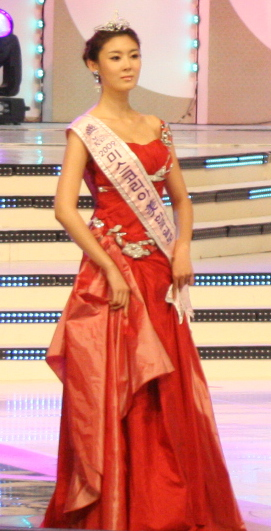
2009년 미스코리아 미 민서연(최지희), 미스 경기 진
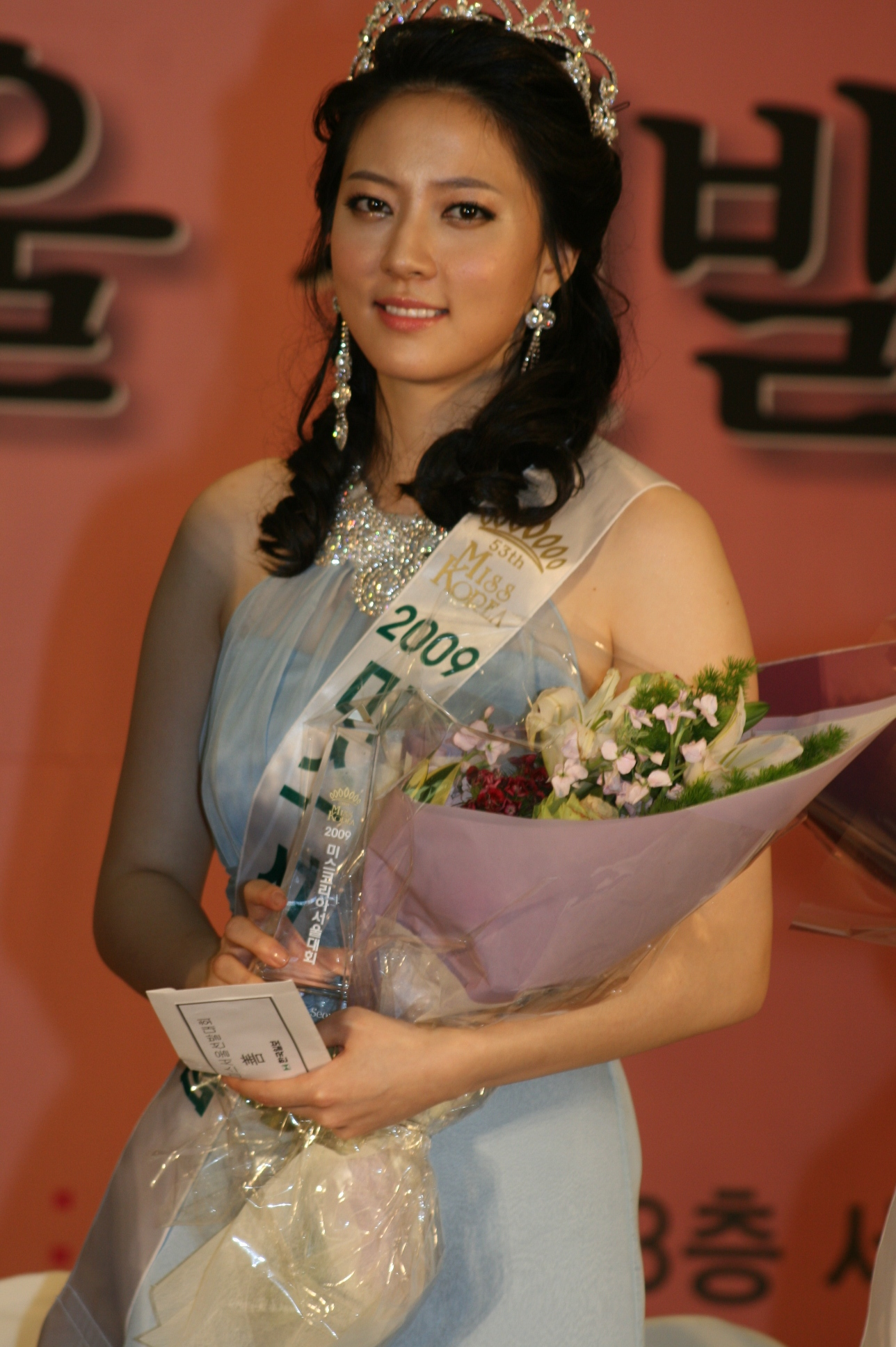
2009년 미스코리아 후보 왕지윤(왕지혜), 미스 서울 선
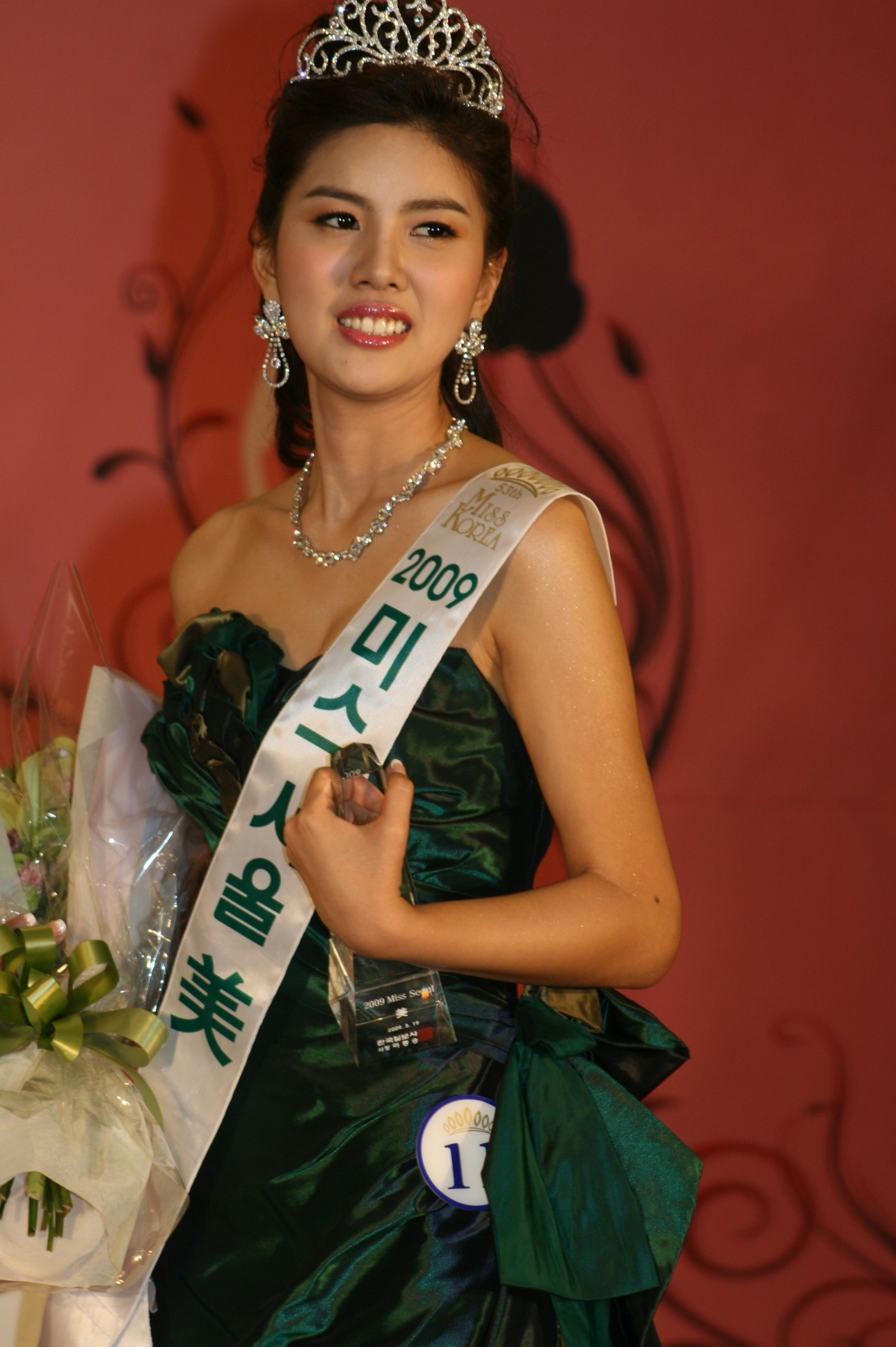
2009년 미스코리아 후보 김은수, 미스 서울 미
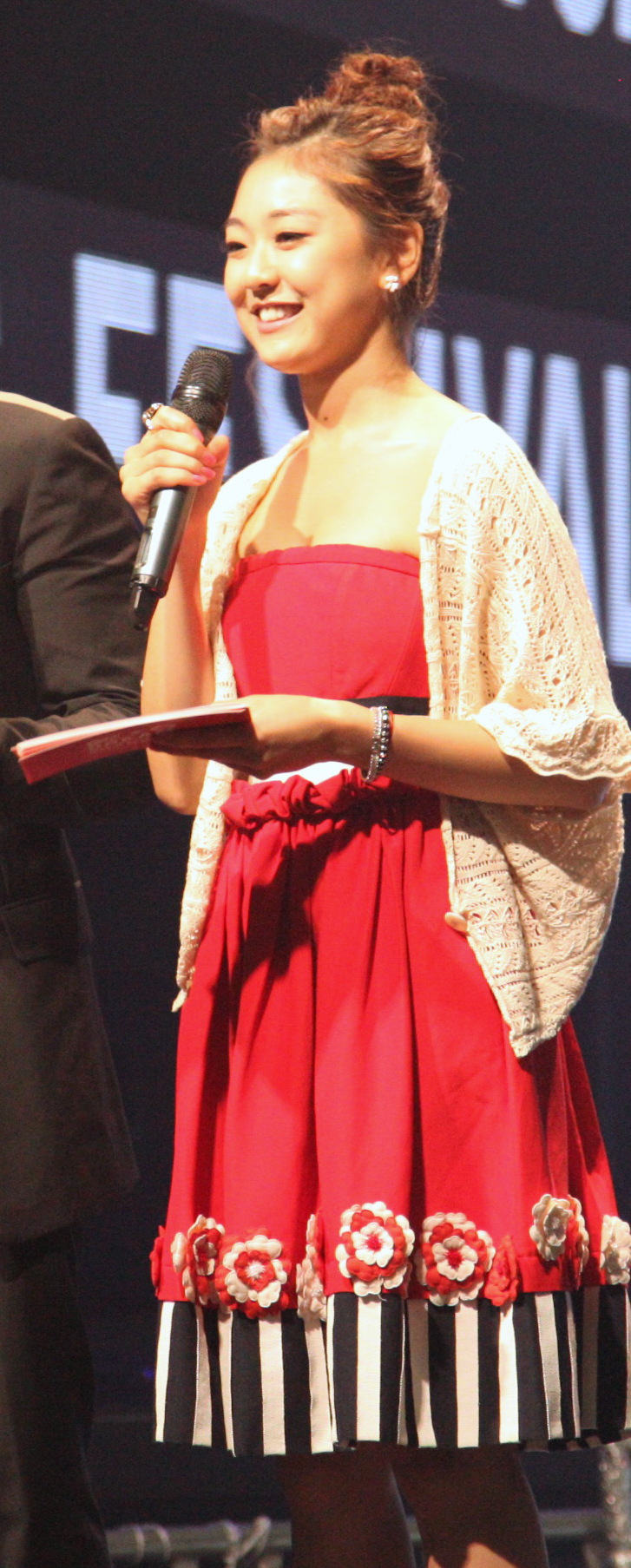
2009년 미스코리아 후보 리세(권리세), 미스 일본 진
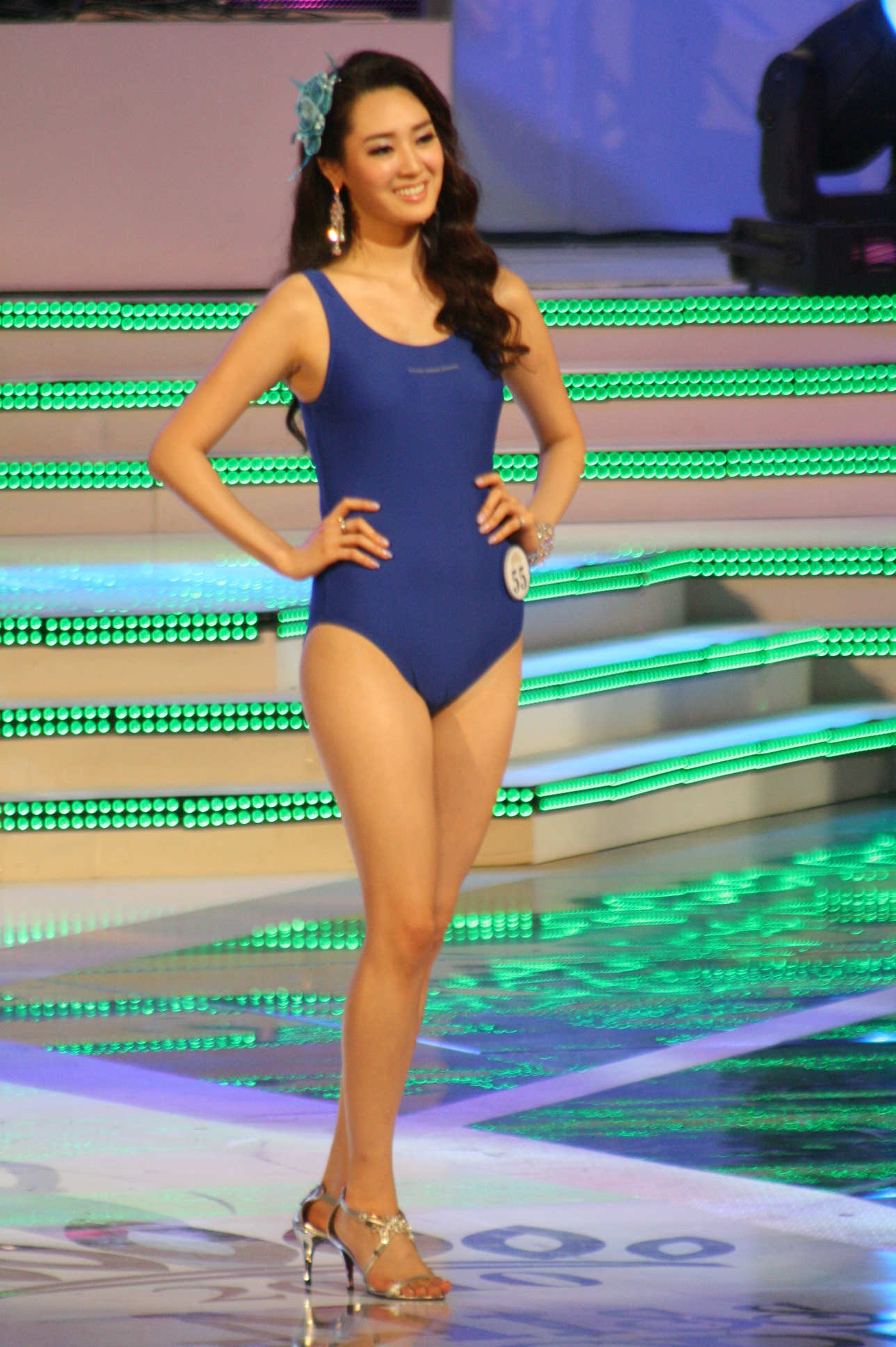
2010년 미스코리아 진 정소라, 미스 서울 선
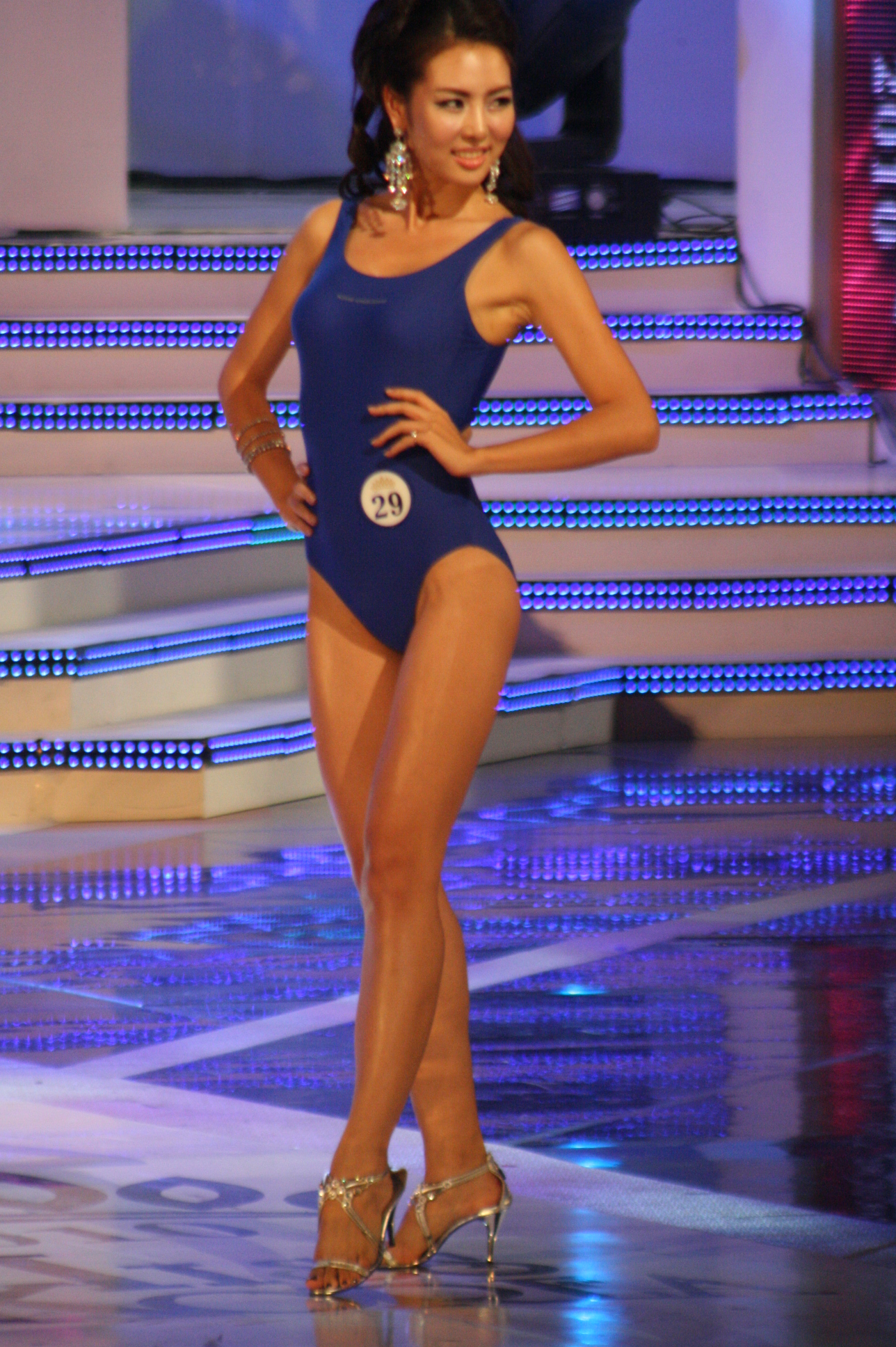
2010년 미스코리아 선 장윤진, 미스 서울 선
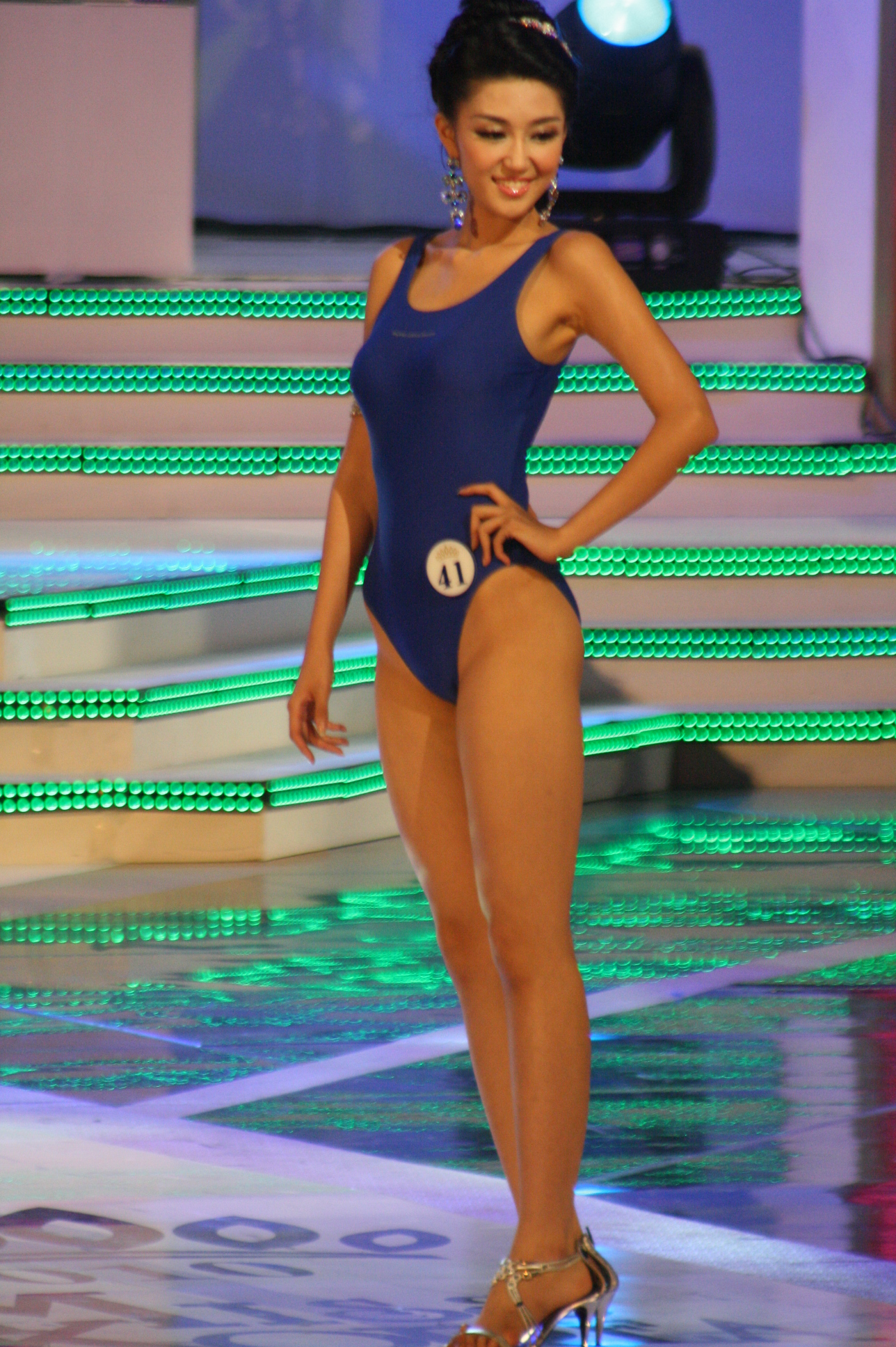
2010년 미스코리아 선 김혜영, 미스 경북 진
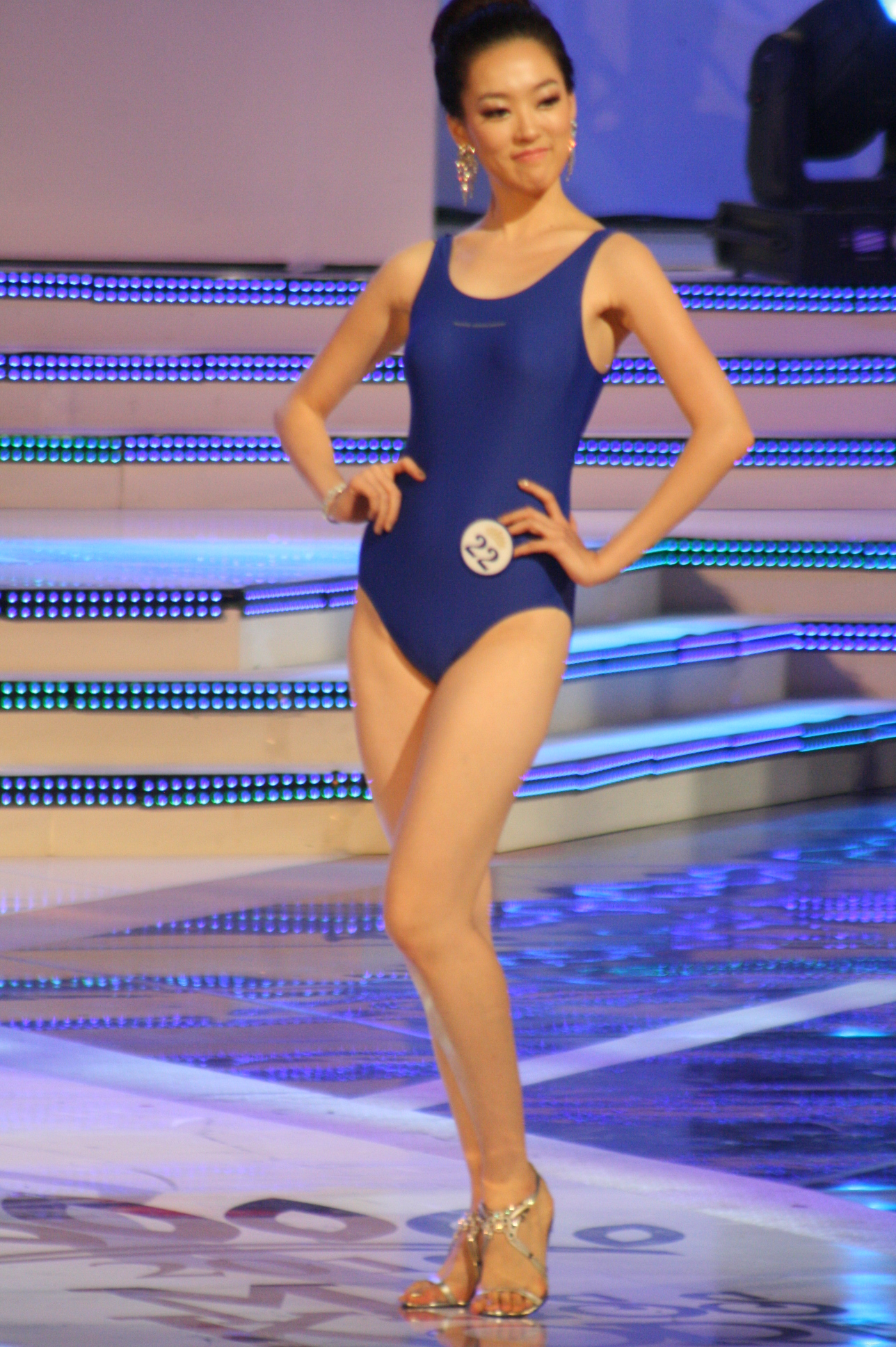
2010년 미스코리아 미 하현정, 미스 서울 미
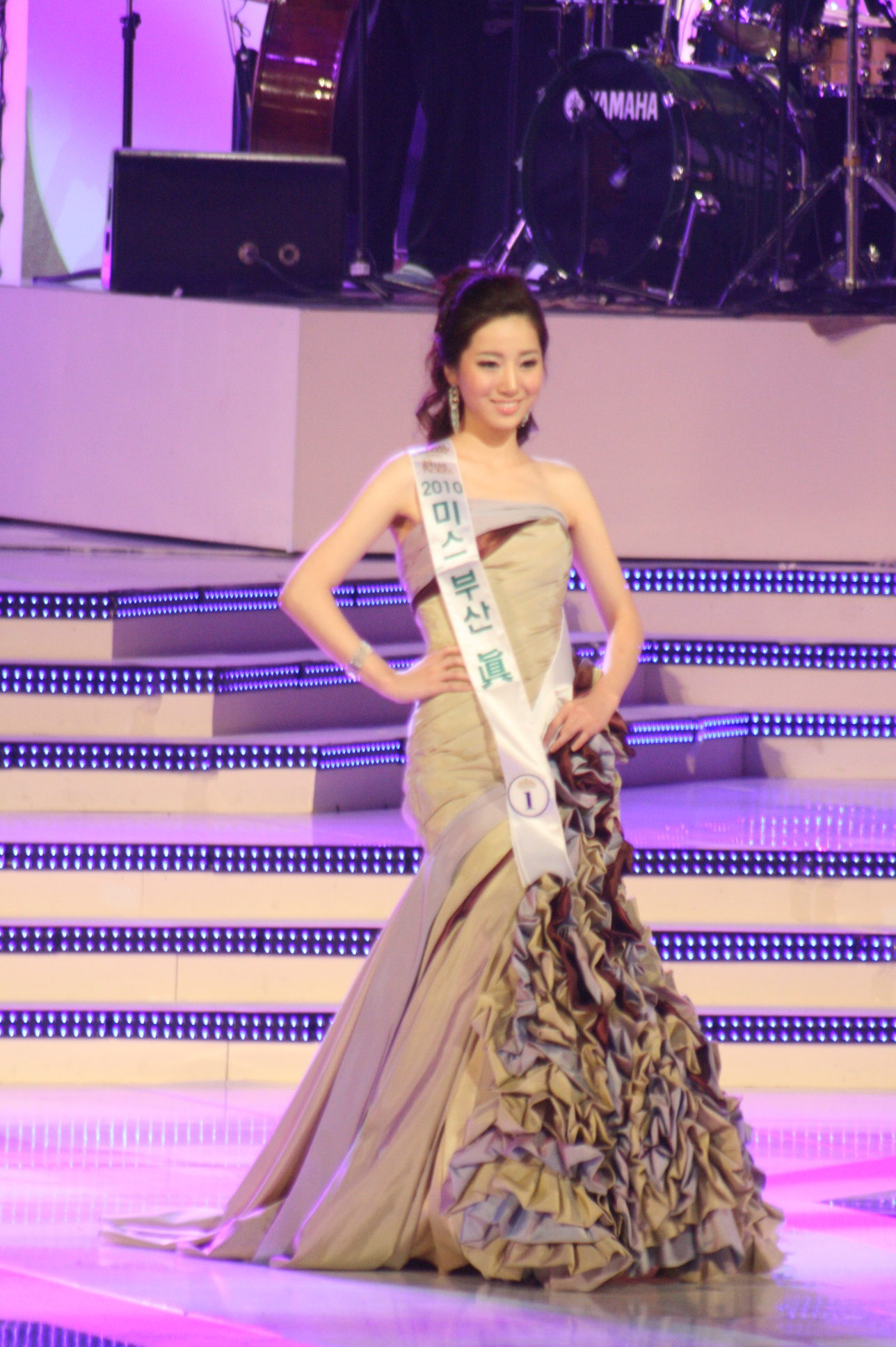
2010년 미스코리아 미 고현영, 미스 부산 진
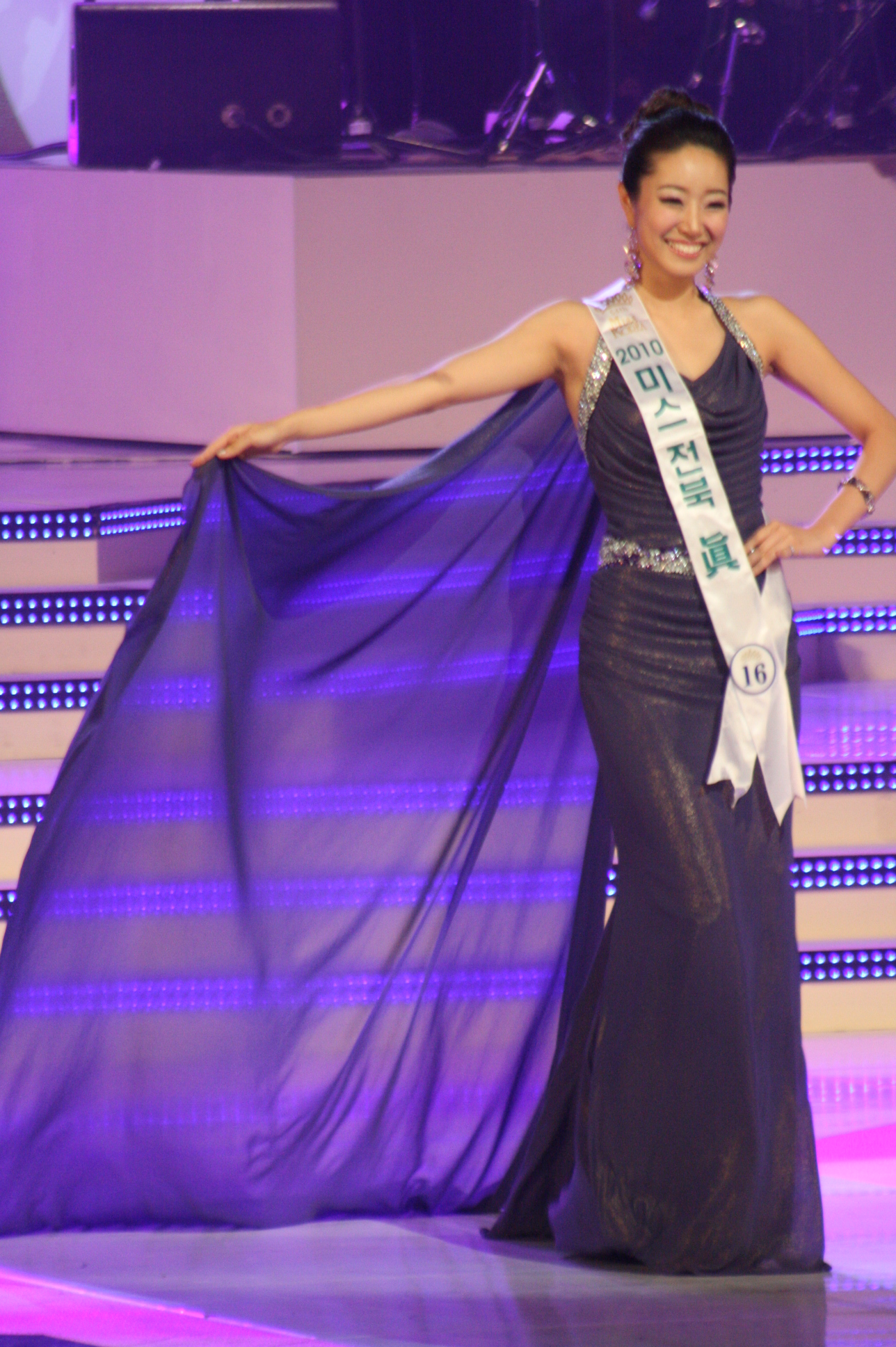
2010년 미스코리아 미 이귀주, 미스 전북 진
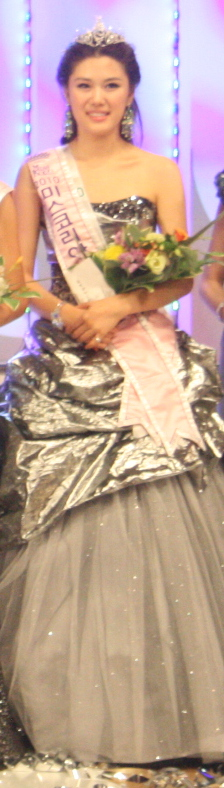
2010년 미스코리아 미 안다혜, 미스 충북 선
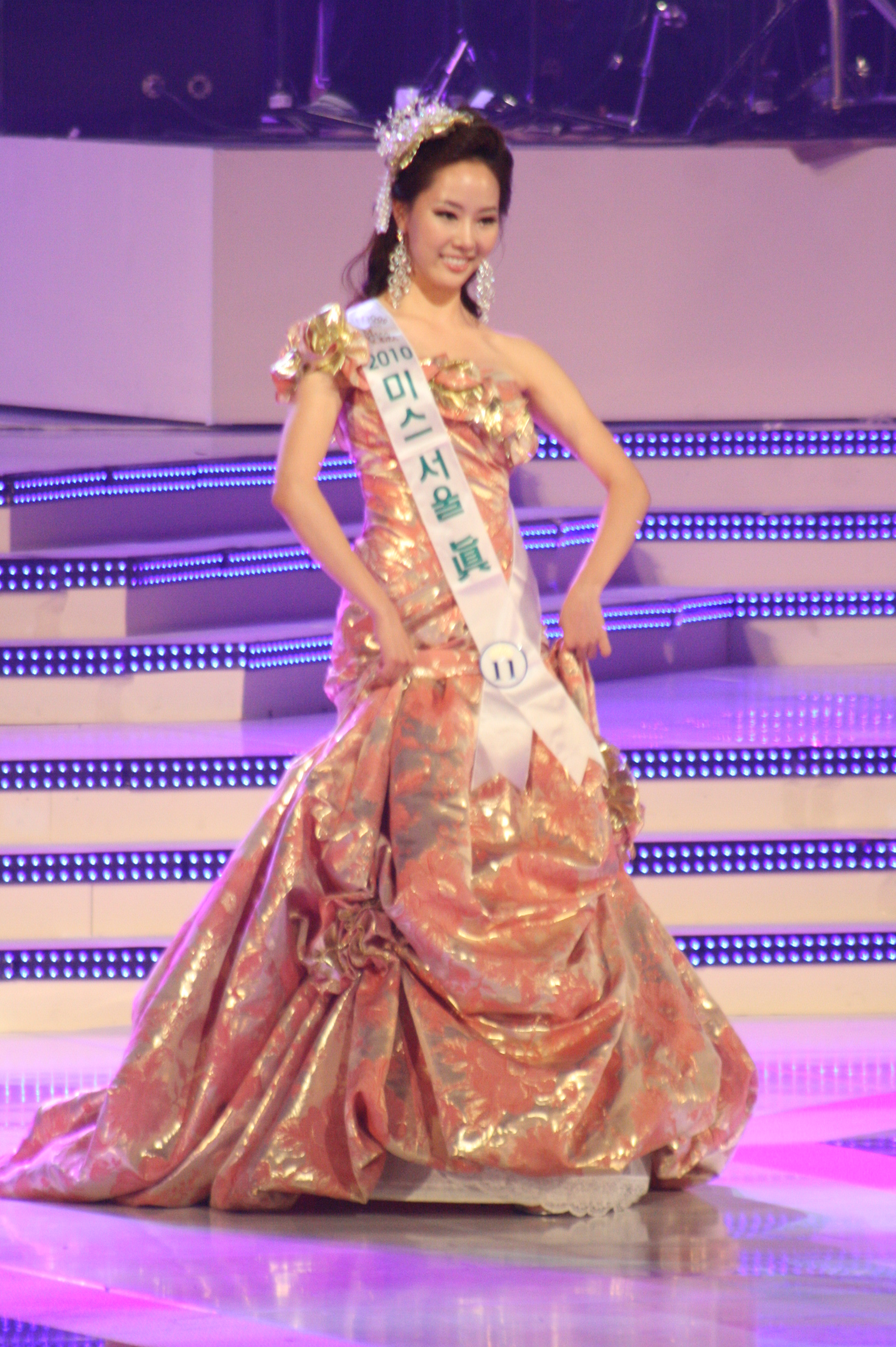
2010년 미스코리아 후보 전주원, 미스 서울 진
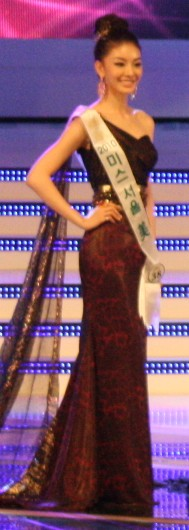
2010년 미스코리아 후보 박미소, 미스 서울 미
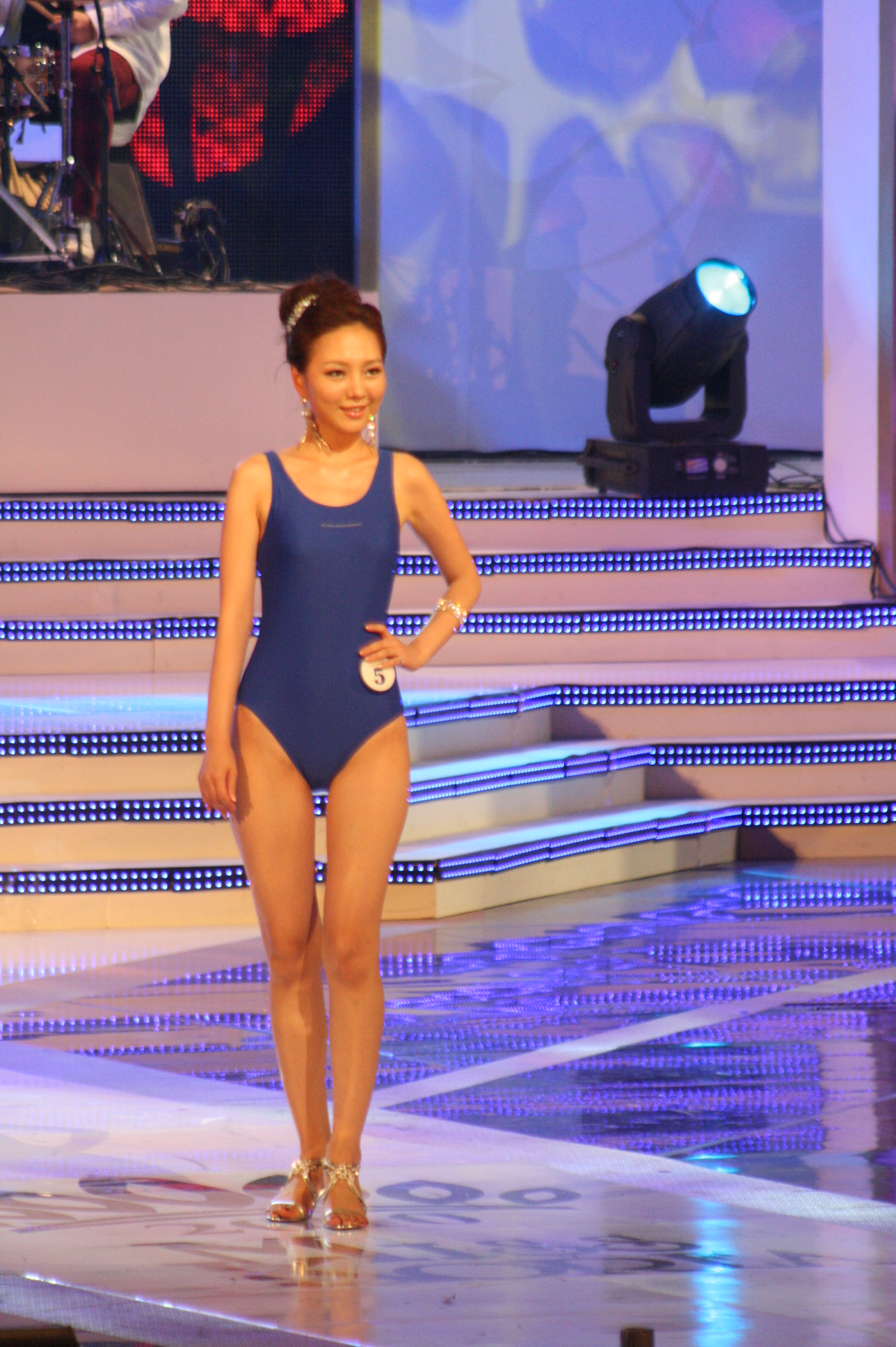
2010년 미스코리아 후보 윤우(윤은지), 미스 울산 미
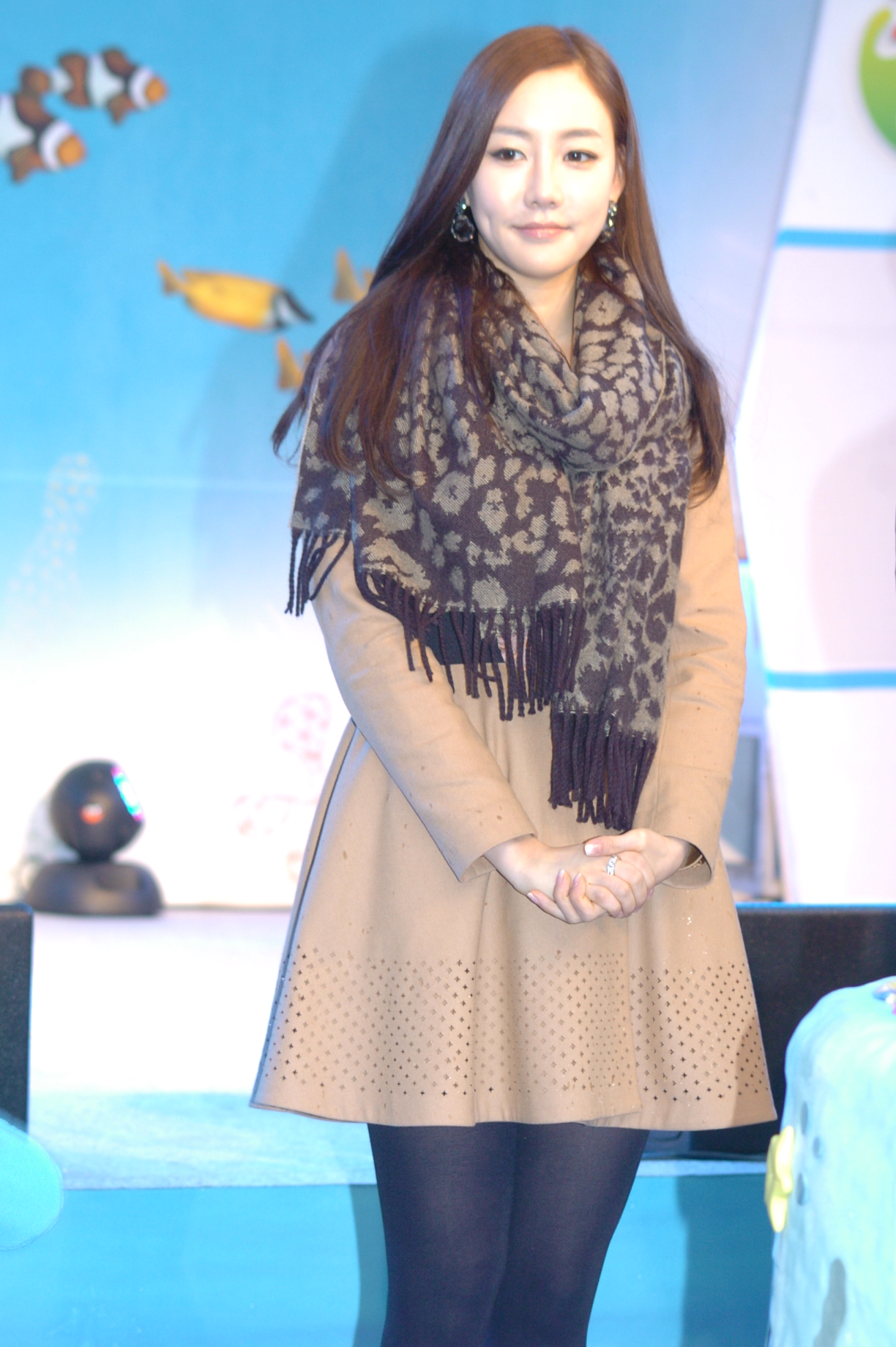
2011년 미스코리아 진 이성혜, 미스 서울 진
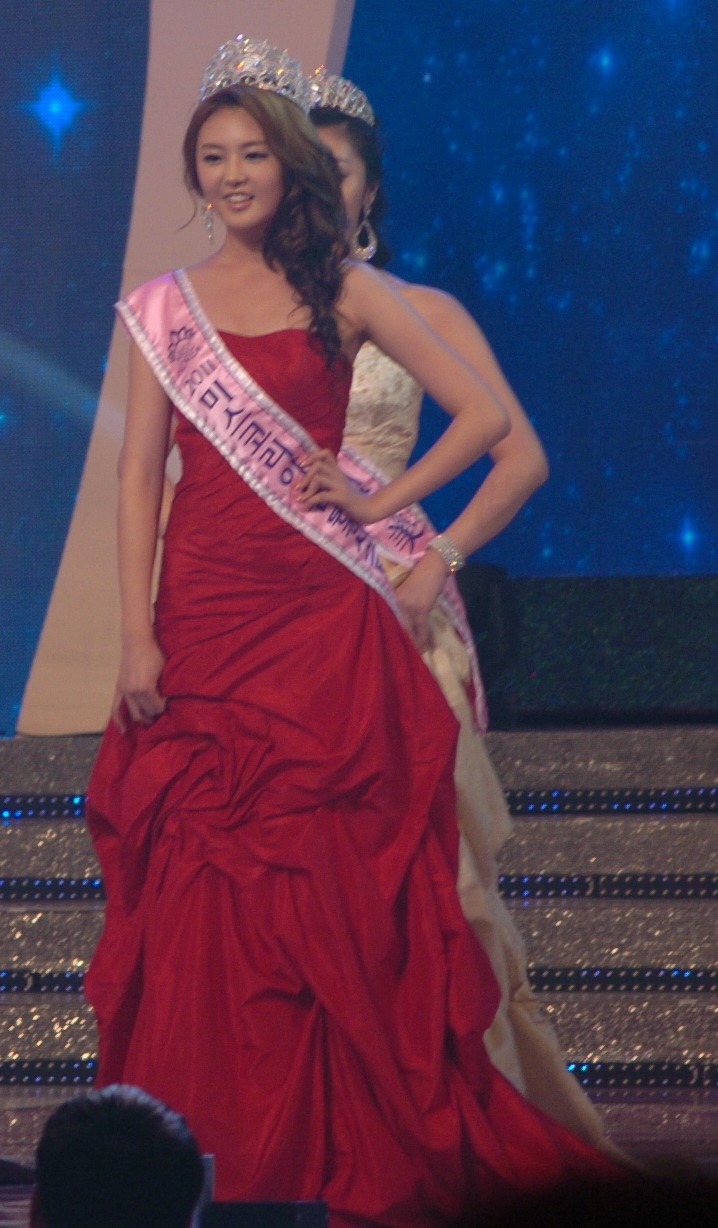
2011년 미스코리아 선 김이슬, 미스 경북 진
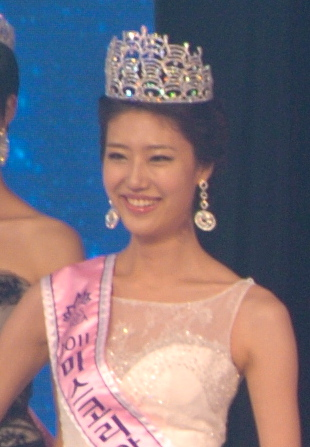
2011년 미스코리아 선 김혜선, 미스 인천 진
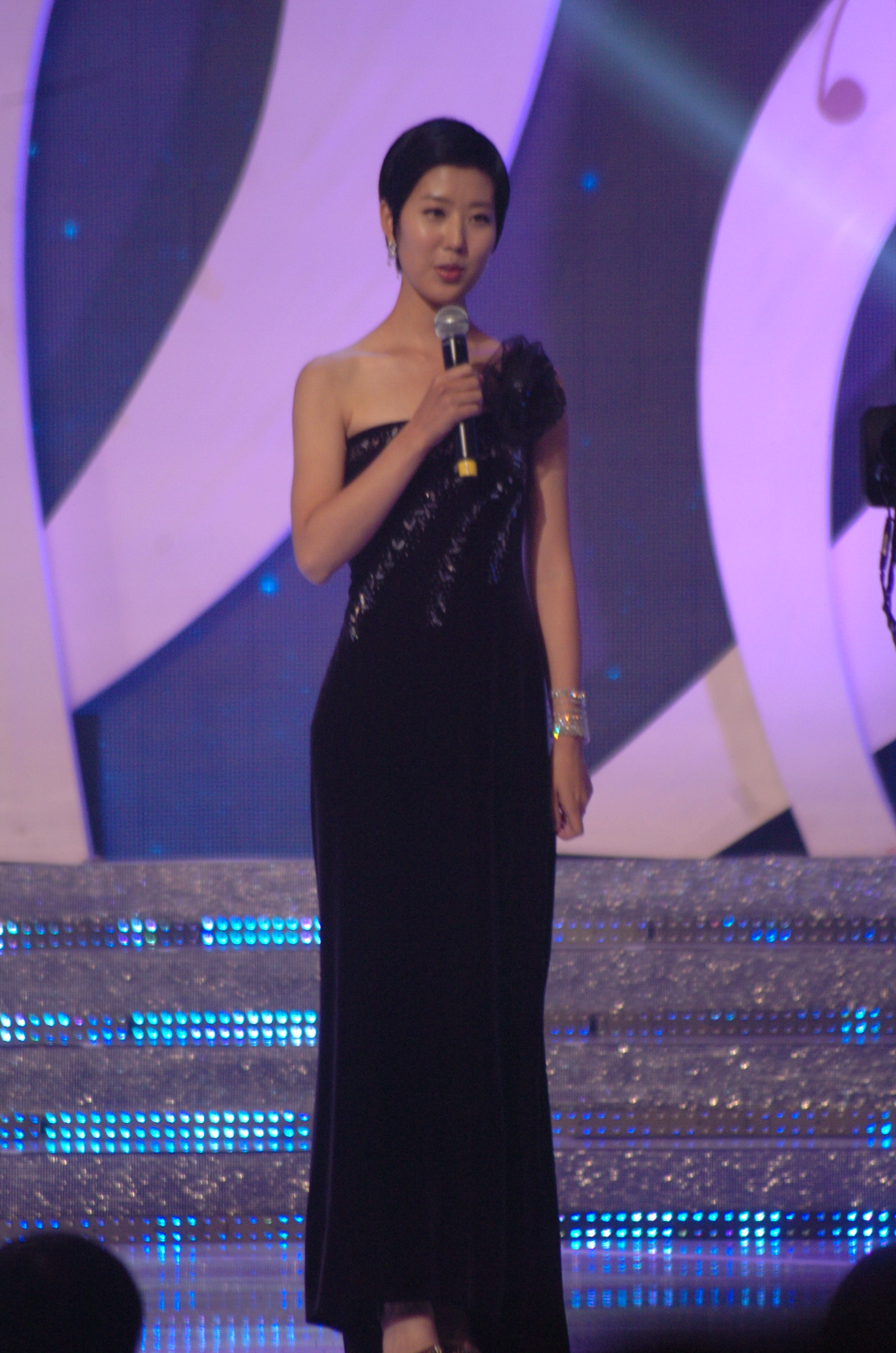
2011년 미스코리아 미 이세미나, 미스 경기 진
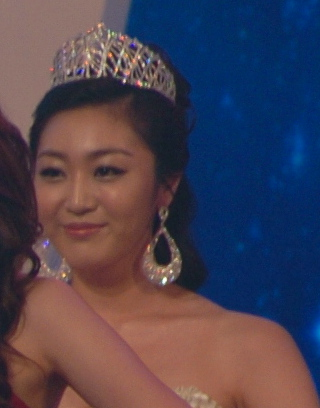
2011년 미스코리아 미 남미연, 미스 경북 미
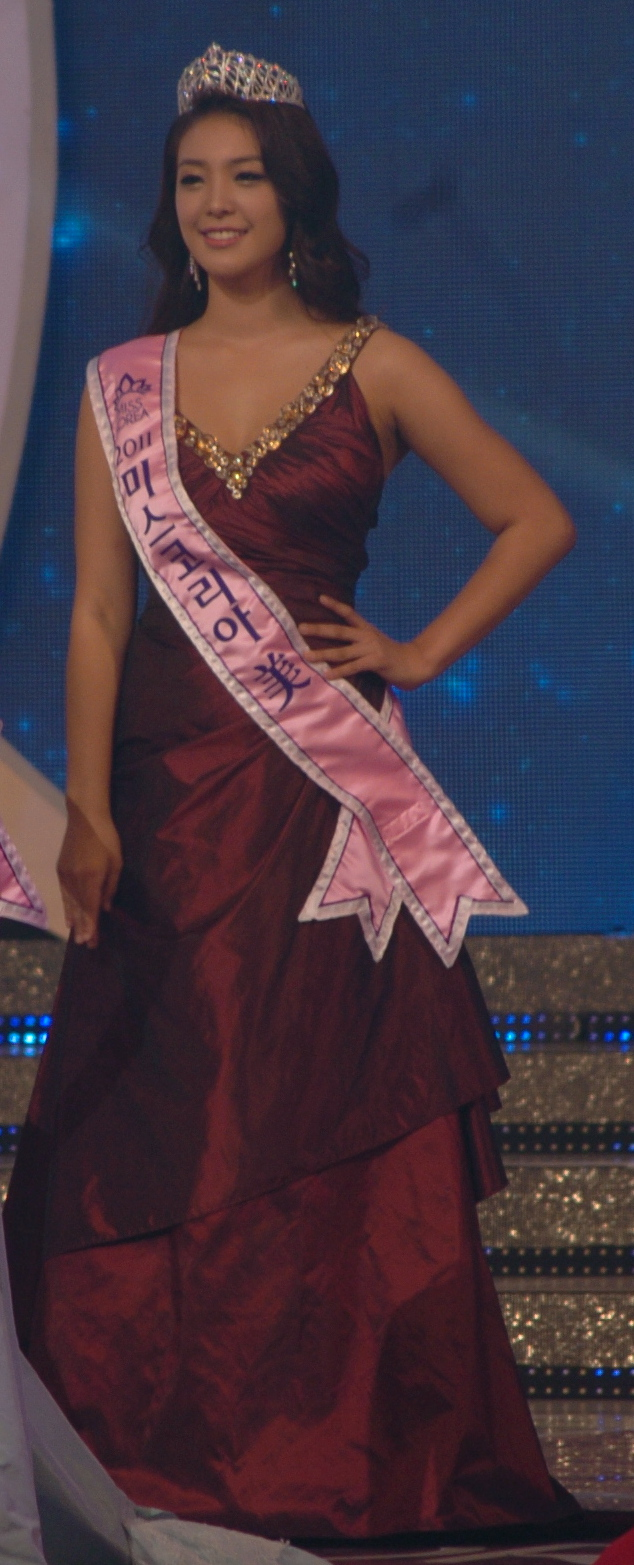
2011년 미스코리아 미 김수정, 미스 LA 진
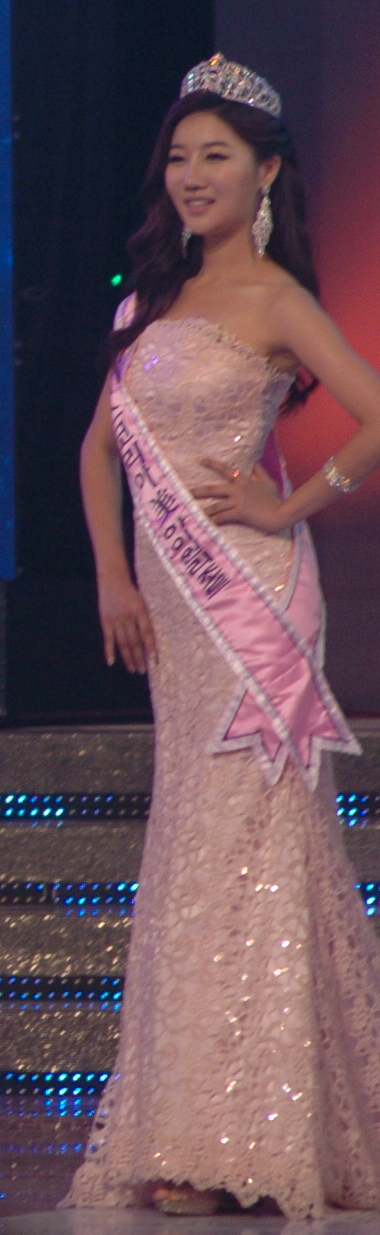
2011년 미스코리아 미 공평희, 미스 서울 선
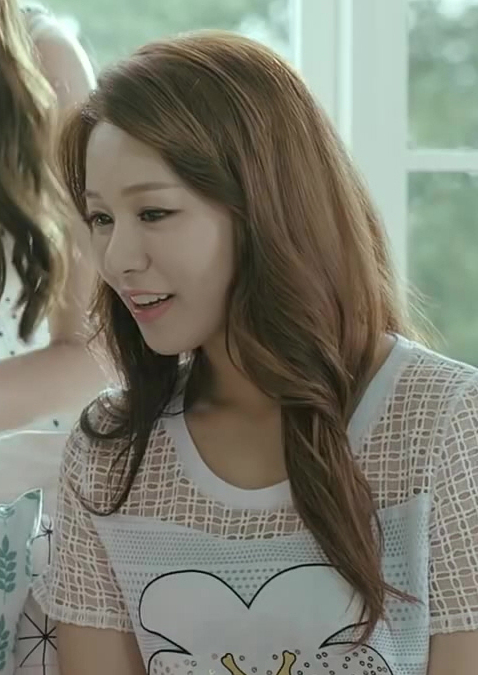
2011년 미스코리아 후보 이혜란, 미스 경남 진
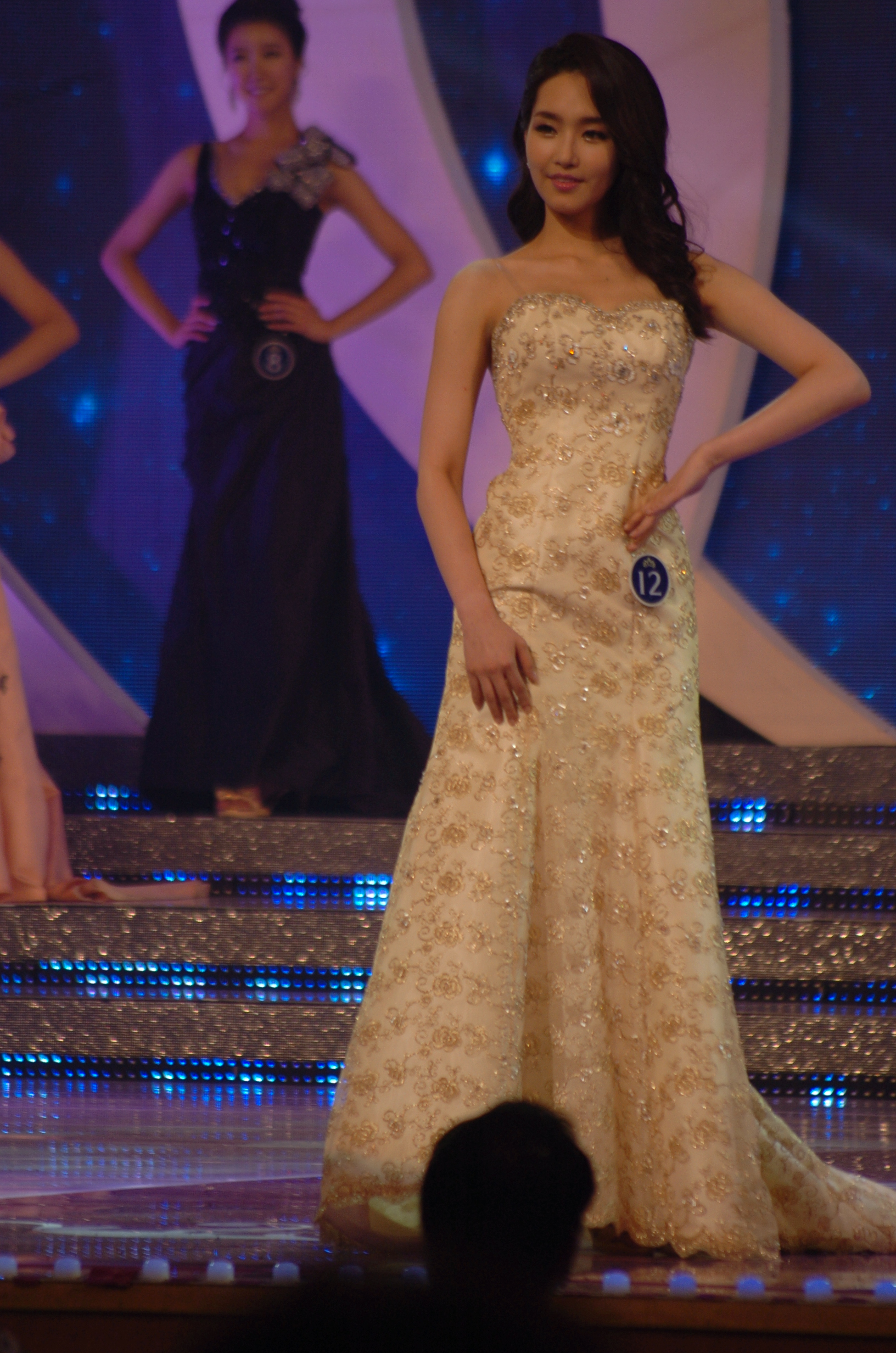
2012년 미스코리아 진 김유미, 미스 서울 진
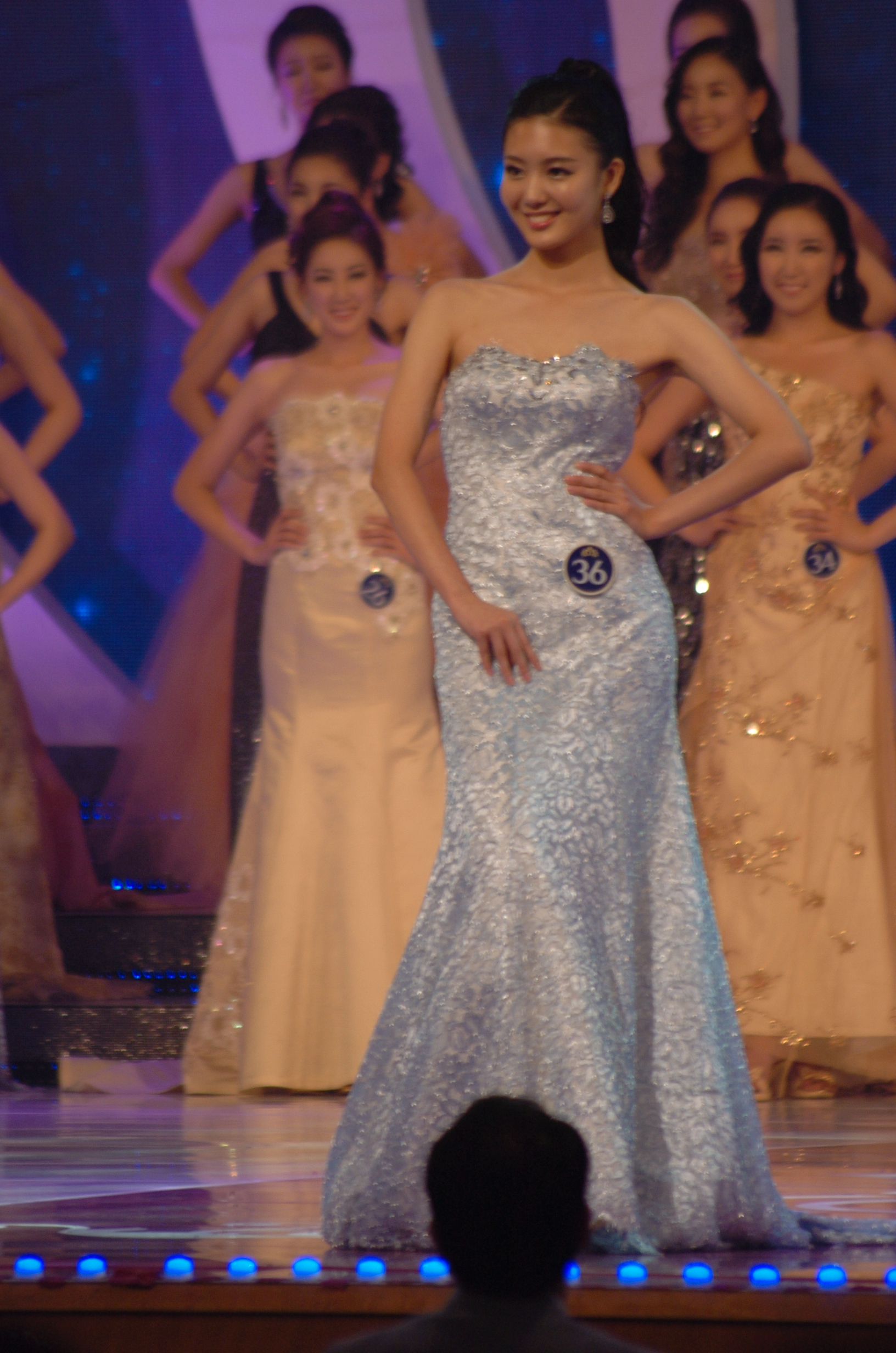
2012년 미스코리아 선 이정빈, 미스 광주-전남 진
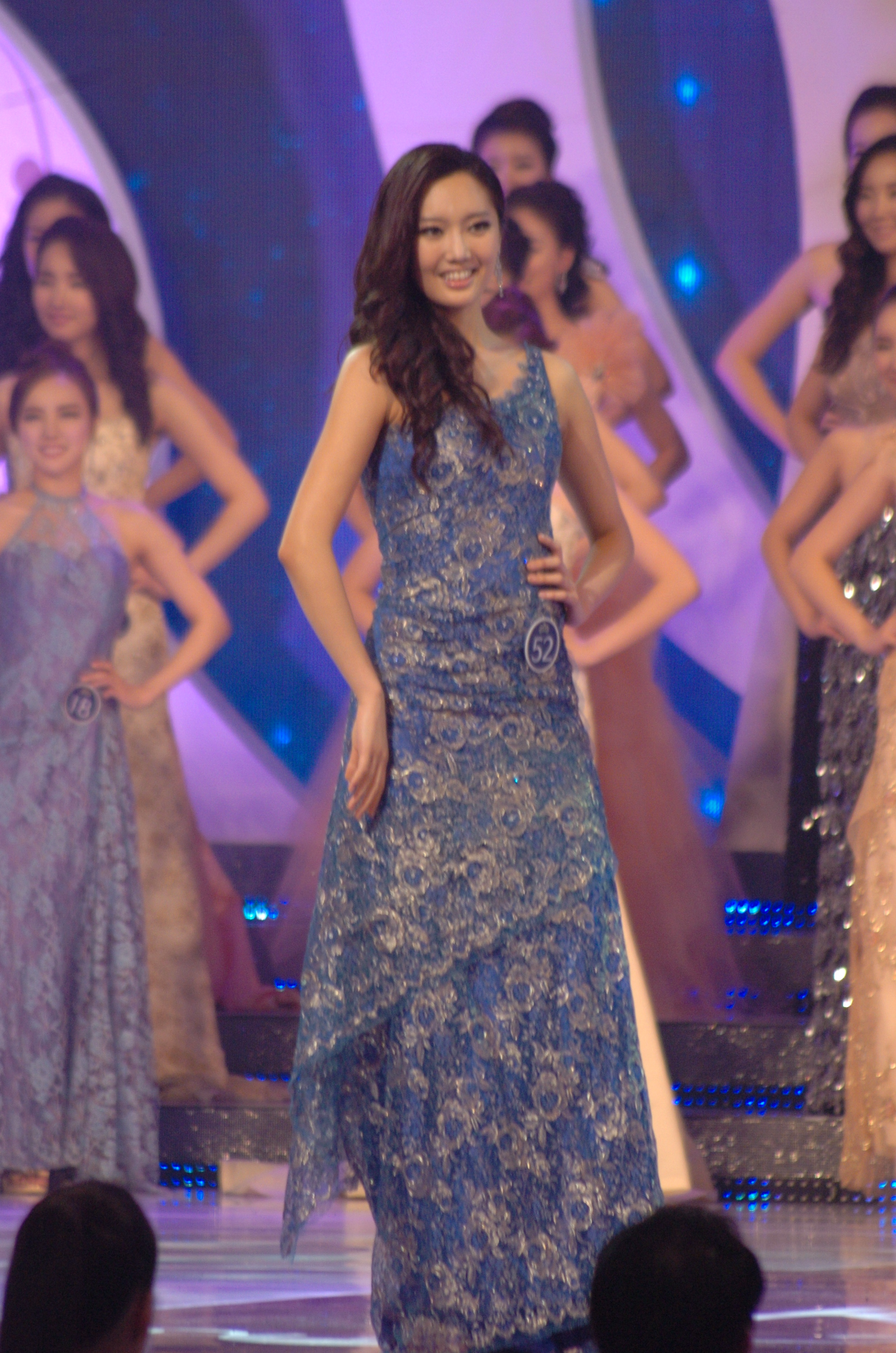
2012년 미스코리아 선 김사라, 미스 서울 선
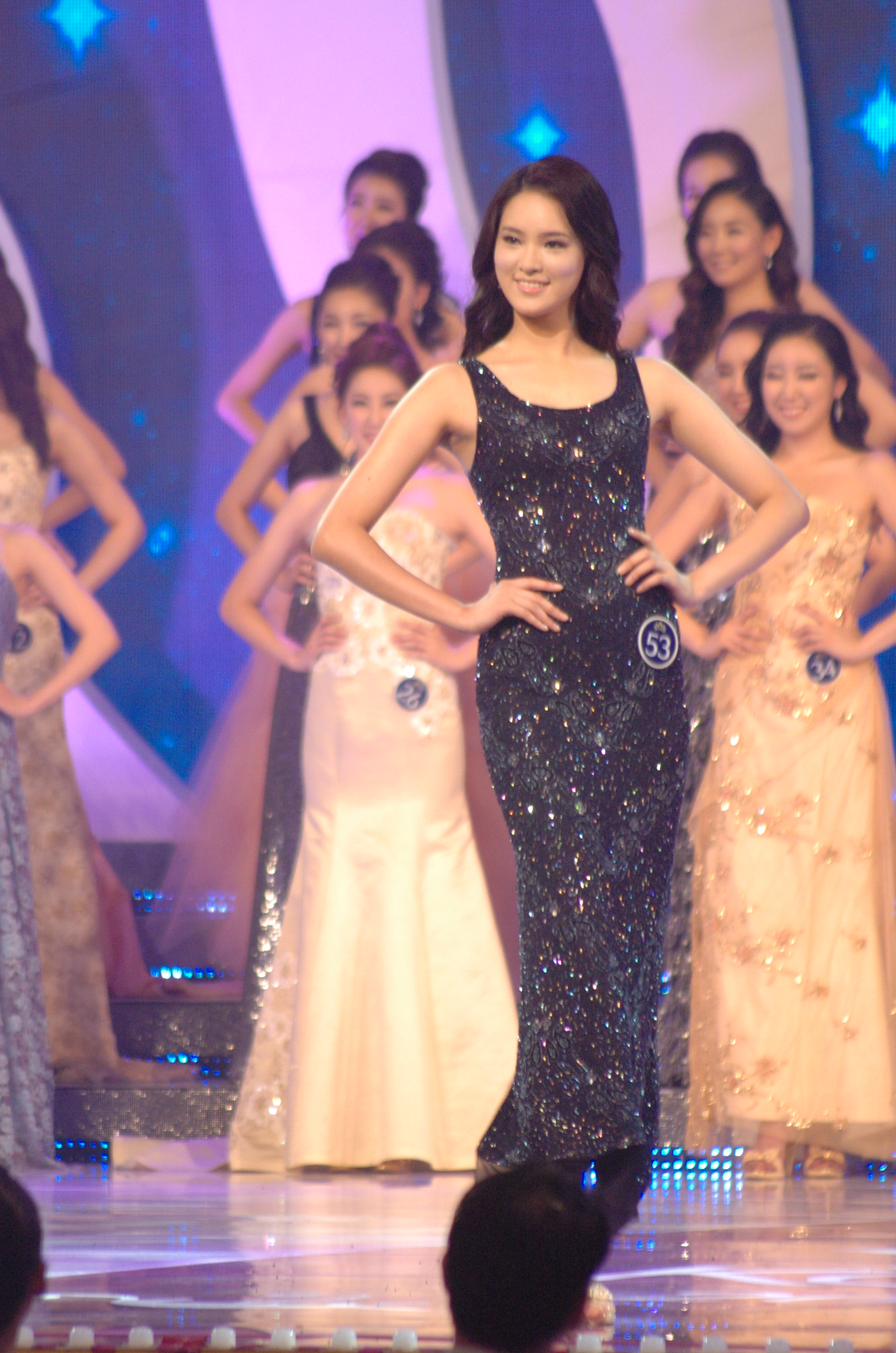
2012년 미스코리아 미 김영주, 미스 인천 진
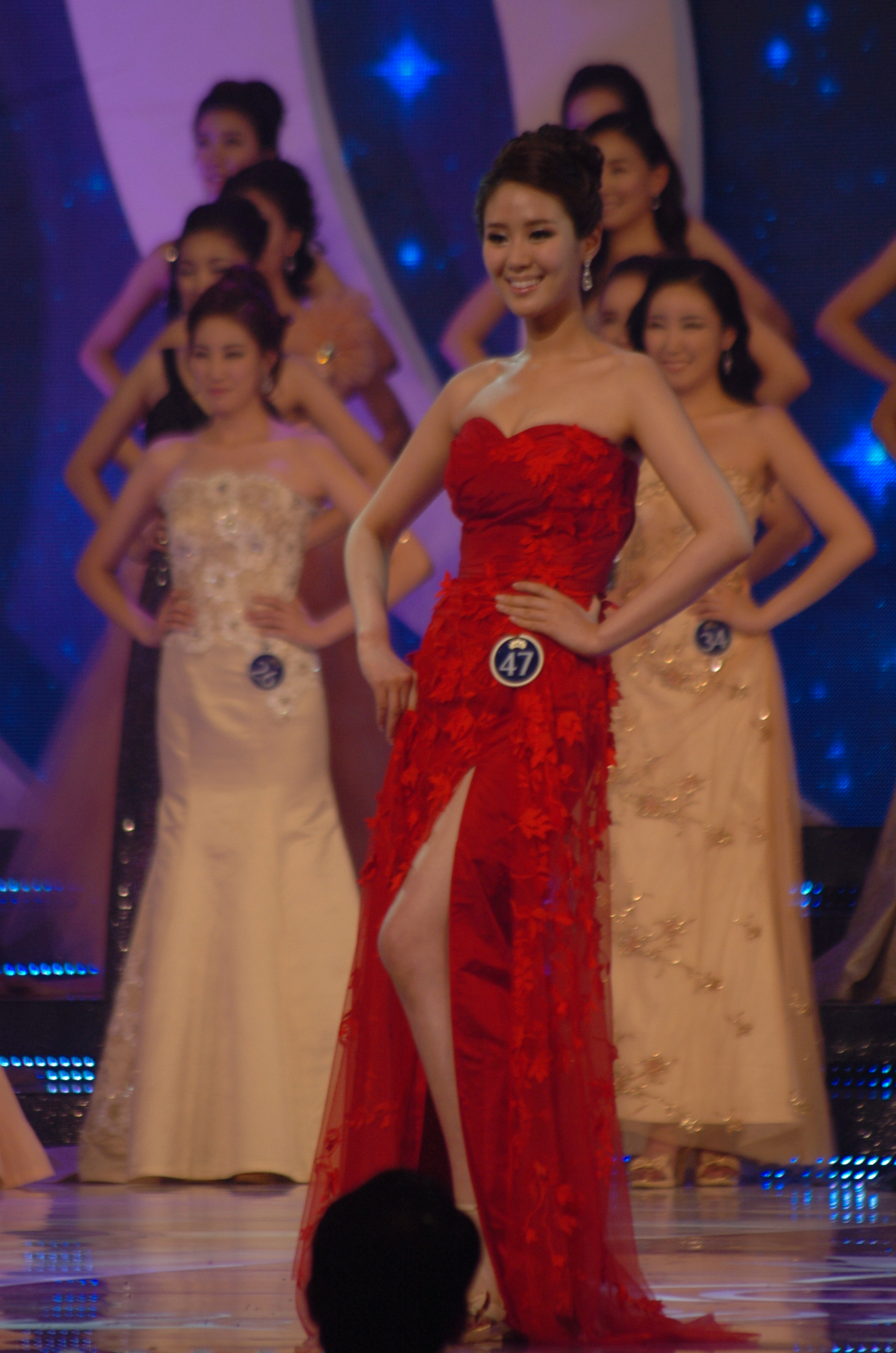
2012년 미스코리아 미 김나연, 미스 대구 진
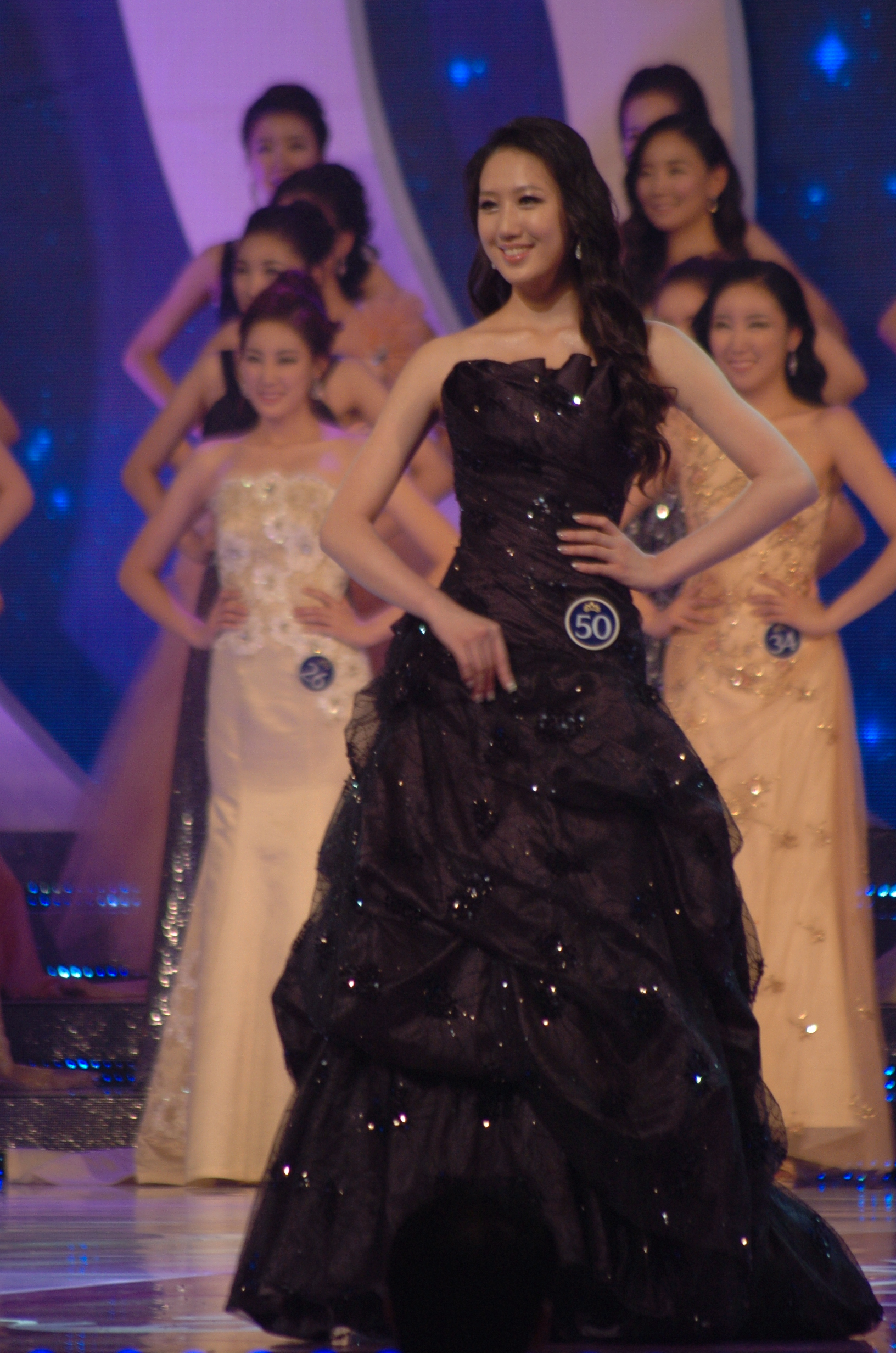
2012년 미스코리아 미 김태현, 미스 경북 선
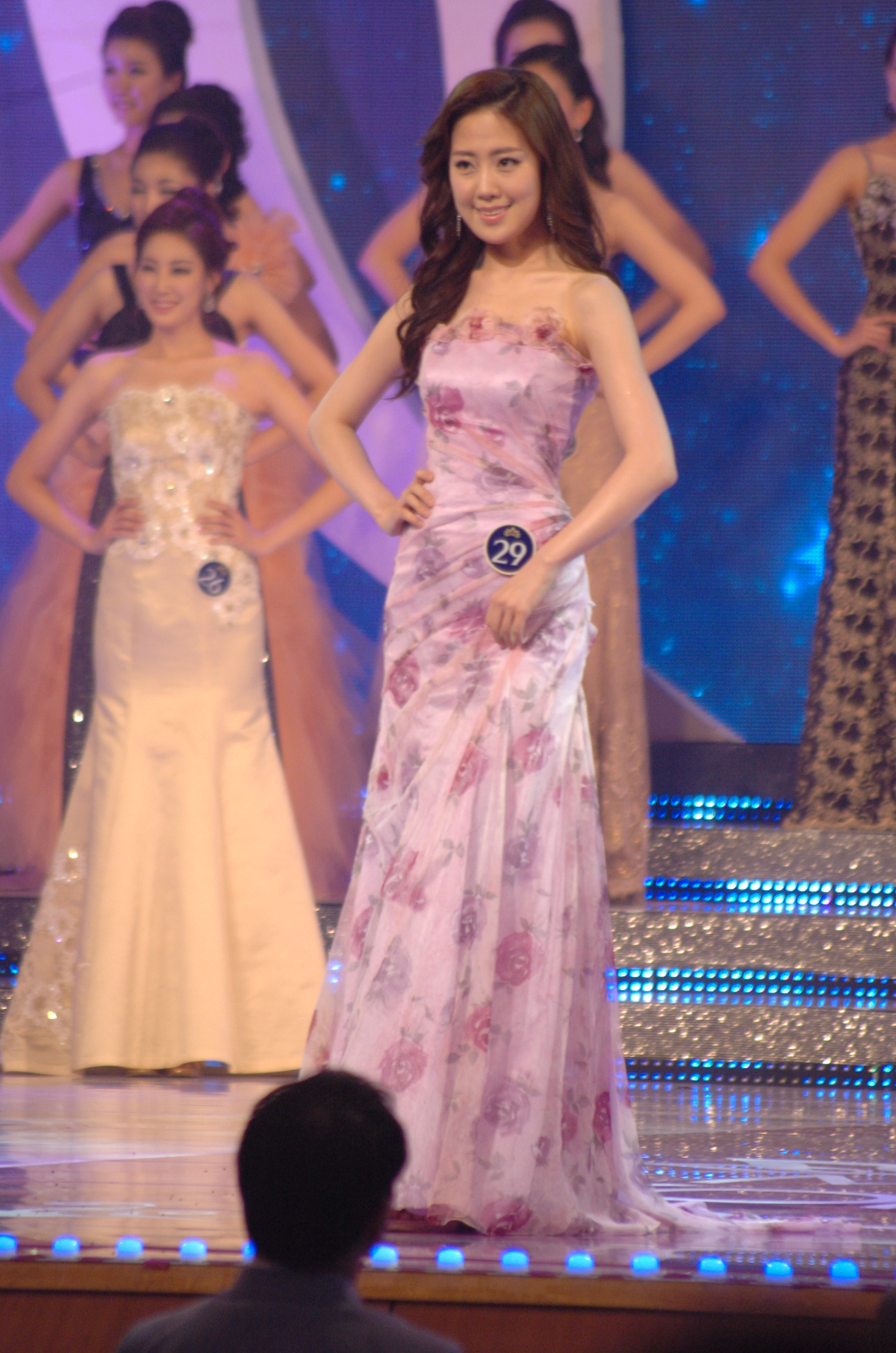
2012년 미스코리아 미 김유진, 미스 서울 미
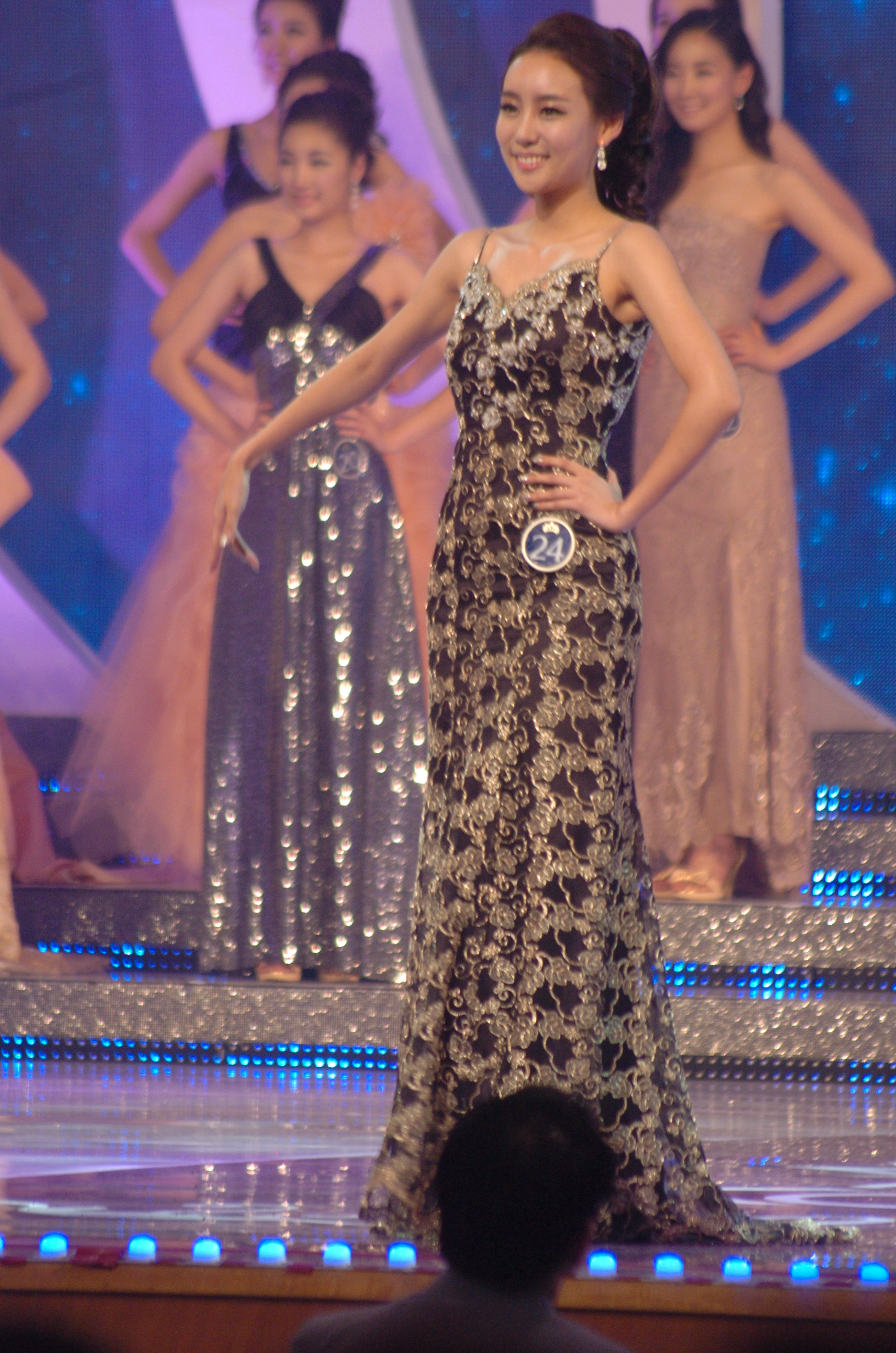
2012년 미스코리아 후보 박지영, 미스 서울 선
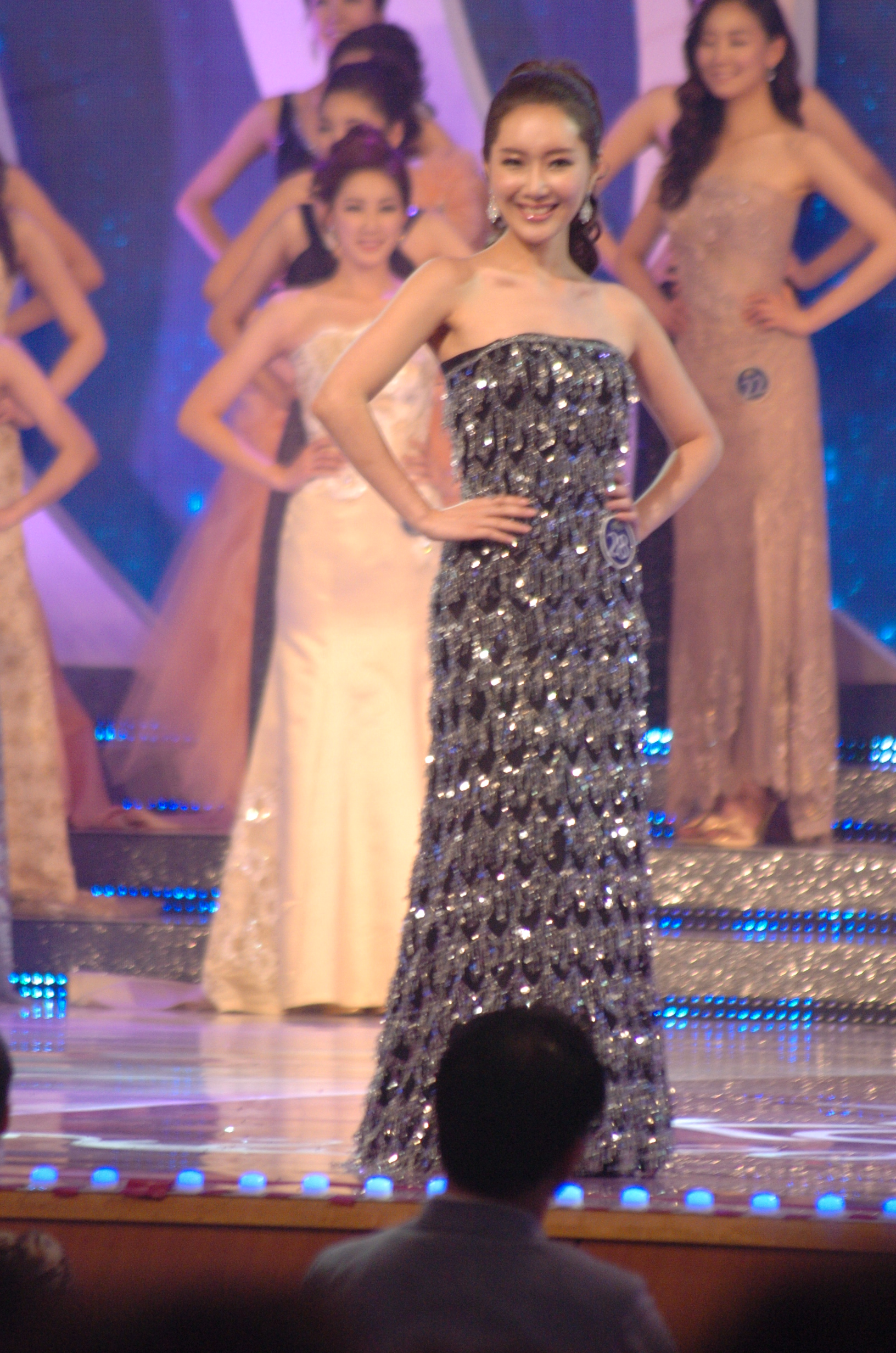
2012년 미스코리아 후보 정예지, 미스 인천 미
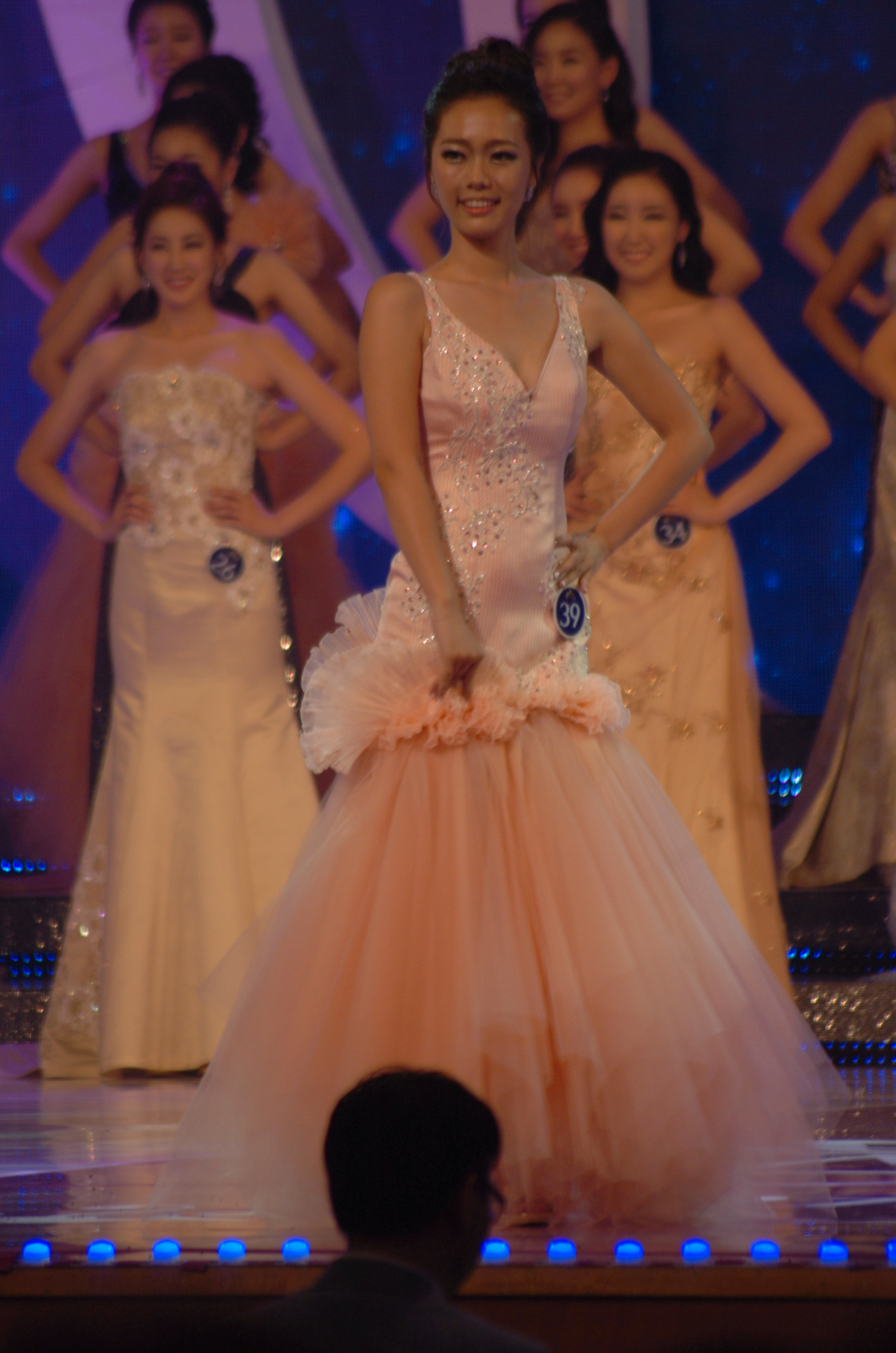
2012년 미스코리아 후보 조서연(조선영), 미스 대구 미
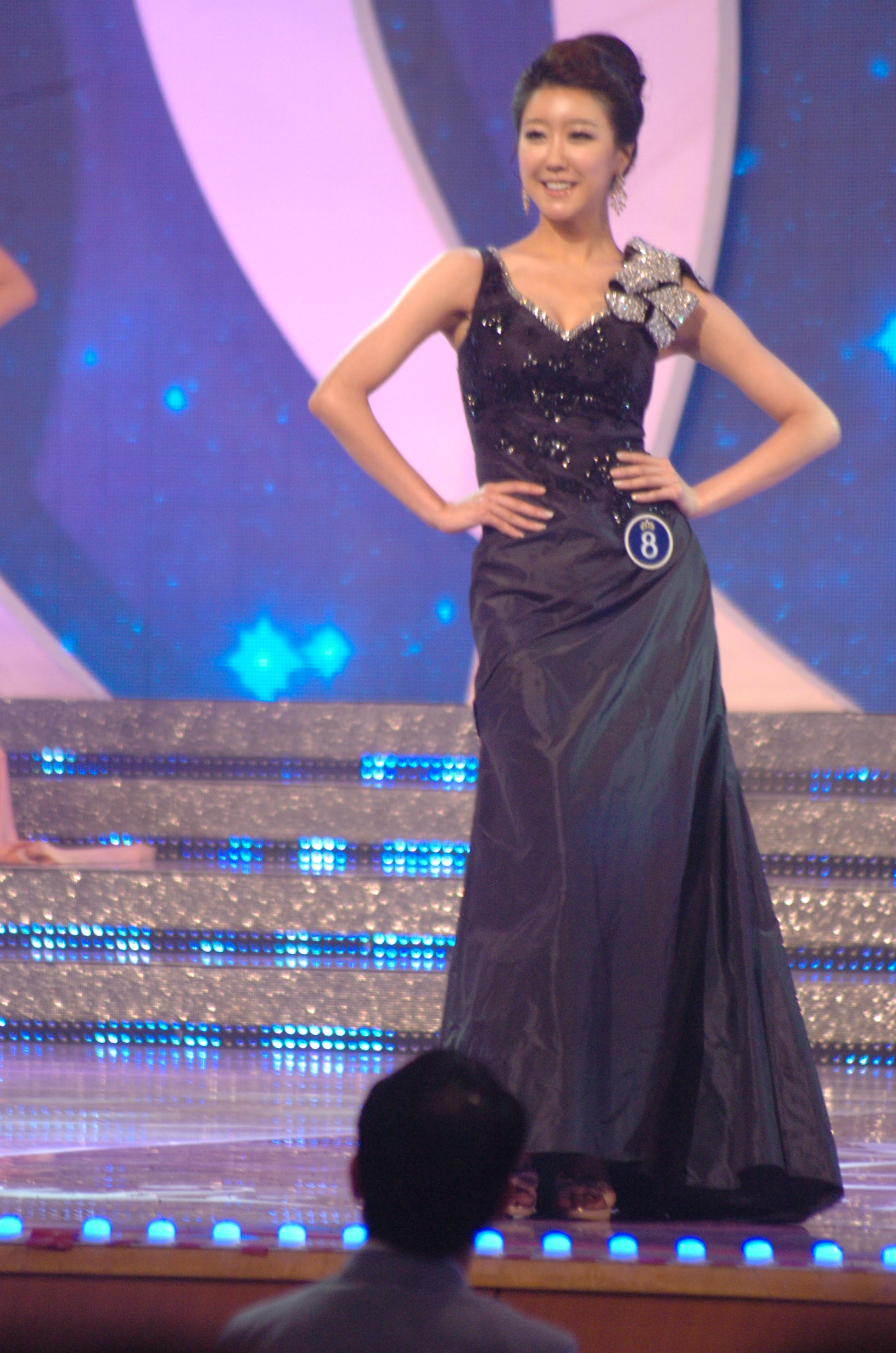
2012년 미스코리아 후보 이민희, 미스 경북 미
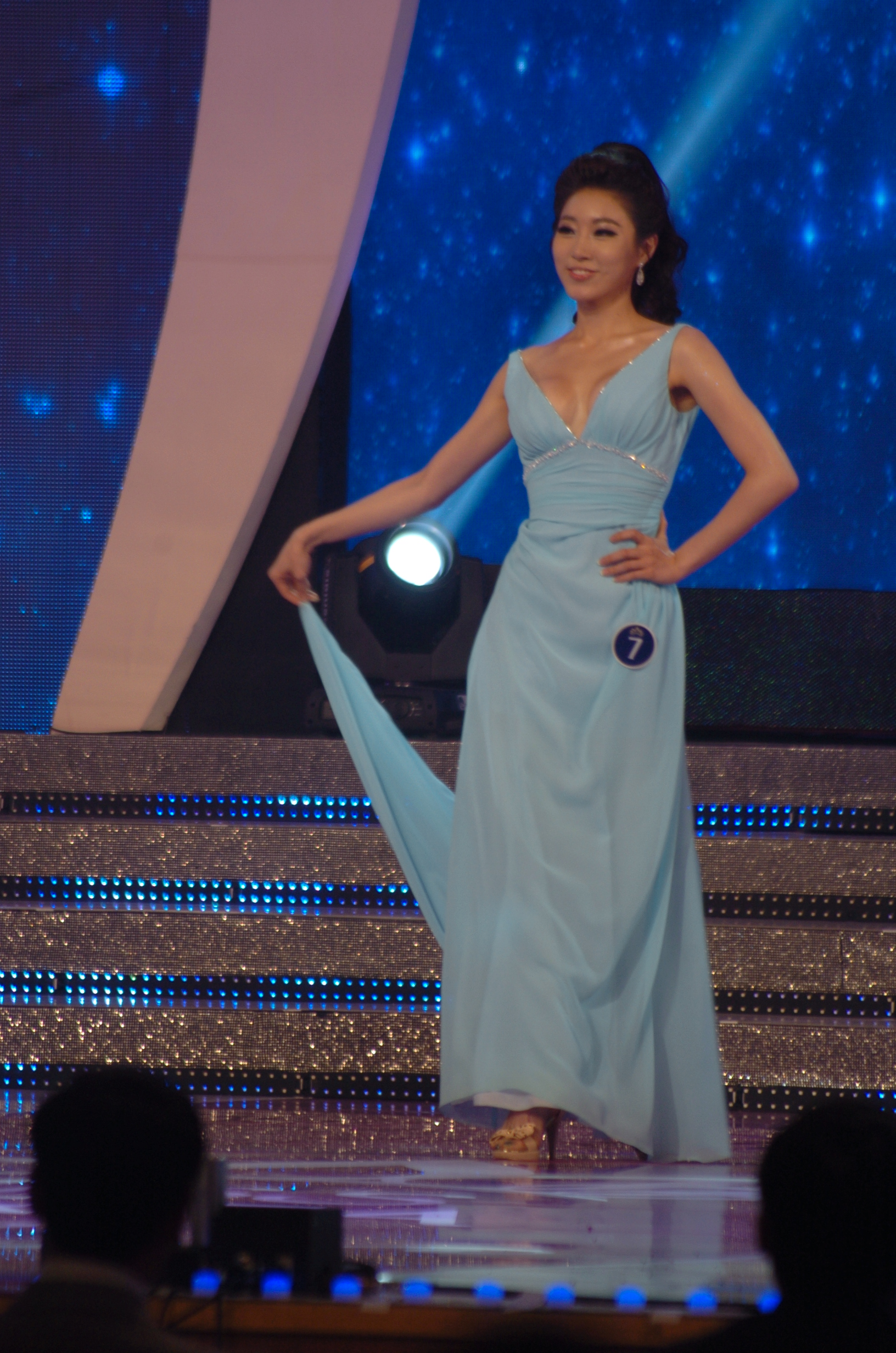
2012년 미스코리아 후보 한연수(한승희), 미스 대전-충남 진
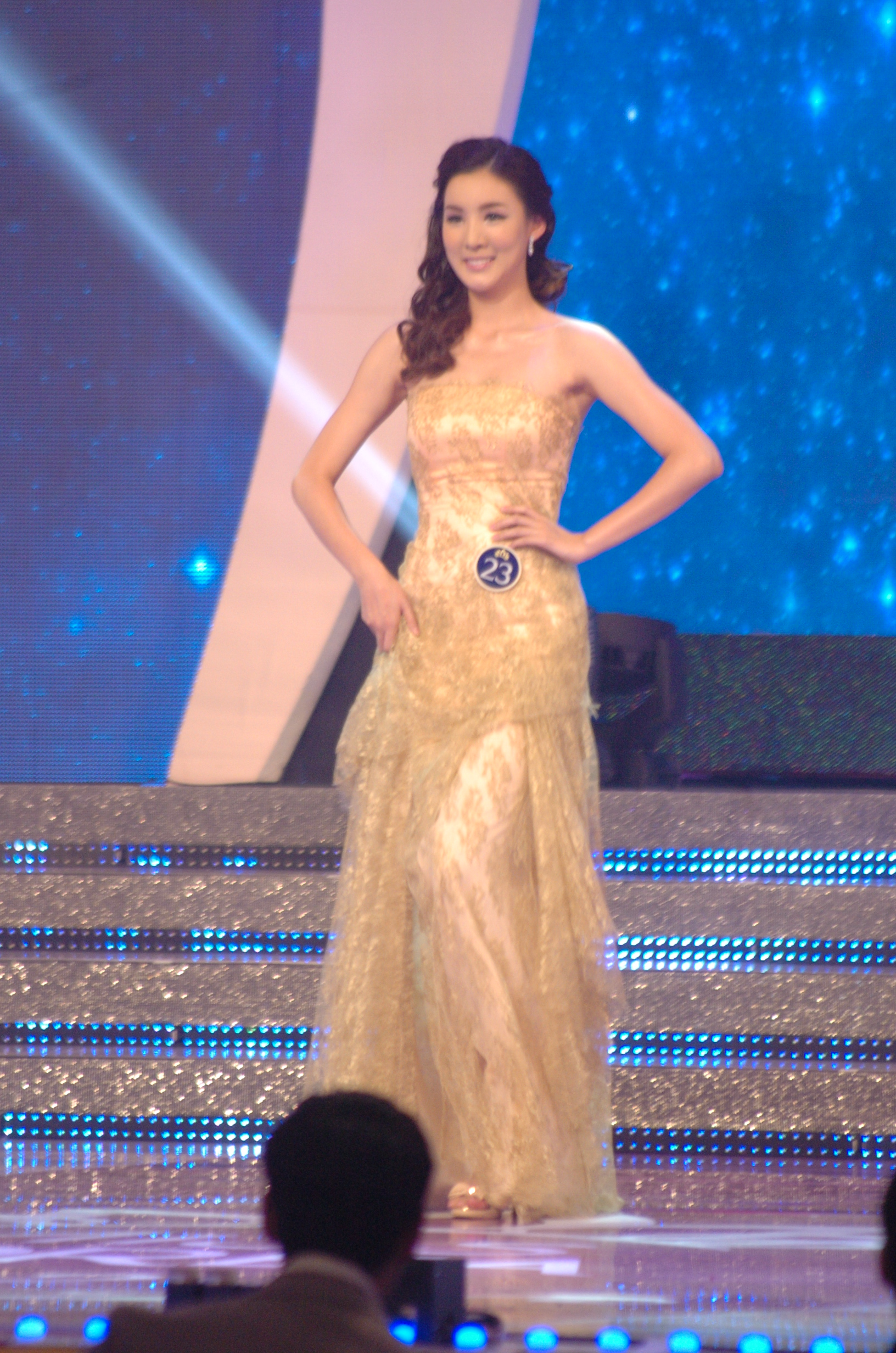
2012년 미스코리아 후보 이주원, 미스 충북 진
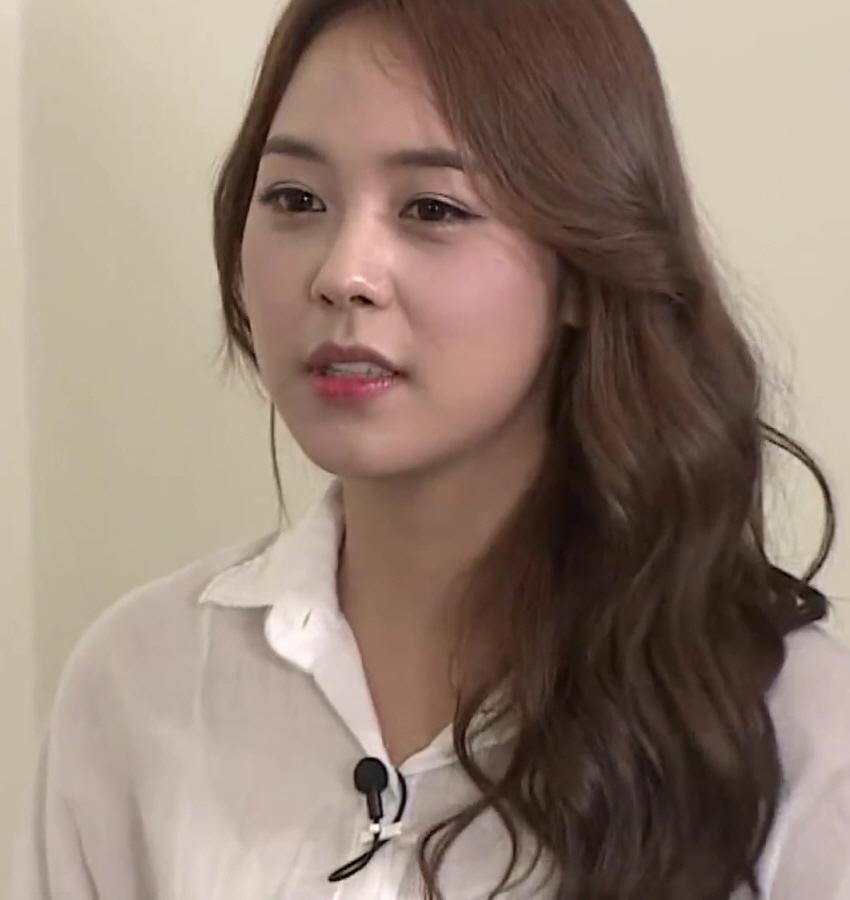
2013년 미스코리아 진 유예빈, 미스 대구 진
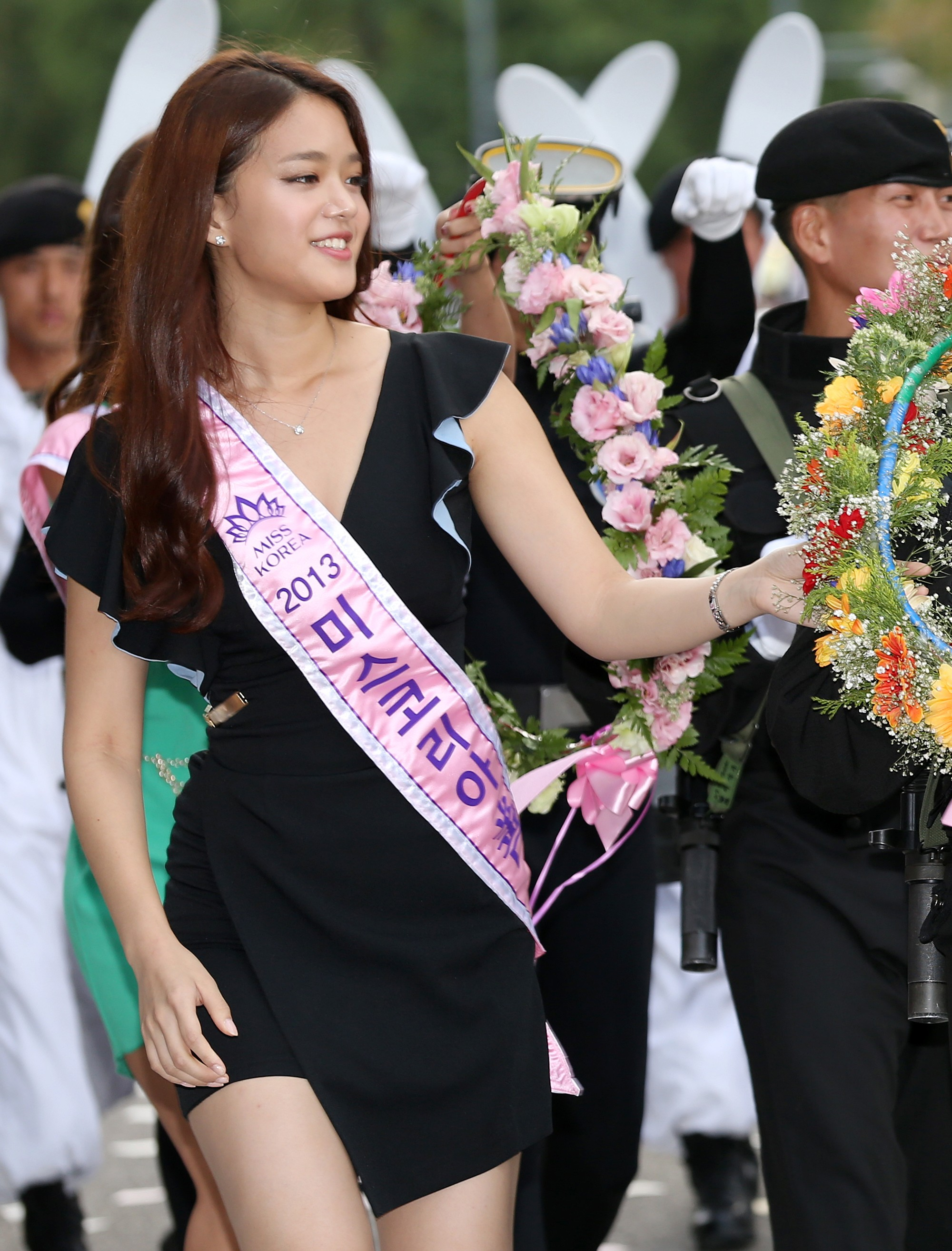
2013년 미스코리아 선 한지은, 미스 인천 진
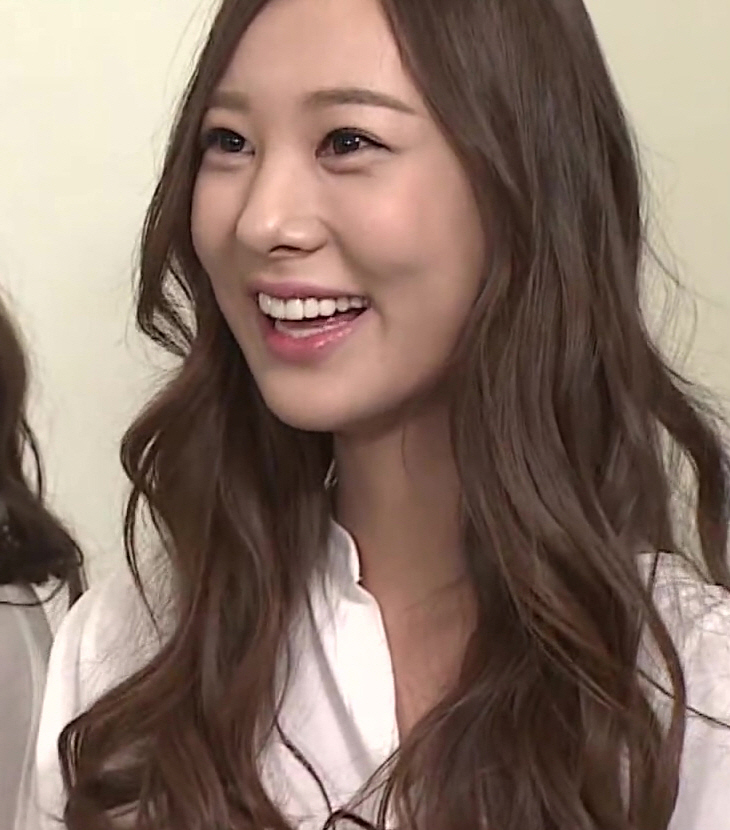
2013년 미스코리아 선 김효희, 미스 광주-전남 선
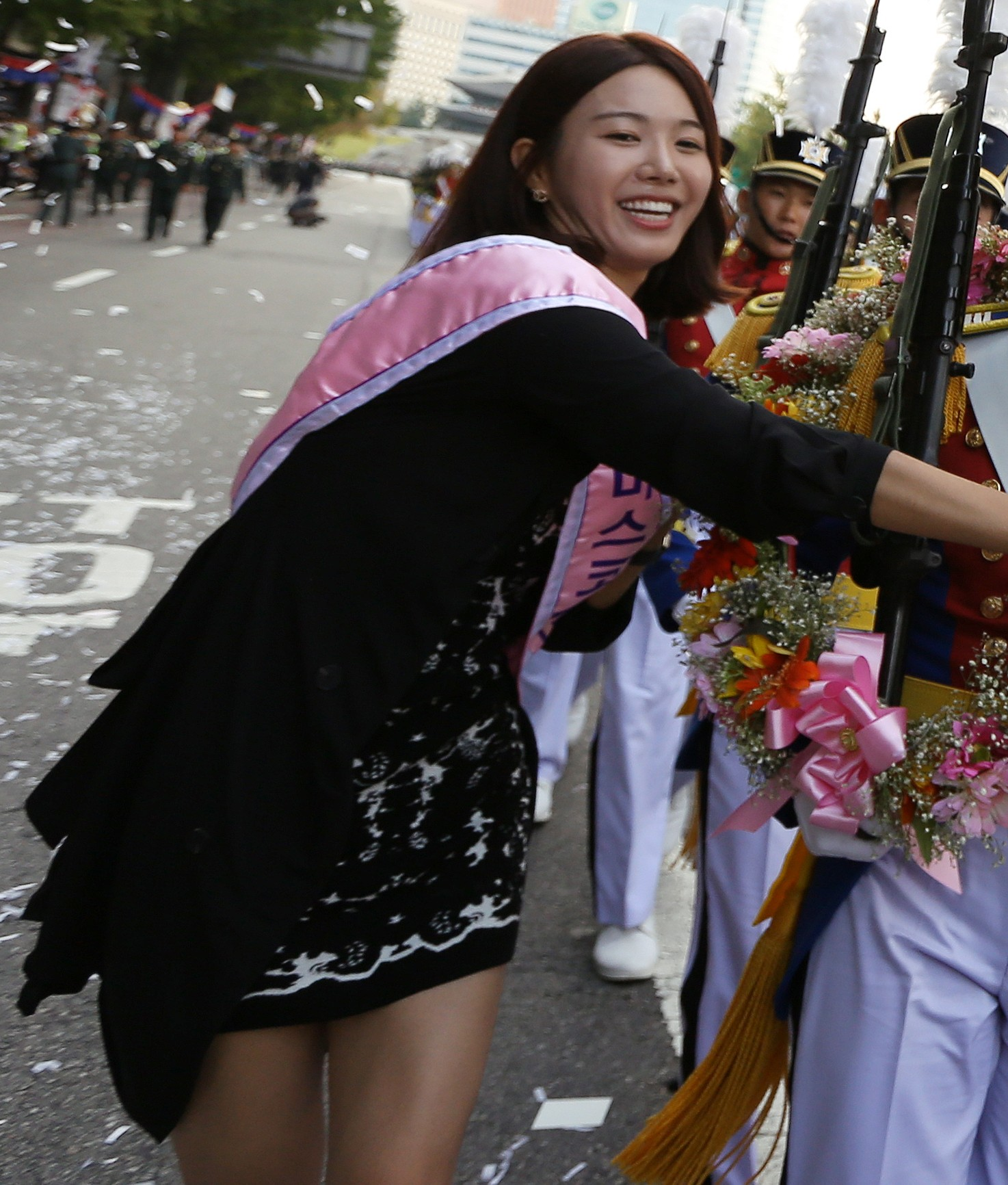
2013년 미스코리아 미 구본화, 미스 경남 진
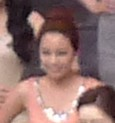
2013년 미스코리아 미 최혜린, 미스 부산 진
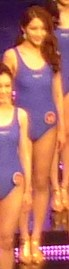
2013년 미스코리아 미 한수민, 미스 서울 선
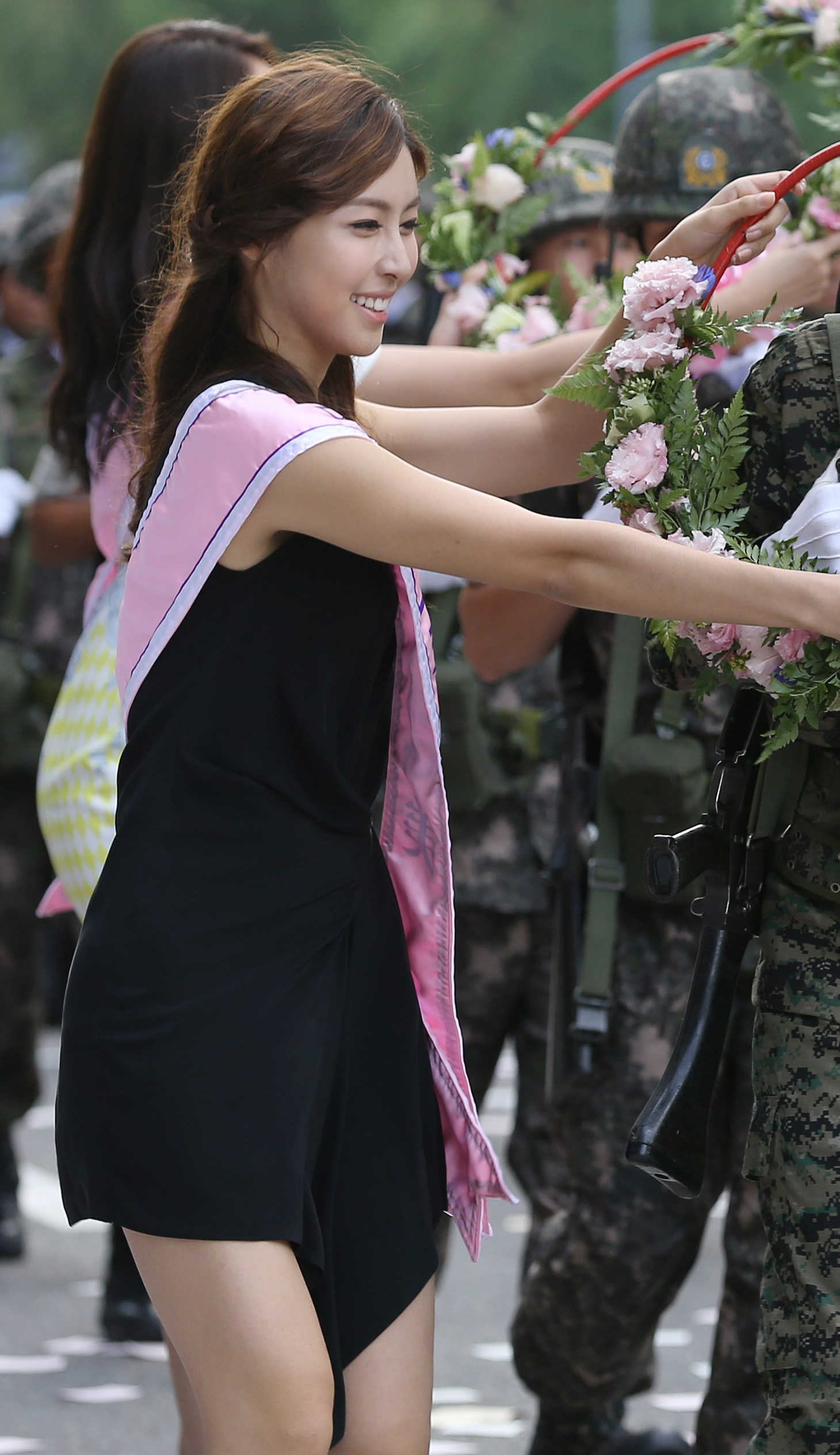
2013년 미스코리아 미 김민주, 미스 충북 선
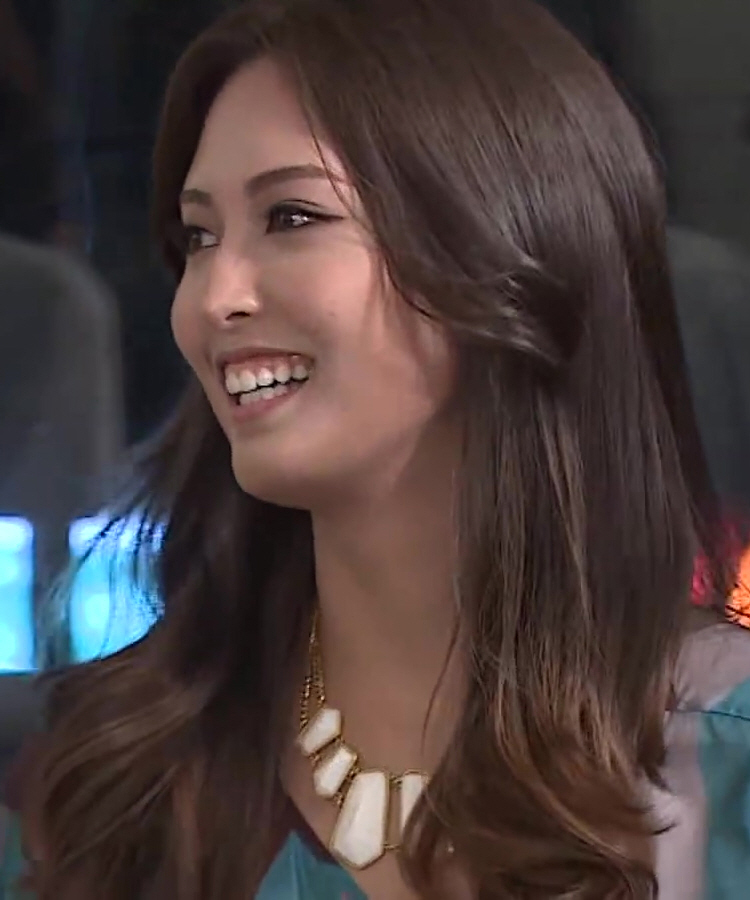
2013년 미스코리아 미 최송이, 미스 브라질 진
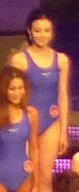
2013년 미스코리아 후보 이가현(곽가현), 미스 서울 진
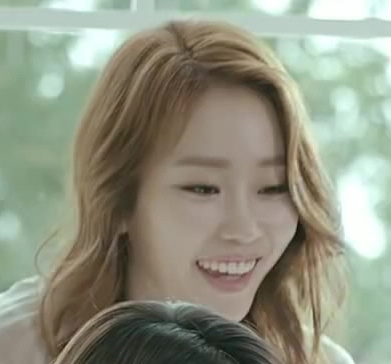
2013년 미스코리아 후보 방경란, 미스 인천 선
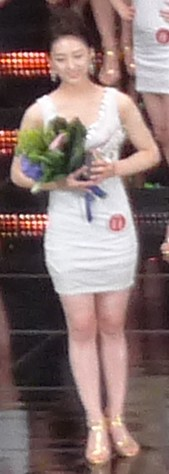
2013년 미스코리아 후보 정아라, 미스 광주-전남 미
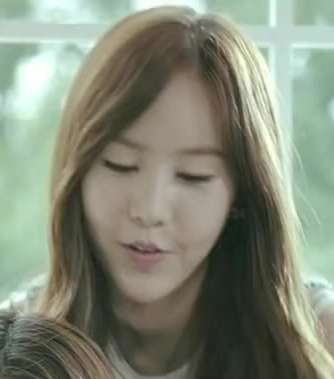
2013년 미스코리아 후보 빛나(이상은), 미스 전북 진
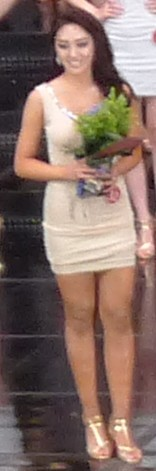
2013년 미스코리아 후보 황해나, 미스 LA 진
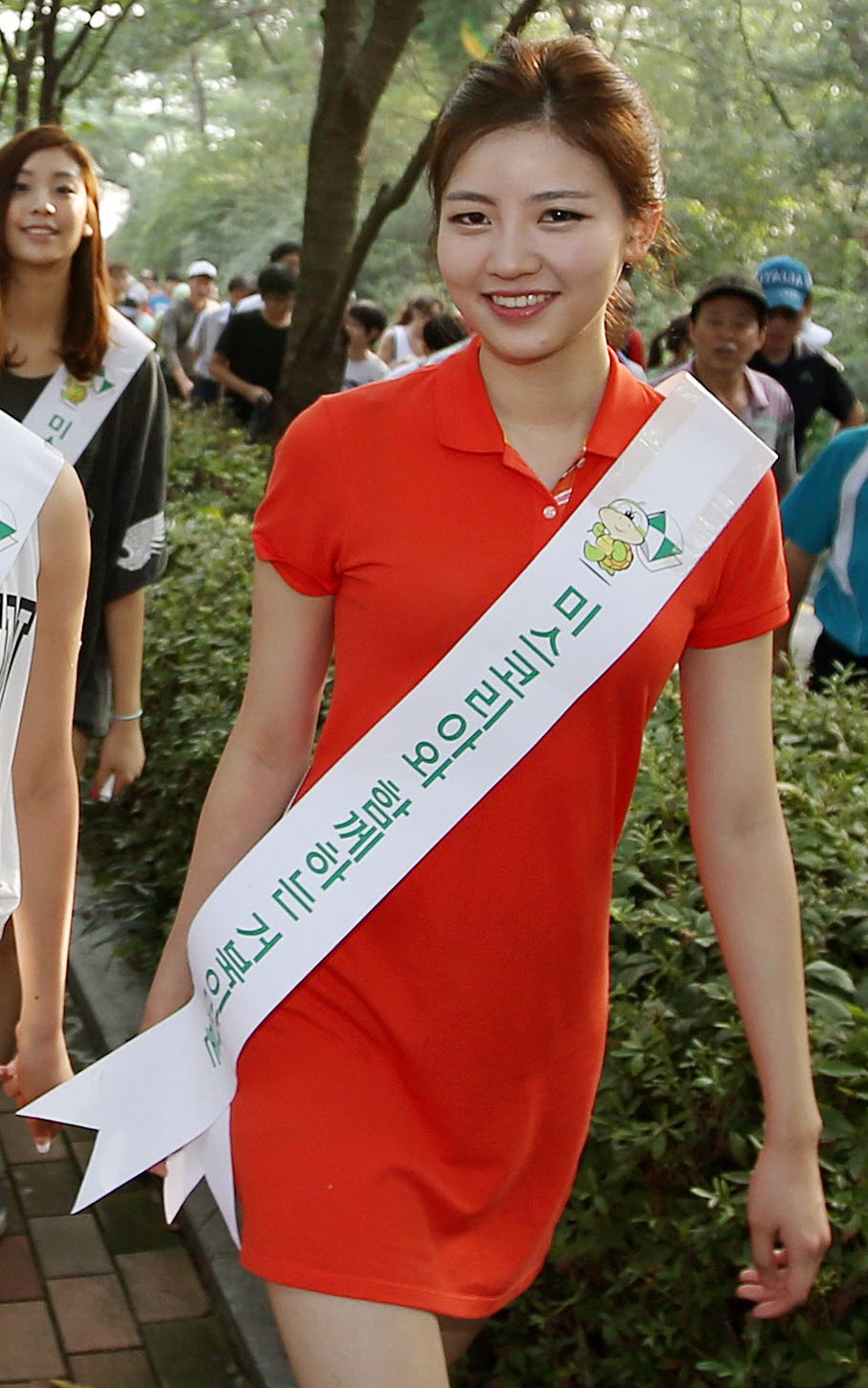
2014년 미스코리아 진 김서연, 미스 서울 진
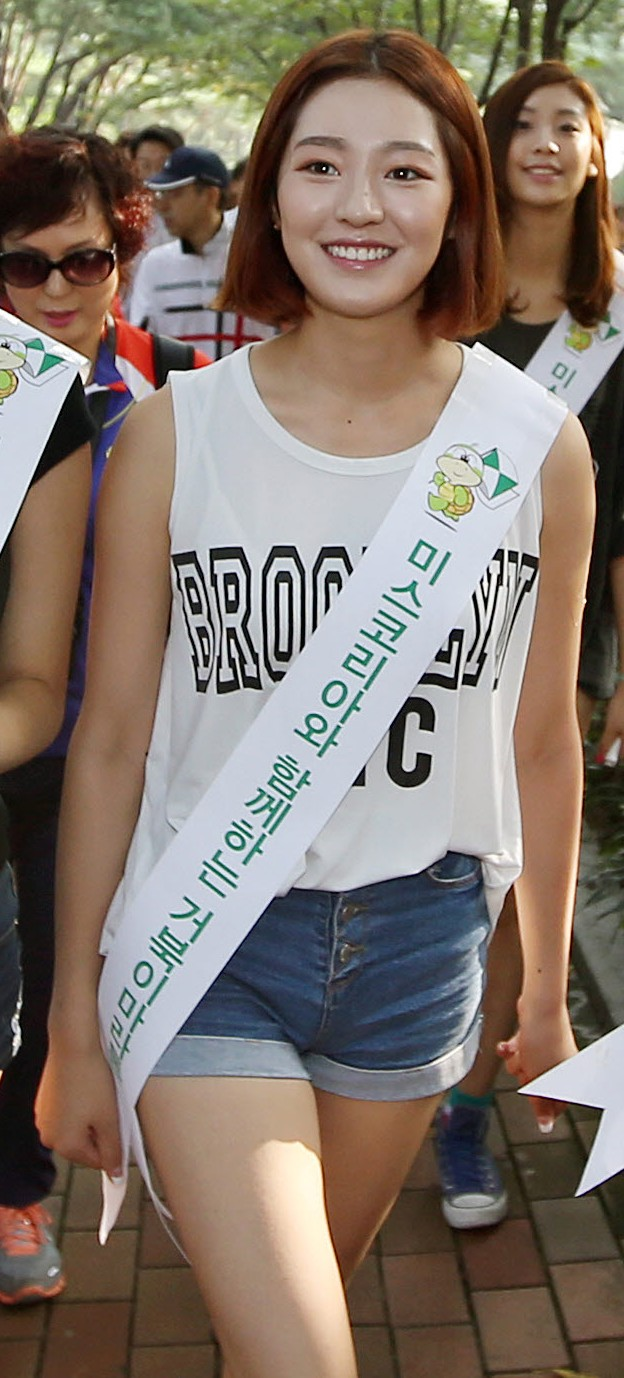
2014년 미스코리아 선 신수민, 미스 경북 진
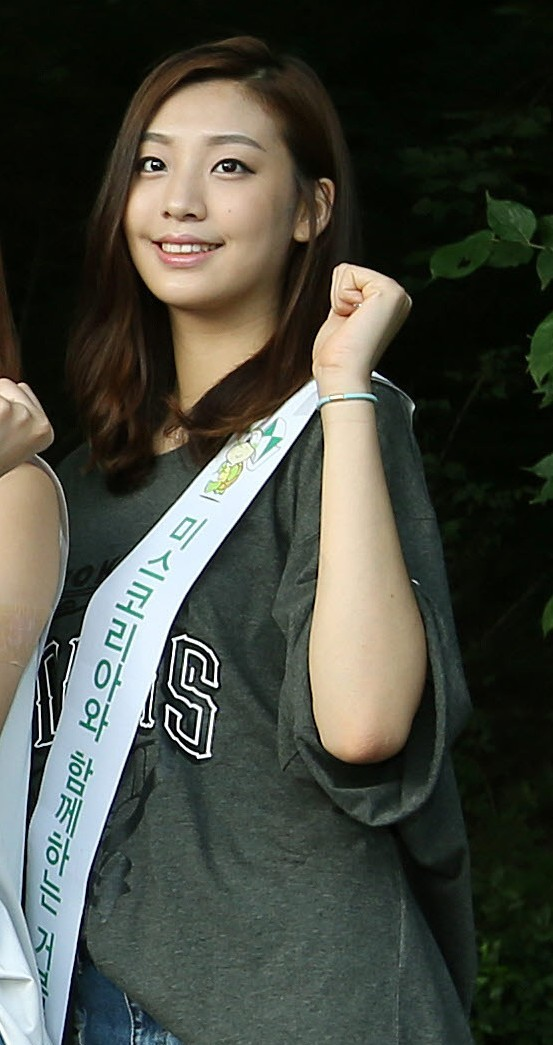
2014년 미스코리아 선 이서빈, 미스 경기 미
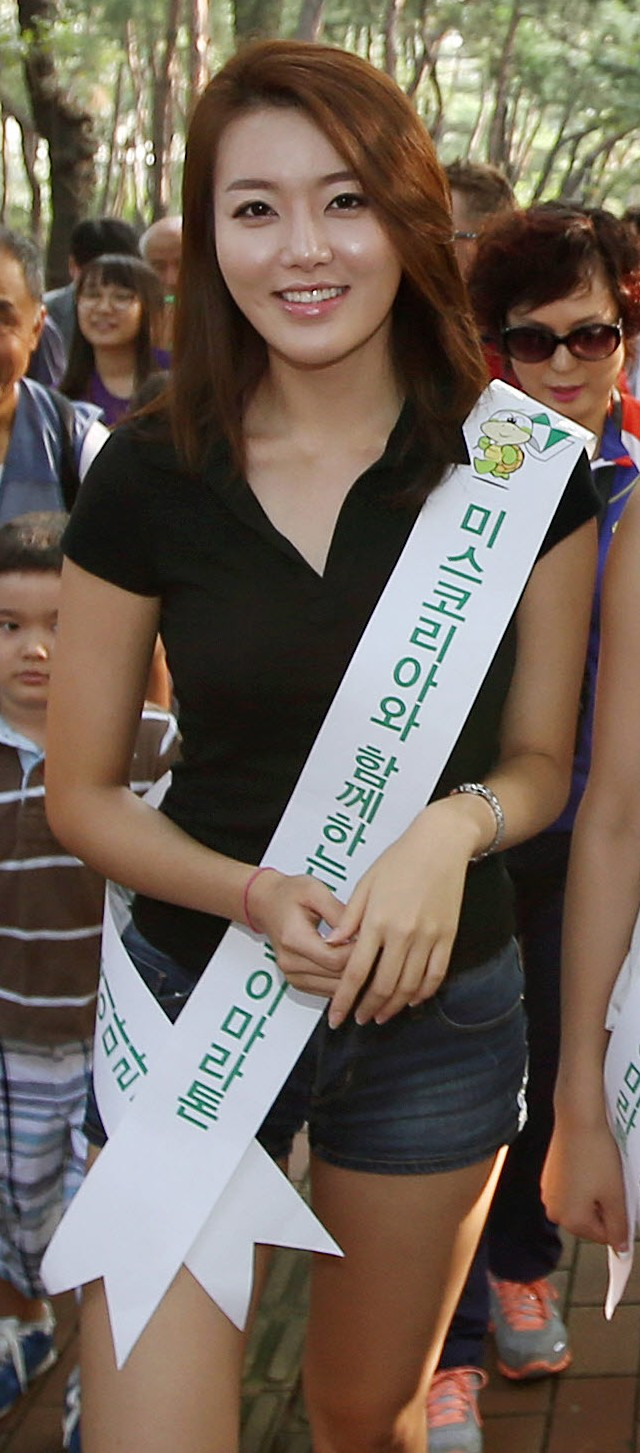
2014년 미스코리아 미 류소라, 미스 경남 선
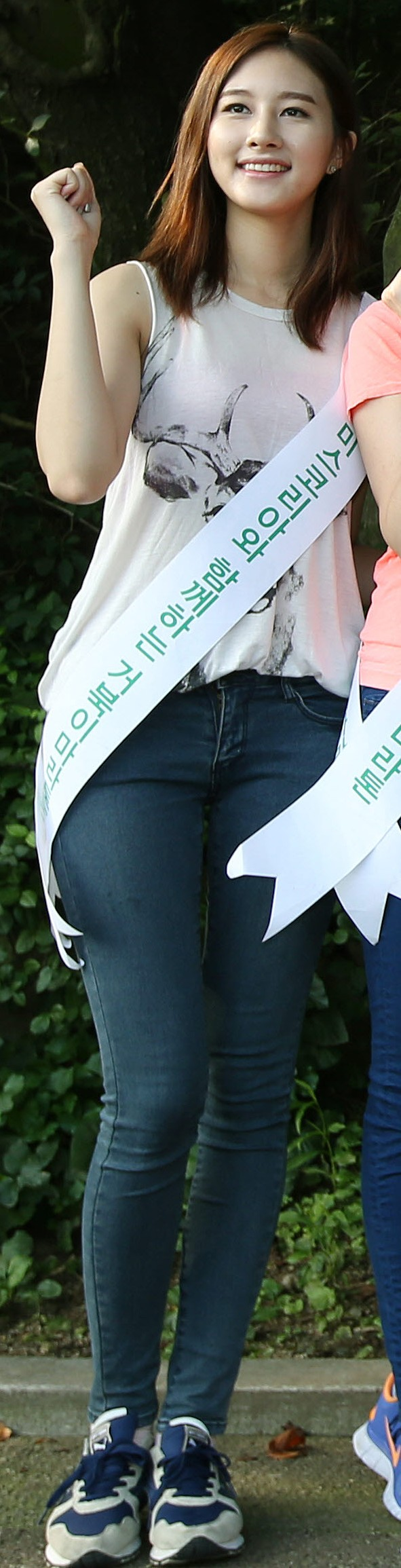
2014년 미스코리아 미 김명선, 미스 전북 미
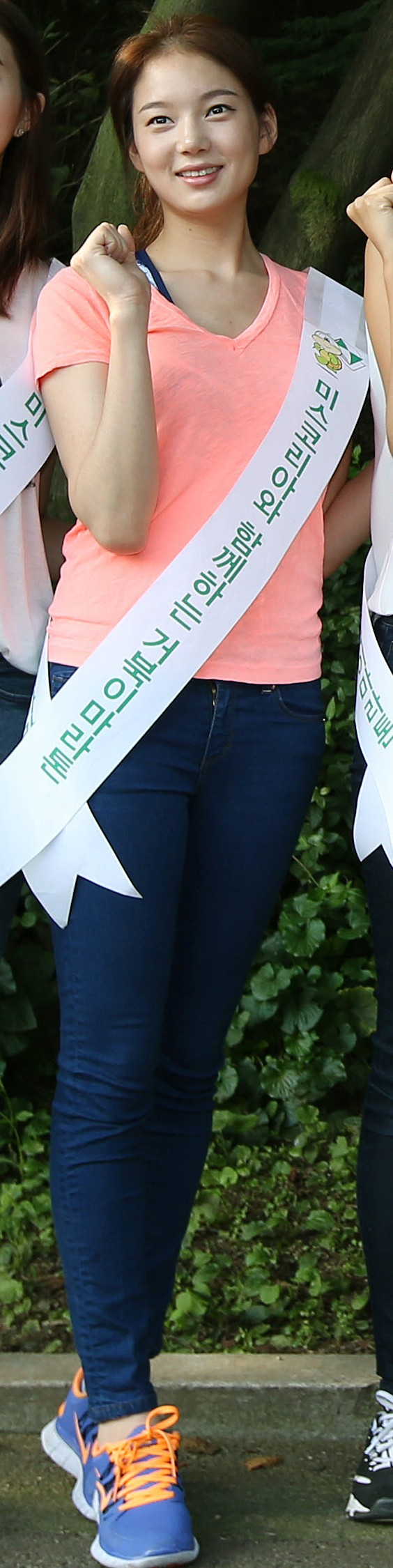
2014년 미스코리아 미 이사라, 미스 USA 미
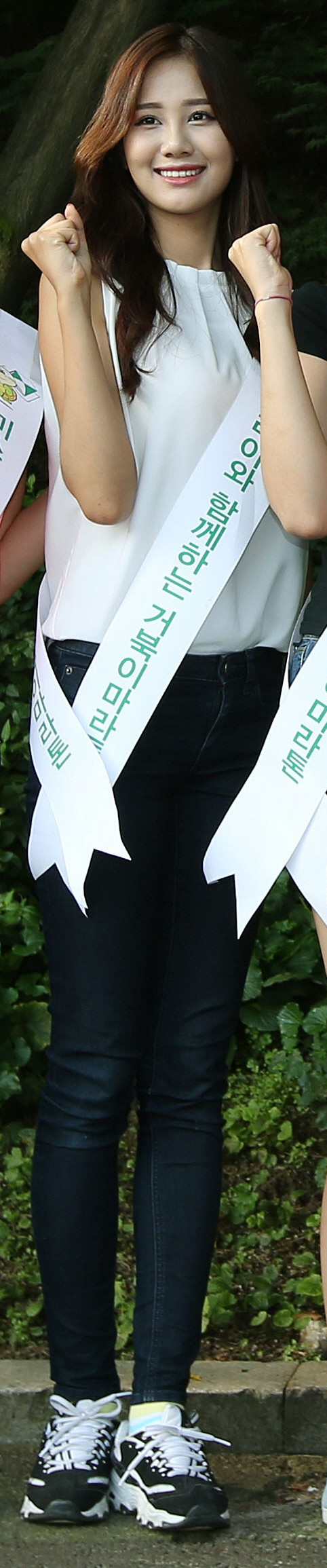
2014년 미스코리아 미 백지현, 미스 대구 미
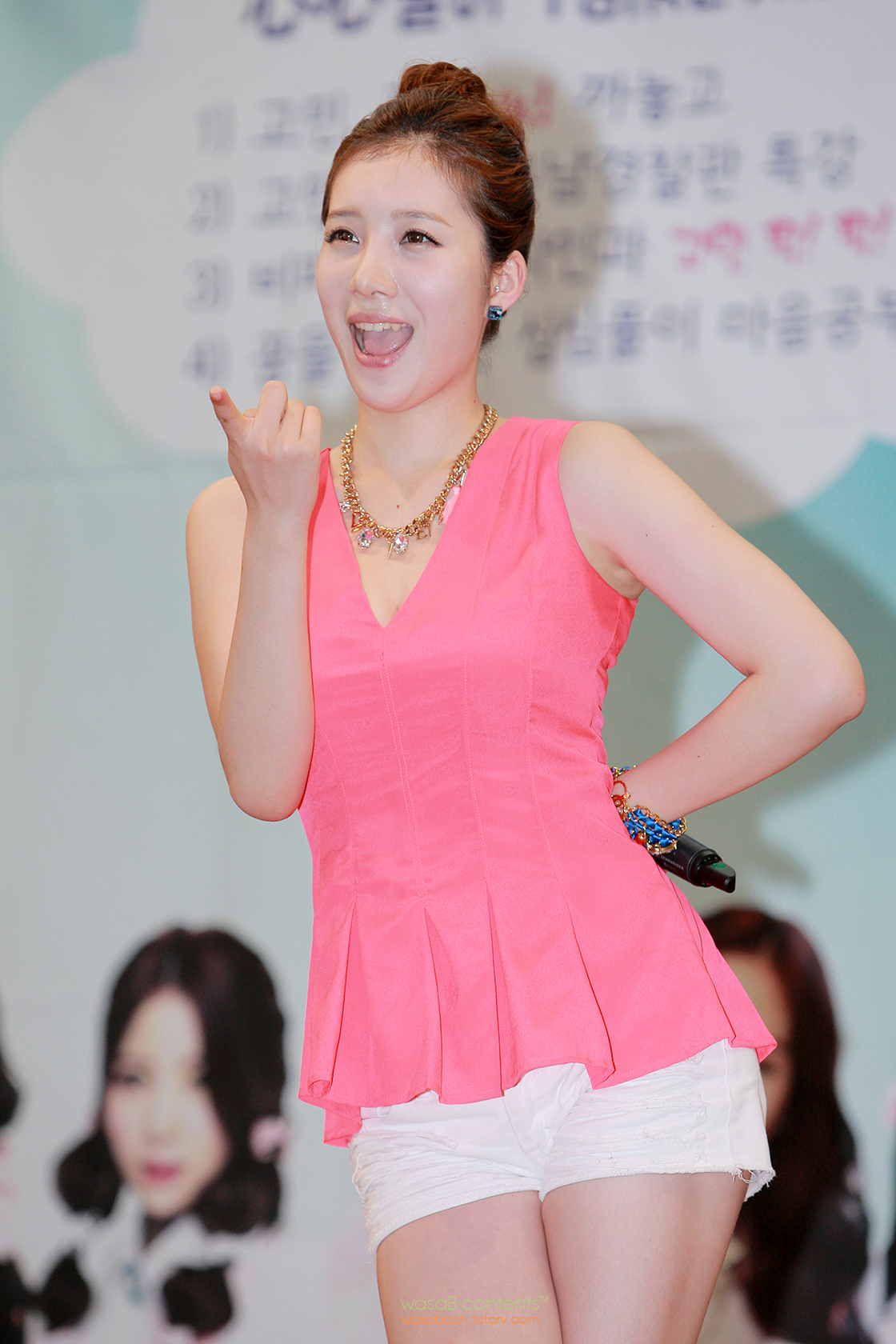
2014년 미스코리아 후보 효인(차은비), 미스 경북 선

## 사건

### 뇌물 수수
1993년 한국일보사 전 사업본부장 겸 상무 김중기가 4년동안 미스코리아 참가자 부모들과 미용실 업주들에게 거액의 돈을 받고 선발 과정에서 부정을 저지른 것이 밝혀졌다. 이로 인해 김중기와 미용실 업주 하종순, 박옥희가 구속되었다. 이 과정에서 뇌물 수수와 관련된 관련된 참가자 1990년 미스코리아 진 서정민과 1993년 미스코리아 엘칸토 윤수진, 자격조건 미달을 불법으로 서류를 위조해 참가한 1993년 미스코리아 선 허성수와 1993년 미스코리아 한국일보 이주미로 밝혀졌다. 허성수는 고등학교 중퇴라서 자격조건이 미달이었으나 허성수의 오빠인 허정훈이 졸업증서를 위조해 참가하게 했고, 이주미는 나이가 어려 자격조건이 미달이었지만 미용실 원장과 이주미의 어머니가 공모하여 미용실 종업원인 손수미의 주민등록증에 이주미의 사진을 붙여 참가서류를 위조했다. 당시 연예계에서 활동 중이던 서정민은 이 사건을 계기로 연예계에서 은퇴했다.

### 채점 오류 파문
1998년 미스코리아에 1차 통과자 15명 중 4명의 점수에 오류가 생겨 심사 결과를 반복하고 일주일 후 재심사를 통해 사건 무마를 위해 최종 5명에서 8명으로 확대 선발했다. 본선 당일 15명의 인터뷰 심사를 마치면 즉석에서 채점 결과가 컴퓨터로 집계되어 나오게 되는데 후보 4명의 점수가 3번(김수용) 심사위원의 점수가 입력되지 않은 채 평균 점수가 산출됐다. 28번 대전-충남 진 이재원, 33번 전남 진 차서원, 46번 대구 진 서혜진, 49번 서울 선 이은희 총 4명의 점수가 타 후보에 비해 터무니없이 낮았지만(평균 7점대, 다른 후보는 8-9점대)대회는 계속 진행됐고 시상까지 마쳤다. 대회 종료 후 탈락한 후보 가족의 항의가 이어졌고 주최측의 검토 결과 오류가 발견되어 심사 결과를 발표하지 않고 재심사를 결정했다. 한국일보사는 일주일 후 세종문화회관 소극장에서 본선 당시 최종결선 통과자 8명과 채점오류로 피해를 본 4명 등 총 12명만을 상대로 재심사를 열어 6번 충북 미 이정민, 21번 대구 선 이정희, 28번 대전-충남 진 이재원 총 3명을 구제하여 최종 8명을 선발해 채점 오류 파동을 잠재우려 했다. 이 컴퓨터 채점 공개제는 미스유니버스 채점 제도를 벤치마킹한 것으로 1998년 대회에 첫 도입했지만 뼈아픈 오류 파문으로 큰 오점을 남겼다. 이후 1999년 대회부터는 최고점과 최저점을 제외해 평균을 내는 올림픽 채점제가 도입되었다.

### 자격 박탈
2007년 미스코리아 경북 진 김주연은 미스코리아 미에 당선되었으나, 축구 선수 황재원과의 낙태 스캔들로 인해 논란이 되어 미스코리아 자격을 박탈당했다.
2008년 미스코리아 전북 진 김희경은 미스코리아 미에 당선되었으나, 미스코리아 출전 전에 찍었던 성인 화보가 논란이 되어 미스코리아 자격을 박탈당했다.

### 미스 월드 코리아와 대립
미스코리아는 진을 미스 유니버스에 출전시키는 반면 선을 미스 월드에 출전시켰던 점 때문에 미스 월드와 대립을 빚었다.
2011년 3월 16일 미스 월드 조직회 회장인 줄리아 몰리가 대한민국을 방한하여, 미스 월드 코리아 조직회 창설회에 참석하였다. 이에 따라 월드뷰티엔터프라이즈가 미스 월드 대한민국 출전권을 따냈다.
그리하여 미스 월드 2011 대회부터 미스 월드 대한민국 참가자는 한국일보가 주최하는 미스코리아 대회가 아닌 미스 월드 코리아 대회에서 선발되었으나, 서로 간의 분쟁으로 2012년, 2013년 미스 월드 코리아 대회가 개최되지 못하는 등 분란을 빚었다.
2013년 5월 14일 서울중앙지법 민사42부는 미스 월드 코리아 주관사인 월드뷰티사가 "대회가 무산된 책임을 지고 47억여원을 배상하라"며 미스코리아 대회 주관사인 한국일보사를 상대로 낸 손해배상 청구소송에서 원고패소 판결한 원심을 확정하며 미스 월드 코리아 대회 무산에 대한 책임이 한국일보사에 없다고 판결했다.

## 같이 보기
- 미스 유니버스
- 미스 월드
- 미스 인터내셔널
- 미스 어스
- 미스 수프라내셔널
- 미스 그랜드 인터내셔널
- 미스 인터콘티넨탈
- 미스 아시아 퍼시픽 인터내셔널